# Список народних артистів України
Нижче приведено список народних артистів України за роками присвоєння їм звання.

## Статистика
Статистика подається станом на 29 серпня 2020 року.

### За Президентами України
Від початку 1991 року до 24 серпня Указами Президії Верховної Ради Української РСР почесне звання «Народний артист Української РСР» було присвоєно 8 особам.
Після 24 серпня до 5 грудня 1991 року Указами Президії Верховної Ради України почесне звання «Народний артист Української РСР» було присвоєно 3 особам, почесне звання «Народний артист України» — 6 особам.
Від 5 грудня 1991 року присвоєння почесного звання «Народний артист України» провадиться указом Президента України.
| Президент                 | Термін повноважень              | Кількість нагороджених |
| ------------------------- | ------------------------------- | ---------------------- |
| Леонід Кравчук            | 5 грудня 1991 — 19 липня 1994   | 92                     |
| Леонід Кучма              | 19 липня 1994 — 23 січня 2005   | 291                    |
| Віктор Ющенко             | 23 січня 2005 — 25 лютого 2010  | 183                    |
| Віктор Янукович           | 25 лютого 2010 — 22 лютого 2014 | 58                     |
| Олександр Турчинов (в.о.) | 23 лютого 2014 — 7 червня 2014  | 0                      |
| Петро Порошенко           | 7 червня 2014 — 20 травня 2019  | 159                    |
| Володимир Зеленський      | з 20 травня 2019                | 49                     |

## 1990-ті роки

### 1991 (7 осіб)

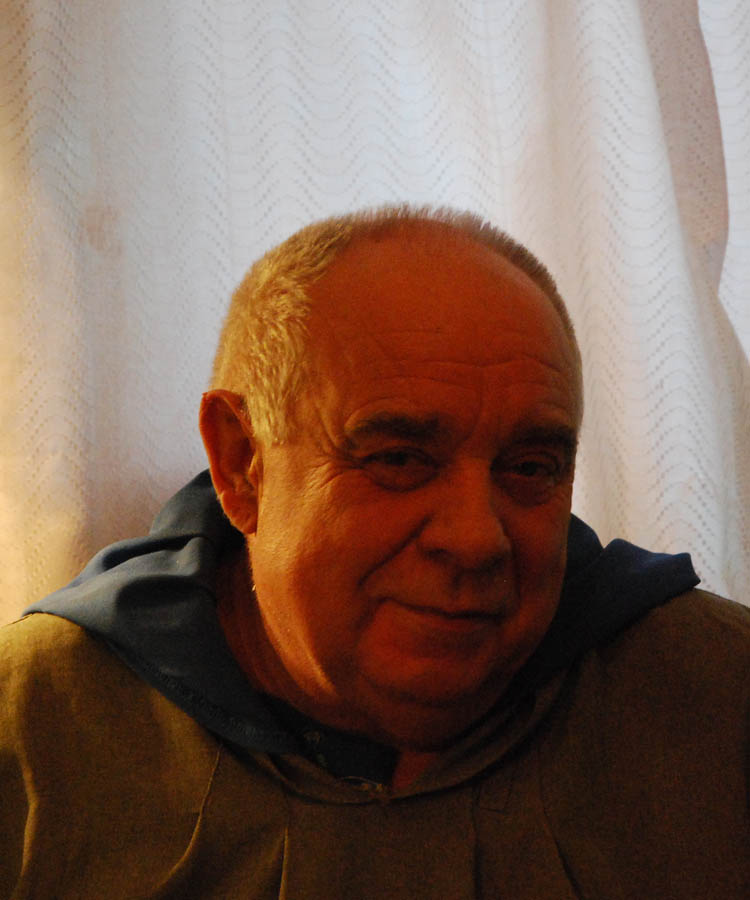
Сергій Кустов

До листопада 1991 року присуджувалося звання «Народний артист Української РСР». У 1991 році указами Президії Верховної Ради Української РСР цього почесного звання були удостоєні 11 осіб, в тому числі 3 після здобуття Україною незалежності — Бернацький Іван Йосипович, Мірус Борис Михайлович, Захарченко Валерій Стефанович
Указами Президії Верховної Ради України почесного звання «Народний артист України» були удостоєні:
- Антонов Володимир Іванович — артист Харківського обласного театру юного глядача[2]
- Кедич Христина Іванівна — артистка Першого українського театру для дітей та юнацтва (м. Львів).[3]
- Кустов Сергій Павлович — артист Першого українського театру для дітей та юнацтва (м. Львів).[3]
- Янівський Богдан-Юрій Ярославович — композитор, завідувач музичною частиною Першого українського театру для дітей та юнацтва (м. Львів).[3]
- Кочур Валентина Олексіївна — солістка опери державного академічного театру опери і балету України ім. Т. Г. Шевченка.[4]
- Литвинов Анатолій Васильович — артист Київської концертної організації «Київконцерт».[4]

З 5 грудня 1991 року почесне звання «Народний артист України» присвоюється Президентом України.
- Кобзон Йосип Давидович[5], позбавлений державних нагород відповідно до закону «Про санкції»[6][7].

### 1992 (20 осіб)[8]
Нижче поданий список народних артистів, щодо яких опубліковані укази Президента, а також про яких відомо з інших джерел про присвоєння звання. Список неповний.
1. Базиликут Богдан Омелянович
2. Барський Михайло Ілліч
3. Буніна Ірина Олексіївна[9]
4. Вахняк Євген Дмитрович
5. Гаврилюк Іван Ярославович
6. Гапон Олександр Іванович
7. Дриженко Анатолій Миколайович
8. Дука Ірина Михайлівна
9. Кадочникова Лариса Валентинівна
10. Коробко Аліна Миколаївна
11. Паперний Євген Васильович
12. Тимошенко Олег Семенович
13. Шитовалов Валерій Вікторович

### 1993 (42 особи)[8]
Нижче поданий список народних артистів, щодо яких опубліковані укази Президента, а також про яких відомо з інших джерел про присвоєння звання. Список неповний.

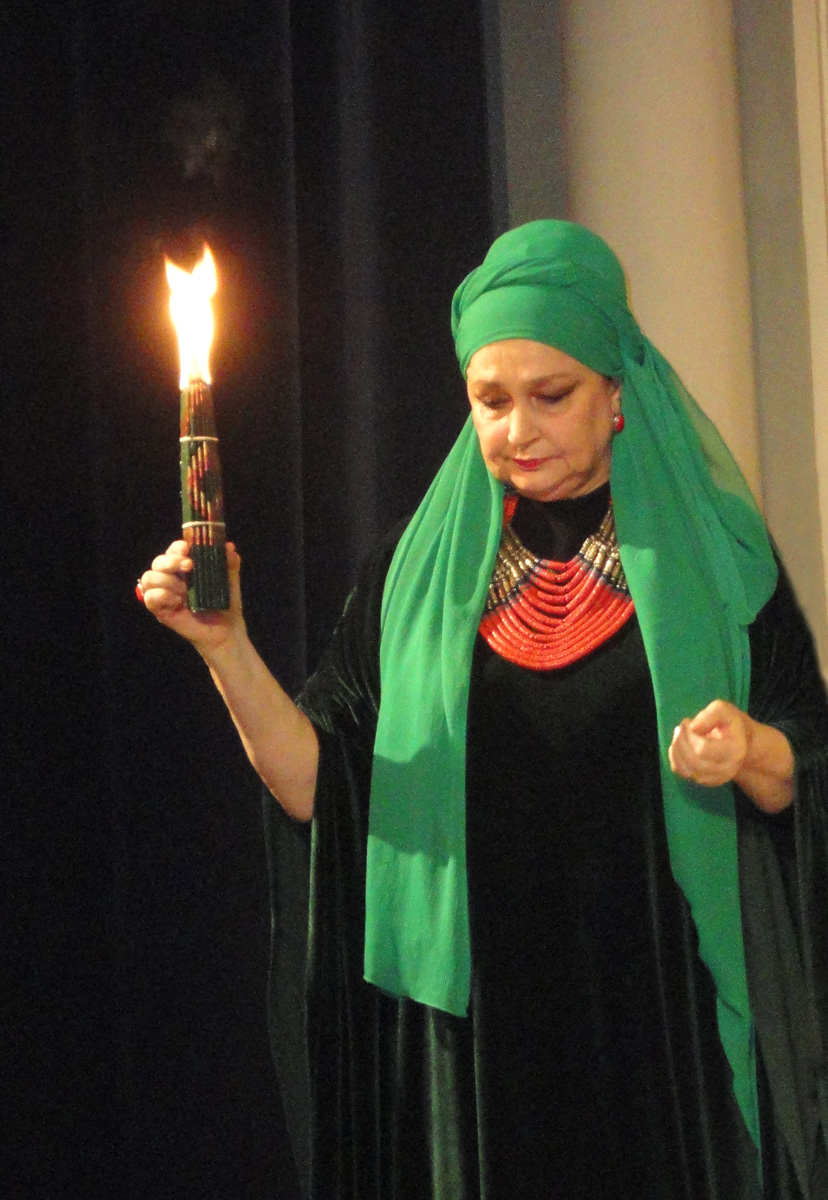
Раїса Недашківська

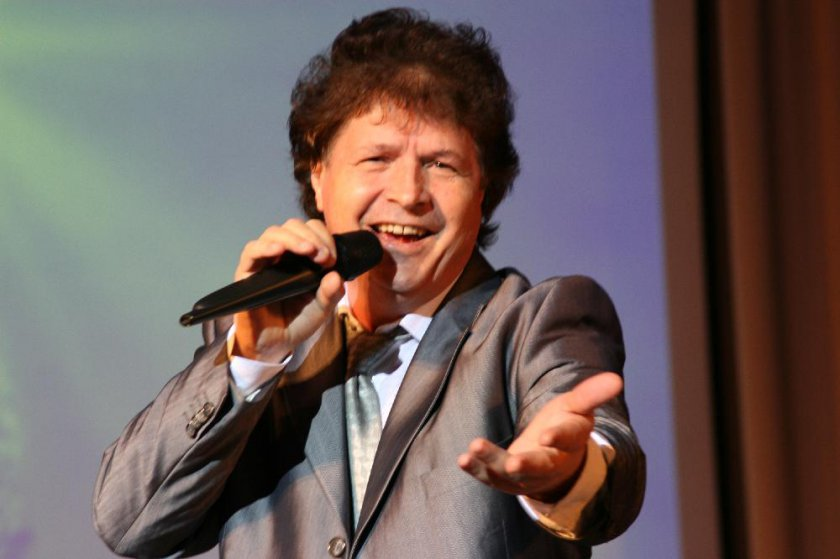
Фемій Мустафаєв

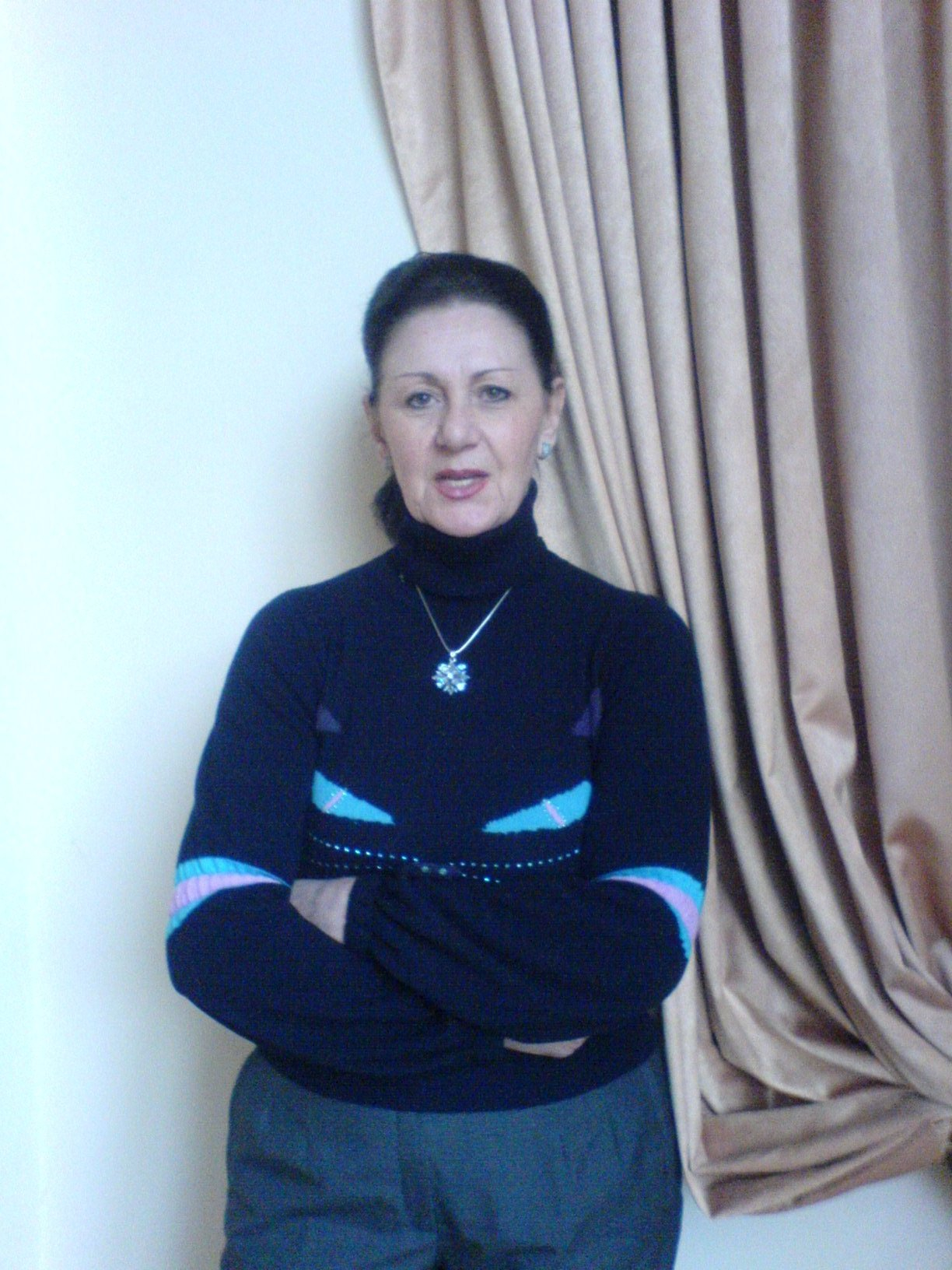
Людмила Ширіна

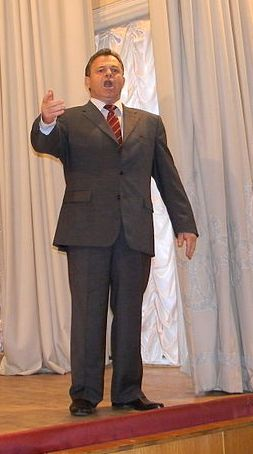
Степан Фіцич

1. Мозговий Микола Петрович — художній керівник театру пісні Укрконцерту.[10]
2. Цегляр Яків Самійлович — композитор.[11]
3. Губаренко Віталій Сергійович — композитор, м. Київ.[12]
4. Дремлюга Микола Васильович — композитор, професор Київської державної консерваторії імені П. І. Чайковського.[12]
5. Колодуб Левко Миколайович — композитор, професор Київської державної консерваторії імені П. І. Чайковського.[12]
6. Мясков Костянтин Олександрович — композитор, м. Київ.[12]
7. Козловський Іван Семенович.[13]
8. Доронченко Юрій Семенович — артист Донецького обласного російського драматичного театру, м. Маріуполь.[14]
9. Лотоцька Наталія Василівна — артистка Київського державного академічного українського драматичного театру імені І. Франка.[15]
10. Петрик Володимир Васильович — балетмейстер Гуцульського ансамблю пісні і танцю Івано-Франківської обласної філармонії.[15]
11. Шинкарук Володимир Іванович — артист Запорізького обласного українського музично-драматичного театру.[15]
12. Бойко Валентина Володимирівна — артистка Кримського українського музичного театру.[16]
13. Васильєв Вадим Васильович — артист Чернігівського обласного українського музично-драматичного театру імені Т. Г. Шевченка.[16]
14. Крупник Семен Самійлович — артист Одеського муніципального шоу-театру «Ришельє».[16]
15. Морозюк Георгій Іванович — артист Львівського обласного музично-драматичного театру імені Юрія Дрогобича.[16]
16. Недашківська Раїса Степанівна — артистка Київського молодіжного театру.[16]
17. Приходько Людмила Іванівна- артистка Волинського обласного українського музично-драматичного театру імені Т. Г. Шевченка.[16]
18. Білялов Февзі — художній керівник Державного кримсько-татарського ансамблю «Хайтарма» Кримської державної філармонії.[17]
19. Мустафаєв Фемій Мансурович — соліст Державного естрадно-симфонічного оркестру України.[17]
20. Ширіна Людмила Сергіївна — солістка опери Одеського державного академічного театру опери та балету.[18]
21. Огороднік Олександр Володимирович — художній керівник заслуженого самодіяльного народного ансамблю пісні і танцю «Колос» Торчинського селищного будинку культури Луцького району Волинської області.[19]
22. Чепелюк Василь Адамович — артист-вокаліст Волинської обласної філармонії.[19]
23. Маліновський Рафаїл Болеславович — викладач Житомирського училища культури.[20]
24. Кожухар Володимир Маркович — головний диригент Національного академічного театру опери та балету України імені Т. Г. Шевченка.[21]
25. Мелашунас-Ферро Валерія Мартинівна — балетмейстер народного фольклорно-етнографічного ансамблю «Веснянка» Київського університету імені Тараса Шевченка.[21]
26. Нероденко Володимир Минович — художній керівник народного фольклорно-етнографічного ансамблю «Веснянка» Київського університету імені Тараса Шевченка.[21]
27. Субачев Віктор Михайлович — соліст Чернігівської обласної філармонії.[21]
28. Філіп'єва Олена Валеріївна — солістка балету Національного академічного театру опери та балету України імені Т. Г. Шевченка.[21]
29. Бєлозьорова Лідія Олексіївна — артистка Вінницького обласного українського музично-драматичного театру імені М. К. Садовського, заслужена артистка України.[22]
30. Селезньов Віталій Євдокимович — головний режисер Вінницького обласного українського музично-драматичного театру імені М. К. Садовського, заслужений артист України.[22]
31. Лупалов В'ячеслав Іванович — соліст опери Національного академічного театру опери та балету України імені Т. Г. Шевченка.[23]
32. Пащенко Ганна Семенівна — артистка Ніжинського українського драматичного театру імені М. М. Коцюбинського, Чернігівська область.[23]
33. Тришин Віктор Миколайович — соліст опери Національного академічного театру опери та балету України імені Т. Г. Шевченка.[23]
34. Фіцич Степан Миколайович — соліст опери Національного академічного театру опери та балету України імені Т. Г. Шевченка.[23]
35. Кузнецова Раїса Іванівна — солістка-вокалістка Донецької обласної філармонії.[24]
36. Коваль Олександр Іванович — режисер-оператор Української студії хронікально-документальних фільмів, м. Київ.[24]
37. Довбня Петро Іванович — артист.[25]
38. Шевченко Володимир Павлович — артист, заслужений артист України.[26]
39. Булах Григорій Іванович
40. Федотов Володимир Іванович
41. Яценко Тамара Олександрівна

### 1994 (31 особа)

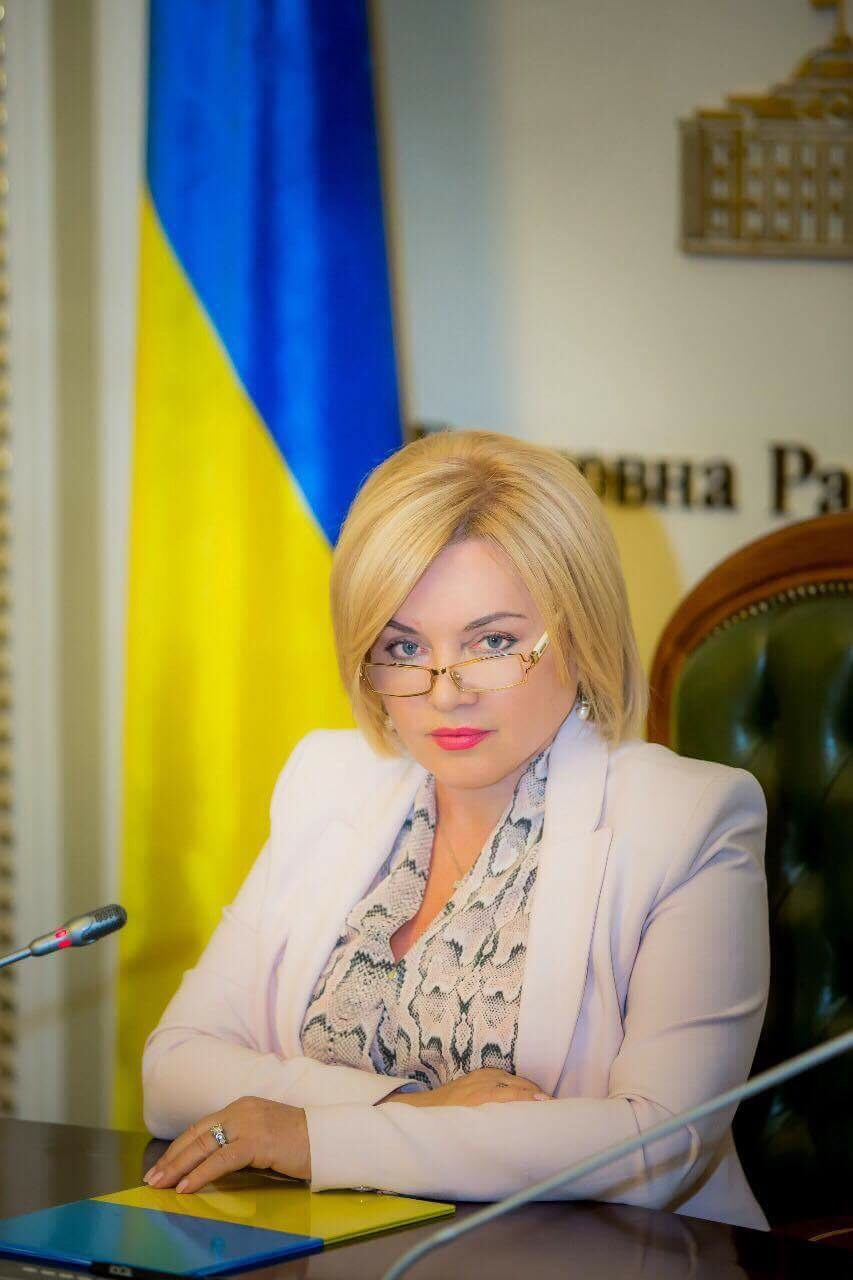
Оксана Білозір

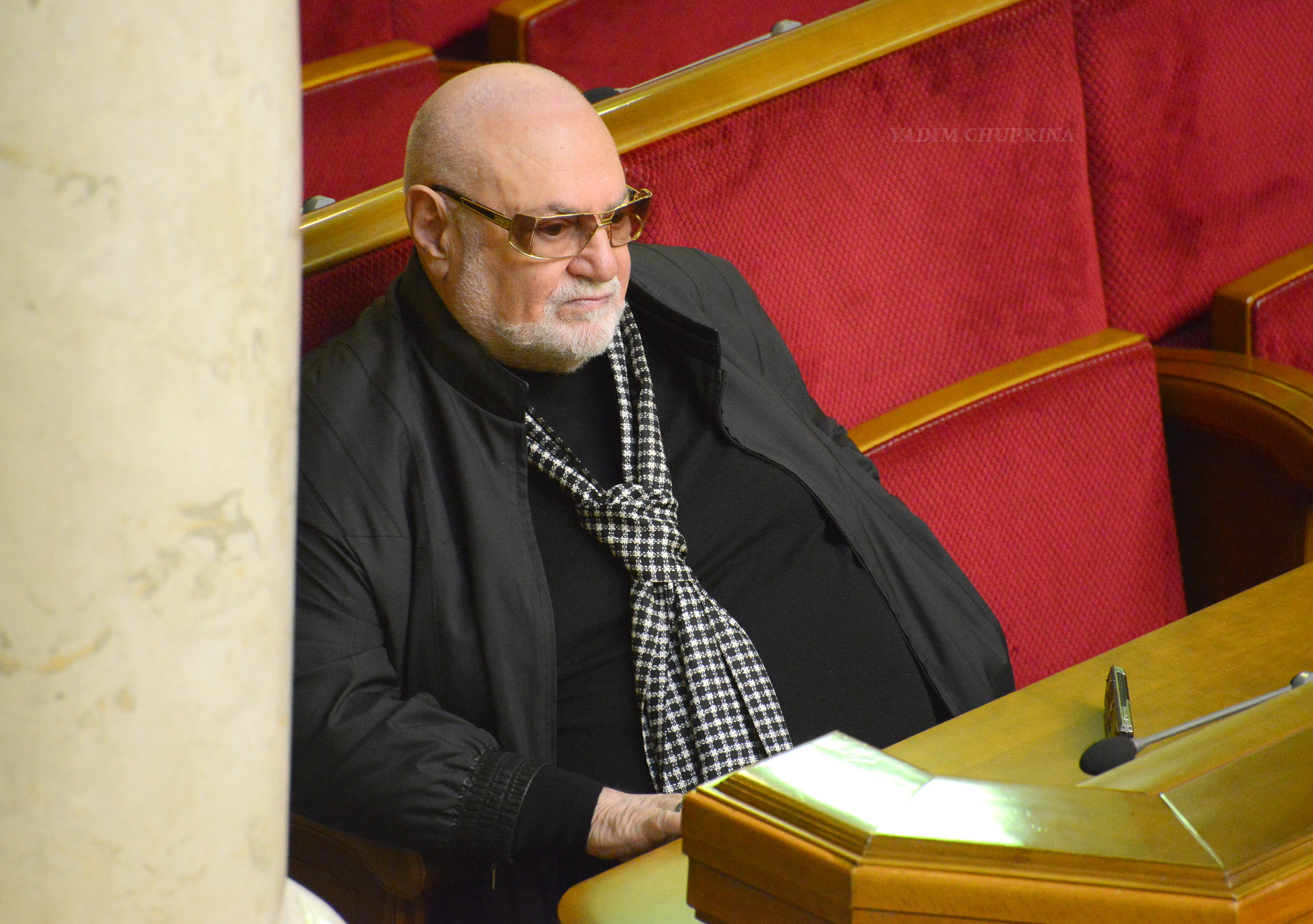
Ян Табачник

1. Яременко Василь Михайлович — артист Житомирського державного обласного музично-драматичного театру імені І. А. Кочерги.[27]
2. Бойко Лариса Терентіївна — артистка Кримського академічного російського драматичного театру імені М.Горького, м. Сімферополь, заслужена артистка України.[28]
3. Кондратьєв Володимир Йосипович — артист Кримського академічного російського драматичного театру імені М.Горького, м. Сімферополь, заслужений артист України.[28]
4. Сафонов Олександр Сергійович — старший диктор Українського телебачення Державної телерадіомовної компанії України, м. Київ, заслужений артист України.[29]
5. Скоромний Віктор Петрович — художній керівник Державної телерадіомовної компанії України, м. Київ, заслужений артист України.[29]
6. Білозір Оксана Володимирівна — солістка групи «Оксана», м. Львів.[30]
7. Марцевич Людмила Леонідівна — солістка-інструменталістка Київської державної філармонії.[30]
8. Табачник Яків Піневич — соліст-інструменталіст, керівник групи «Новий день» Запорізької обласної філармонії.[30]
9. Шпортько Віктор Михайлович — соліст-вокаліст Державного естрадно-симфонічного оркестру України, м. Київ.[30]
10. Буймістер Валерій Григорович — соліст-вокаліст Київської державної філармонії.[31]
11. Газінський Віталій Іванович — художній керівник — головний диригент ансамблю пісні і танцю «Поділля» Вінницької обласної філармонії.[32]
12. Гузун Тетяна Іванівна — художній керівник хореографічного ансамблю «Сонечко» Житомирського міського центру дитячої народної хореографії «Сонечко».[33]
13. Гузун Михайло Семенович — директор Житомирського міського центру дитячої народної хореографії «Сонечко».[33]
14. Дворський Павло Ананійович — соліст-вокаліст ансамблю «Смерічка» Чернівецької обласної філармонії.[33]
15. Землянський Валентин Олександрович — соліст-вокаліст Донецького державного академічного російського театру опери та балету.[33]
16. Коротков Анатолій Єгорович — художній керівник зразкового хореографічного ансамблю «Пролісок» Кіровоградської обласної школи мистецтв.[33]
17. Шутко Лідія Остапівна — професор Вищого державного музичного інституту імені М. В. Лисенка, м. Львів.[34]
18. Коломієць Микола Петрович — директор художньої хореографічної студії «Щасливе дитинство», м. Київ.[35]
19. Лук'янець Володимир Олександрович — артист Запорізького обласного українського музично-драматичного театру, заслужений артист України.[36]
20. Тарасов Володимир Павлович — соліст опери Одеського державного академічного театру опери та балету.[37]
21. Горчинський Анатолій Аркадійович — композитор, м. Тернопіль.[38]
22. Добронравова Світлана Альбертівна — солістка опери Національного академічного театру опери та балету імені Т. Г. Шевченка, м. Київ.[38]
23. Захарченко Віктор Гаврилович — художній керівник і головний диригент Кубанського державного козачого хору, м. Краснодар, Російська Федерація.[38]
24. Саварі Станіслав Віталійович — завідувач кафедри Донецької державної консерваторії імені С. С. Прокоф'єва.[38]
25. Мартиненко Віра Григорівна — солістка Державного заслуженого академічного українського народного хору імені Г. Г. Верьовки.[39]
26. Павлюченко Поліна Григорівна — солістка Державного заслуженого академічного українського народного хору імені Г. Г. Верьовки.[39]
27. Цюпа Наталія Петрівна — солістка Державного заслуженого академічного українського народного хору імені Г. Г. Верьовки.[39]
28. Клоков Георгій Павлович — художній керівник фольклорно-хореографічного ансамблю «Славутич» Дніпропетровської обласної філармонії.[40]
29. Саранчук Володимир Михайлович — художній керівник Дніпропетровського державного театру російської драми імені М.Горького.[40]
30. Караманов Алемдар Сабітович — кримськотатарський композитор.[41]
31. Чемена Валентина Леонідівна — артистка-вокалістка Київського державного театру оперети.[42]

### 1995 (20 осіб)

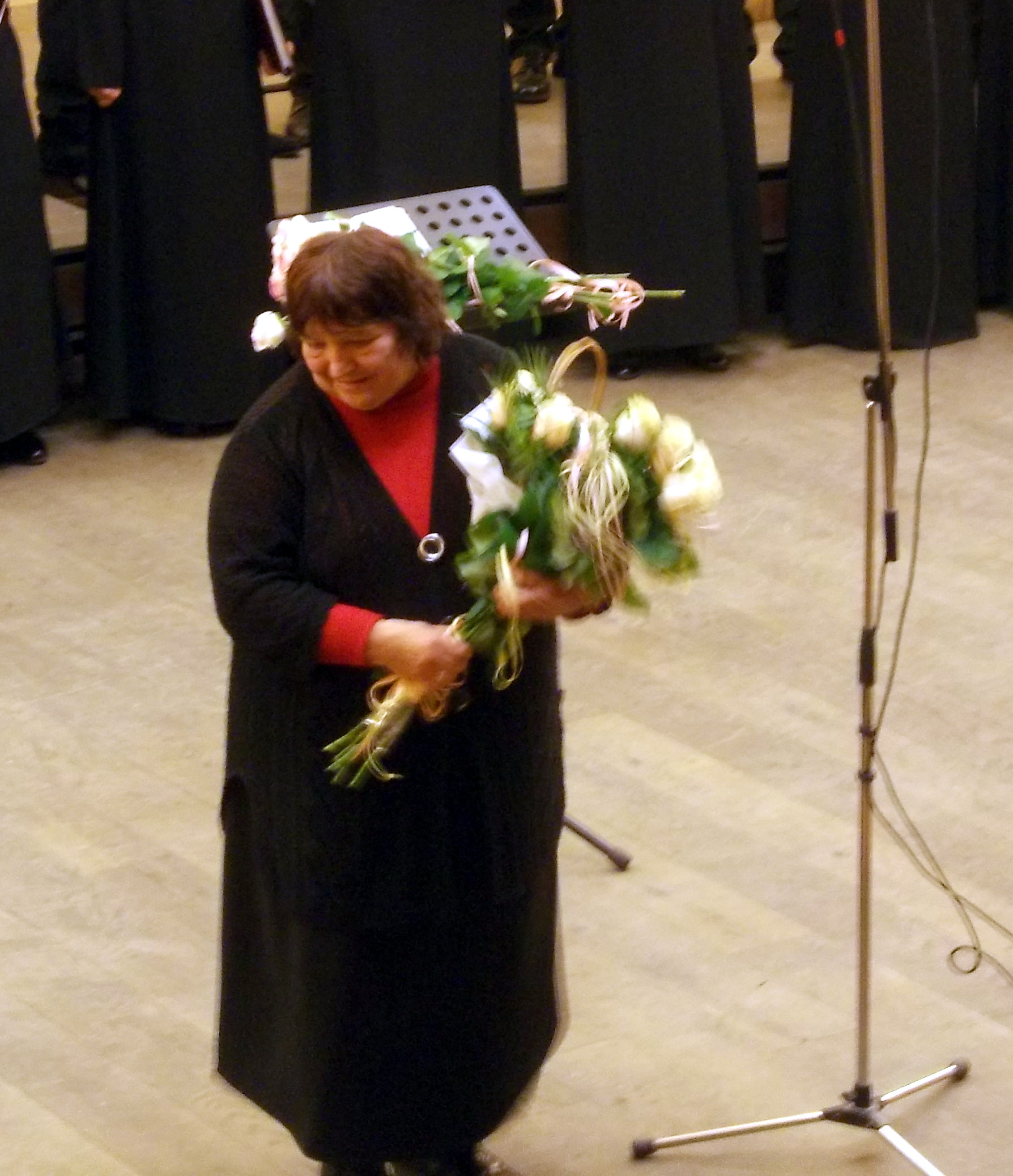
Леся Дичко

1. Шаварський Олег Микитович — артист Національного академічного драматичного театру імені Івана Франка, м. Київ.[43]
2. Авер'янов Євген Васильович — балетмейстер Державного заслуженого академічного ансамблю танцю України імені Павла Вірського, м. Київ.[44]
3. Завгородній Георгій Фадійович — концертмейстер Державного заслуженого академічного ансамблю танцю України імені Павла Вірського, м. Київ.[44]
4. Гринишин Михайло Петрович — завідувач кафедри Київського державного інституту культури, професор.[45]
5. Ніколаєва Ніна Єгорівна — артистка Рівненського обласного українського музично-драматичного театру.[45]
6. Ануфрієнко Анатолій Васильович — художній керівник Державного вокально-хореографічного ансамблю України «Таврія», м. Сімферополь.[46]
7. Кара-Гяур Людмила Борисівна — артистка Севастопольського російського драматичного театру.[46]
8. Кондратенко Михайло Єгорович — артист, директор Севастопольського російського драматичного театру.[46]
9. Гріншпун Юлій Ізакінович — головний режисер Одеського муніципального шоу-театру «Ришельє».[47]
10. Толок Анатолій Степанович — артист Херсонського обласного українського музично-драматичного театру імені М.Куліша.[47]
11. Оберенко Володимир Тихонович — соліст-вокаліст Зразково-показового оркестру, старшому прапорщику Національної гвардії України, м. Київ.[48]
12. Баштан Сергій Васильович — декан Національної музичної академії України імені П. І. Чайковського, професор, м. Київ.[49]
13. Дичко Леся Василівна — композитор, м. Київ.[49]
14. Мамченко Антоніна Іванівна — вокалістка тріо бандуристок Національної радіокомпанії України, м. Київ.[50]
15. Петрова Світлана Петрівна — вокалістка тріо бандуристок Національної радіокомпанії України, м. Київ.[50]
16. Шутько Алла Костянтинівна — вокалістка тріо бандуристок Національної радіокомпанії України, м. Київ.[50]
17. Білоножко Віталій Васильович — соліст-вокаліст Державної телерадіомовної компанії України, м. Київ.[51]
18. Іванський Роман Іванович — музичний керівник чоловічого вокального квартету «Явір», м. Київ.[51]
19. Ватаманюк Василь Іванович — соліст Державного заслуженого академічного народного хору імені Г. Г. Верьовки.[52]
20. Шумилова Галина Іванівна — солістка Державного заслуженого академічного народного хору імені Г. Г. Верьовки.[52]

### 1996 (37 осіб)

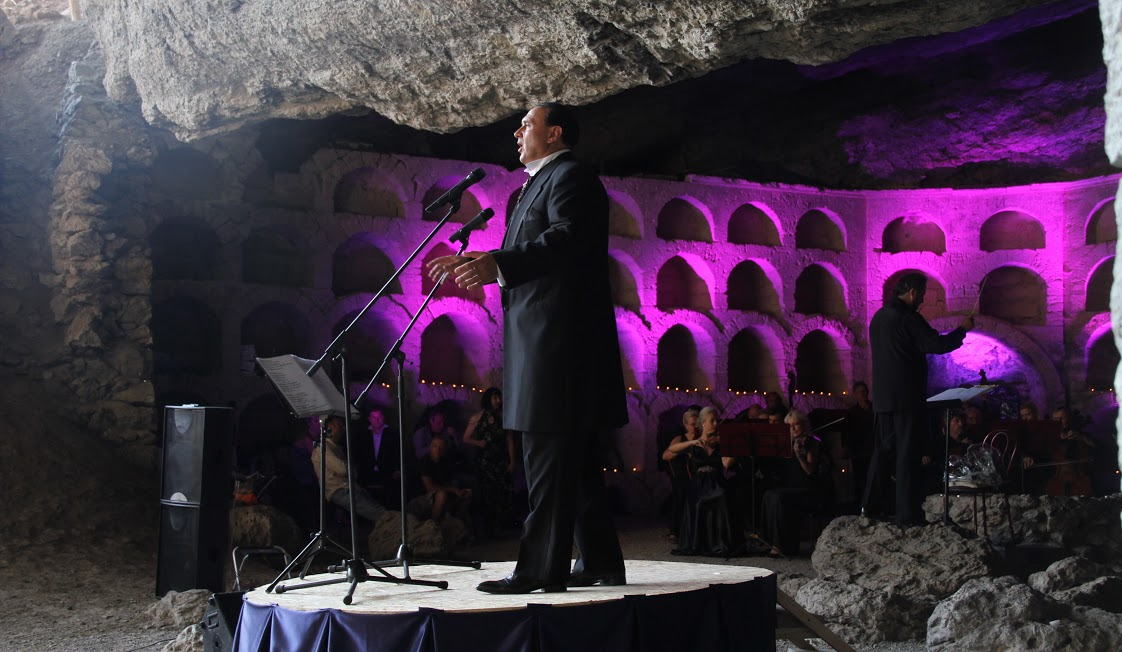
Володимир Гришко

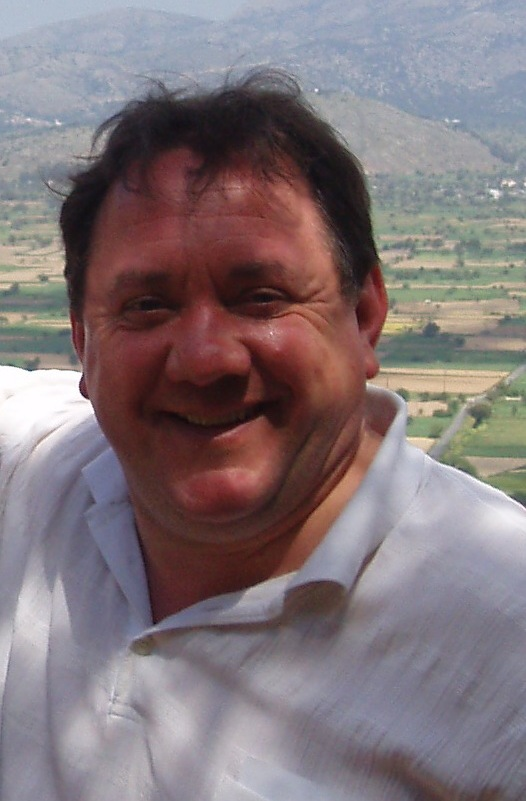
Богдан Бенюк

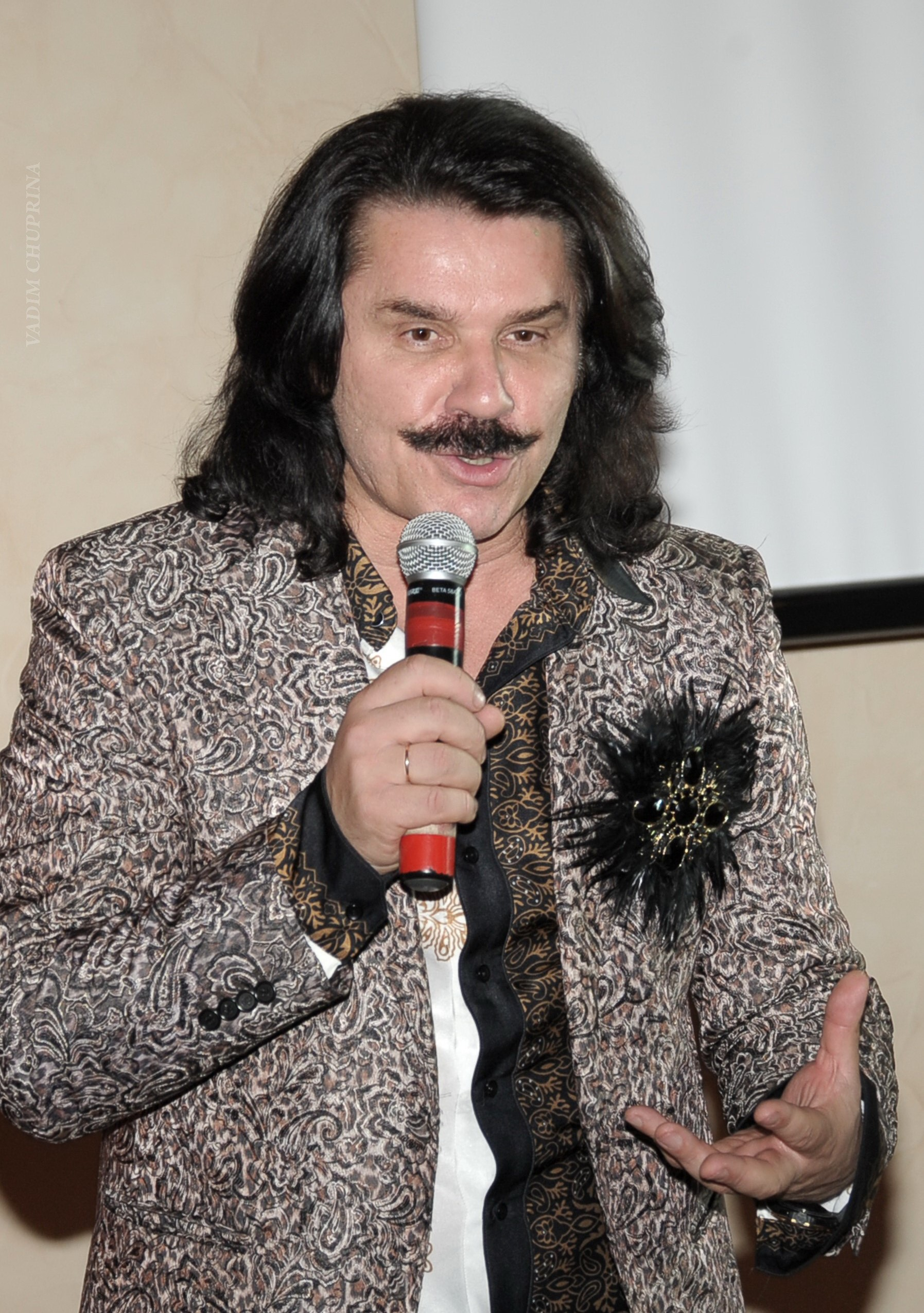
Павло Зібров

1. Швідлер Мальвіна Зіновіївна — артистка Національного академічного театру російської драми імені Лесі Українки, м. Київ.[53]
2. Антоненко Григорій Миколайович — артист Запорізького обласного українського музично-драматичного театру.[54]
3. Апатський Володимир Миколайович — професор Національної музичної академії України імені П. І. Чайковського, м. Київ.[54]
4. Золотухін Володимир Максович — композитор, м. Харків.[55]
5. Бенюк Петро Михайлович — артист Львівського державного академічного українського драматичного театру імені М.Заньковецької.[56]
6. Білозір Ігор Йосипович — художній керівник ансамблю «Ватра», композитор, м. Львів.[56]
7. Гришко Володимир Данилович — соліст опери Національного академічного театру опери та балету України імені Т. Г. Шевченка, м. Київ.[56]
8. Грінченко Сергій Степанович — соліст-інструменталіст Національної філармонії, м. Київ.[56]
9. Дахно Володимир Авксентійович — режисер-постановник кіностудії «Укранімафільм», м. Київ.[56]
10. Кондрашевська Лідія Іванівна — солістка-вокалістка Національної філармонії, м. Київ.[56]
11. Костін Олександр Васильович — композитор, м. Київ.[56]
12. Кривень Михайло Якович — соліст-вокаліст камерного оркестру Івано-Франківської обласної філармонії.[56]
13. Криницина Маргарита Василівна — артистка Національної кіностудії художніх фільмів імені Олександра Довженка, м. Київ.[56]
14. Ляшенко Геннадій Іванович — композитор, м. Київ.[56]
15. Манойло Анатолій Федорович — артист Херсонського обласного українського музично-драматичного театру імені М.Куліша.[56]
16. Матій Петро Петрович — соліст-вокаліст музичного лекторію Закарпатської обласної філармонії, м. Ужгород.[56]
17. Назарова Тетяна Євгенівна — артистка Національного академічного театру російської драми імені Лесі Українки, м. Київ.[56]
18. Самарцев Володимир Іванович — соліст-вокаліст Луганської обласної філармонії.[56]
19. Сандулесу Лілія Василівна — солістка-вокалістка Київського міського центру мистецтв «Славутич».[56]
20. Сердюк Олександр Олександрович — кіноактор Національної кіностудії художніх фільмів імені О.Довженка, м. Київ.[56]
21. Філіпенко Віталій Аркадійович — композитор, м. Київ.[56]
22. Філіппов Анатолій Юхимович — артист Закарпатського обласного українського музично-драматичного театру імені О.Кобилянської.[56]
23. Ячмінський Володимир Дмитрович — артист Тернопільського обласного українського драматичного театру імені Т. Г. Шевченка.[56]
24. Палкін В'ячеслав Сергійович — художній керівник камерного хору Харківської обласної філармонії.[57]
25. Романенко Олена Вікторівна — солістка опери Харківського державного академічного театру опери та балету імені М. В. Лисенка.[57]
26. Батуріна Надія Петрівна — артистка Національного академічного театру російської драми імені Лесі Українки, м. Київ.[58]
27. Дяченко Олександр Миколайович — соліст опери Національного академічного театру опери та балету України імені Т. Г. Шевченка.[58]
28. Ножинова Неллі Василівна — артистка Полтавського державного обласного українського музично-драматичного театру імені М. В. Гоголя.[58]
29. Предаєвич Віра Леонідівна — артистка Національного академічного театру російської драми імені Лесі Українки, м. Київ.[58]
30. Бенюк Богдан Михайлович — артист Національного академічного драматичного театру імені Івана Франка, м. Київ.[59]
31. Громовенко Павло Федорович — артист розмовного жанру Національної філармонії, м. Київ.[60]
32. Ілляшевич Володимир Миколайович — соліст-інструменталіст Національної філармонії, м. Київ.[60]
33. Пікульський Святослав Михайлович — соліст-вокаліст Національної філармонії, м. Київ.[60]
34. Кондратюк Андрій Арсентійович — соліст-вокаліст Окремого зразково-показового оркестру Міністерства оборони України, прапорщик.[61]
35. Данчук Леонід Іванович — художній керівник — директор Житомирського обласного музично-драматичного театру імені І.Кочерги.[62]
36. Зібров Павло Миколайович — соліст-вокаліст, композитор, м. Київ.[62]
37. Калашников Володимир Павлович — артист Луганської обласної філармонії.[62]

### 1997 (34 особи)
Було нагороджено 34 особи, 1 з яких пізніше була позбавлена звання.

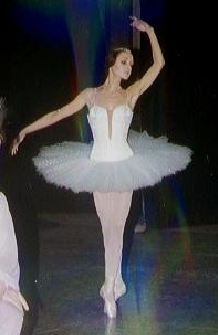
Інна Дорофеєва

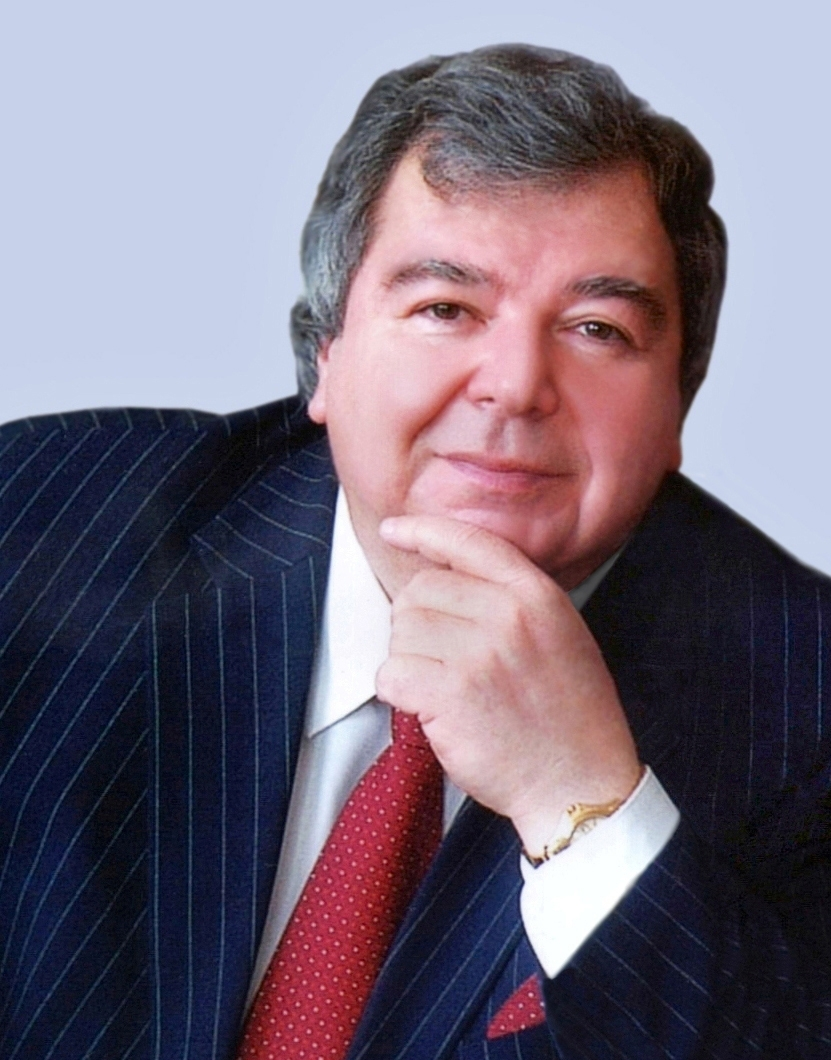
Михайло Чембержі

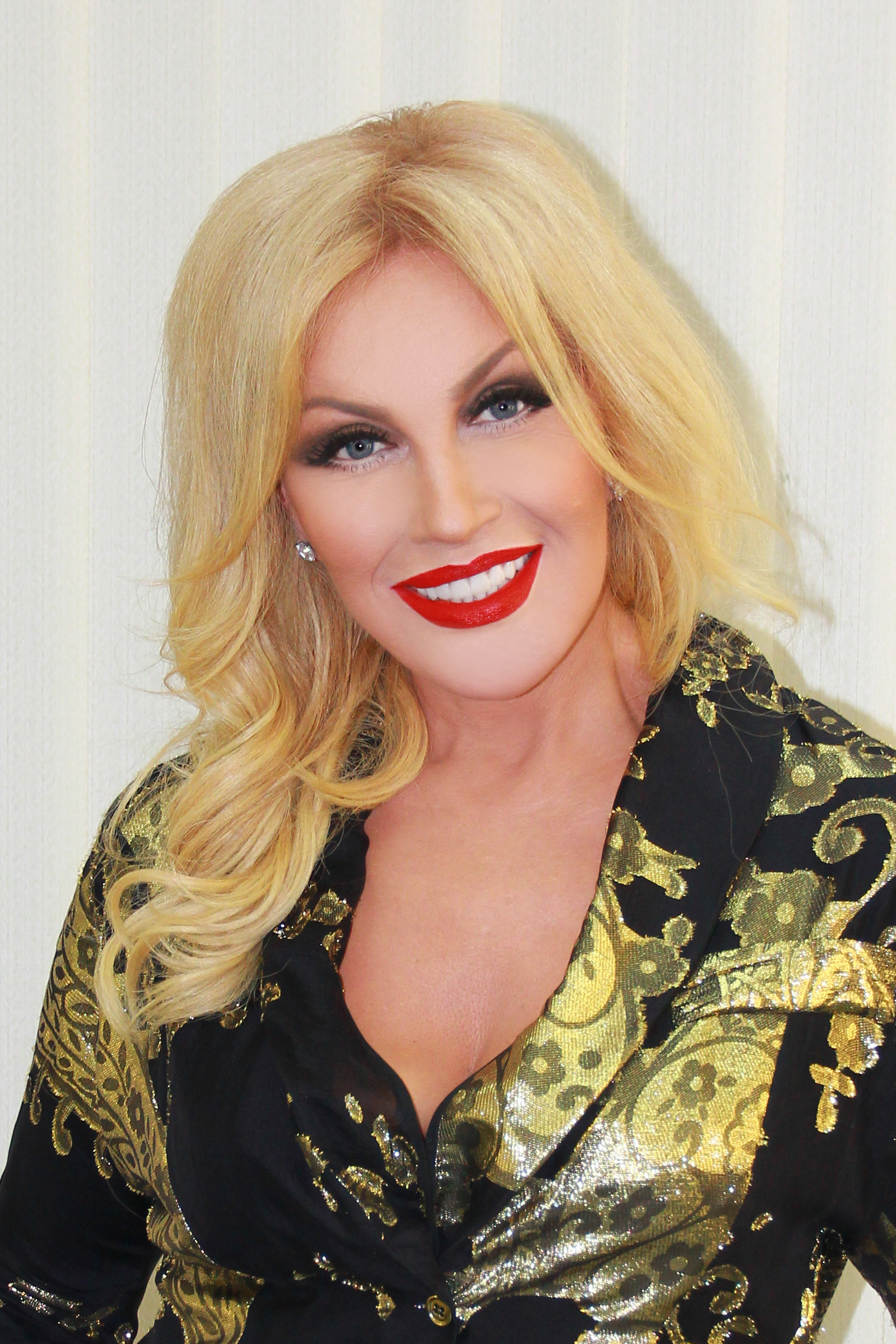
Таїсія Повалій

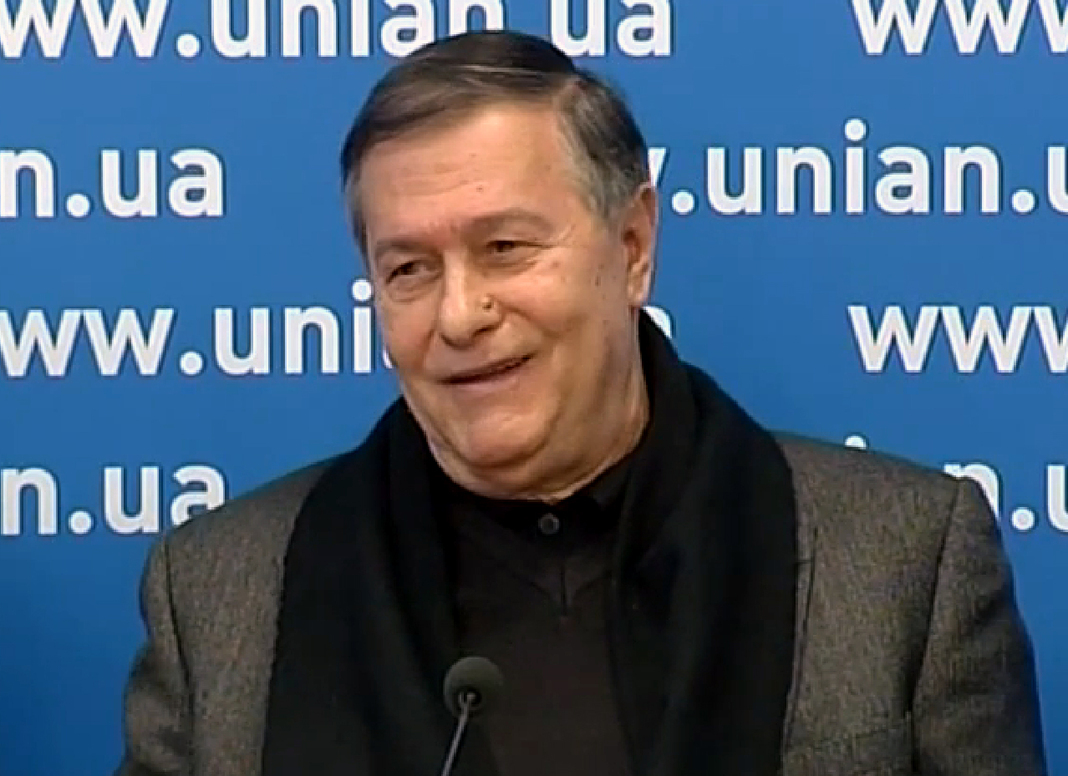
Роман Балаян

1. Бондур Сергій Олексійович — соліст балету Державного дитячого музичного театру, м. Київ.[63]
2. Малицька Любов Іванівна — солістка-вокалістка Запорізької обласної державної філармонії.[64]
3. Нечепоренко Володимир Макарович — артист Національного академічного драматичного театру імені Івана Франка, м. Київ.[64]
4. Сніжний Володимир Адольфович — артист Рівненського обласного українського музично-драматичного театру.[64]
5. Кудлай Алла Петрівна — солістка-вокалістка Національної радіокомпанії України, м. Київ.[65]
6. Пирогова Лідія Володимирівна — артистка Закарпатського обласного російського драматичного театру.[65]
7. Шестакова Ніна Іванівна — солістка-вокалістка Харківської обласної філармонії.[65]
8. Кужельний Олексій Павлович — художній керівник — директор Київської майстерні театрального мистецтва «Сузір'я».[66]
9. Висовень Василь Іванович — артист Харківського державного академічного українського драматичного театру імені Т. Г. Шевченка.[67]
10. Свинарчук Агнеса Володимирівна — артистка Харківського державного академічного українського драматичного театру імені Т. Г. Шевченка.[67]
11. Степаненко Борис Васильович — завідувач балетної трупи Національного академічного театру опери та балету України імені Т. Г. Шевченка, м. Київ.[68]
12. Дорофеєва Інна Борисівна — солістка балету Донецького державного академічного театру опери та балету.[69]
13. Здоренко Віктор Михайлович — художній керівник, головний диригент Державного естрадно-симфонічного оркестру України, м. Київ.[69]
14. Засухін Володимир Фролович — артист, соліст-вокаліст комунального концертно-видовищного підприємства «Київконцерт», м. Київ.[70]
15. Коваленко Євген Володимирович — художній керівник ансамблю «Кобза», м. Київ.[70]
16. Савка Степан Станіславович — артист комунального концертно-видовищного підприємства «Київконцерт», м. Київ.[70]
17. Чембержі Михайло Іванович — ректор Київської дитячої академії мистецтв, професор.[71]
18. Глух Світлана Петрівна — доцент Національної музичної академії України імені П. І. Чайковського, м. Київ.[72]
19. Дутковський Лев Тарасович — художній керівник естрадної групи Чернівецької обласної філармонії.[73]
20. Альошина-Костюкова Вікторія Дмитрівна — артистка-вокалістка Київського державного театру оперети.[74]
21. Захарченко Валентина Олександрівна — диригент ансамблю класичної музики імені Б.Лятошинського Будинку органної і камерної музики, м. Київ.[75]
22. Поклад Ігор Дмитрович — композитор, м. Київ.[75]
23. Повалій Таїсія Миколаївна — солістка-вокалістка, м. Київ.[76] (позбавлена звання в 2024 році)
24. Кравченко Олександр Іванович — артист Миколаївського українського театру драми та музичної комедії.[77]
25. Редя В'ячеслав Васильович — художній керівник та головний диригент симфонічного оркестру Запорізької обласної державної філармонії.[78]
26. Балаян Роман Гургенович — режисер-постановник Національної кіностудії художніх фільмів імені Олександра Довженка, м. Київ.[79]
27. Бабенко Алла Григорівна — режисер-постановник Львівського державного академічного українського драматичного театру імені М. Заньковецької.[80]
28. Коваленко Олена Дмитрівна — старший диктор Національної радіокомпанії України, м. Київ.[81]
29. Бондаренко Анатолій Олександрович — артист Кримського академічного російського драматичного театру імені М.Горького, м. Сімферополь.[82]
30. Куркін Володимир Гаврилович — артист Луганського обласного українського музично-драматичного театру.[83]
31. Медведенко Валентина Федорівна — артистка Луганського обласного українського музично-драматичного театру.[83]
32. Абесинов Микола Миколайович — артист ансамблю пісні і танцю МВС України.[84]
33. Свириденко Наталія Сергіївна — солістка-інструменталістка Будинку органної та камерної музики України, м. Київ.[85]
34. Степаненко Михайло Борисович — завідувач кафедри Національної музичної академії, професор, м. Київ.[85]

### 1998 (30 осіб)

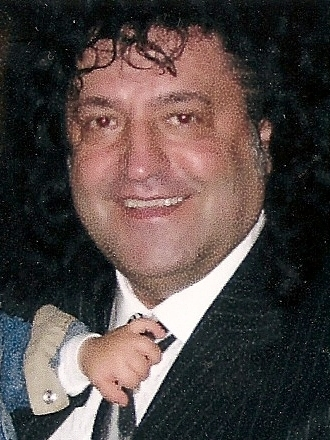
Іво Бобул

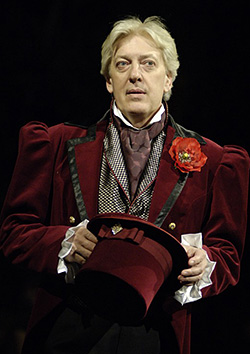
Олександр Задніпровський

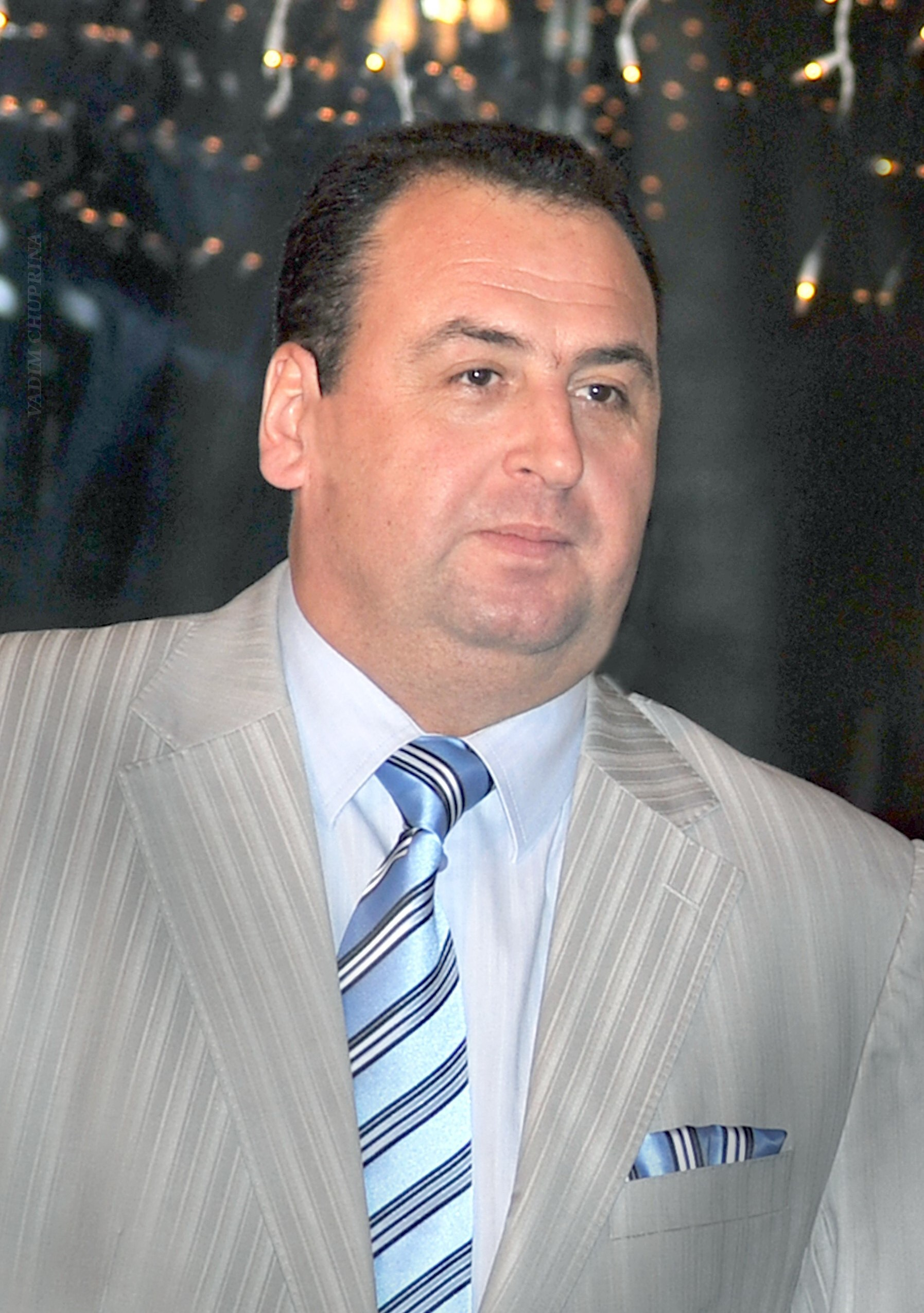
Володимир Данилець

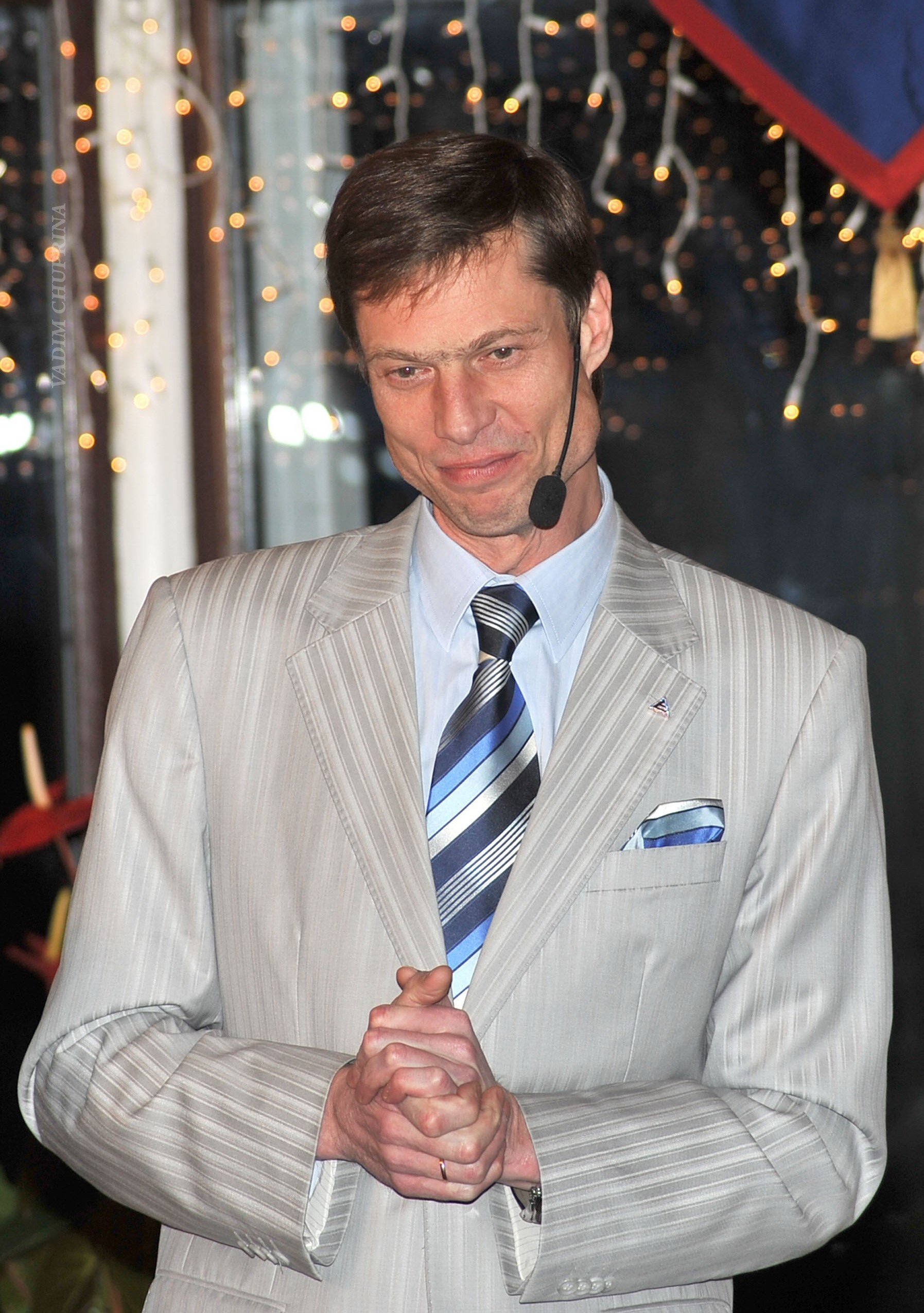
Володимир Мойсеєнко

- Бобул Іван Васильович[86] — соліст-вокаліст Чернівецької обласної філармонії.
- Пірус Володимир Степанович[87] — соліст Гуцульського ансамблю пісні і танцю Івано-Франківської обласної філармонії.
- Скібінський Ярема Антонович[87] — головний диригент Одеського державного академічного театру опери та балету.
- Антонов Володимир Сергійович[88] — соліст-інструменталіст симфонічного оркестру Національного академічного театру опери та балету України імені Т. Г. Шевченка, м. Київ.
- Мухарський Дмитро Олександрович[88] — режисер-постановник Всеукраїнського центру фестивалів та концертних програм, м. Київ.
- Шестак Надія Петрівна[89] — солістка Національної телекомпанії України, м. Київ.
- Ахекян Тетяна Луківна[90] — педагог-репетитор Національного заслуженого академічного ансамблю танцю України імені Павла Вірського, м. Київ.
- Горшков Геннадій Васильович[91] — артист Донецького обласного українського музично-драматичного театру імені Артема.
- Шестопалов Валентин Микитович[91] — артист Національного академічного театру російської драми імені Лесі Українки, м. Київ.
- Буравський Микола Олександрович[92] — директор — художній керівник Київського ансамблю українського фольклору «Берегиня».
- Задніпровський Олександр Михайлович[93] — артист Національного академічного драматичного театру імені Івана Франка, м. Київ.
- Бакальчук Михайло Ілліч[94] — артист Одеської обласної філармонії.
- Іванов Сергій Петрович[94] — артист кіно, м. Київ.
- Князевич Петро Михайлович[94] — художній керівник гуцульського ансамблю пісні і танцю Івано-Франківської обласної філармонії.
- Лисенко Віталій Романович[95] — професор Національної музичної академії України імені П. І. Чайковського, м. Київ.
- Данилець Володимир Віталійович[96] — артист Маленького гумористичного театру, м. Київ.
- Мойсеєнко Володимир Олександрович[96] — артист Маленького гумористичного театру, м. Київ.
- Кохан Григорій Романович[97] — режисер-постановник Національної кіностудії художніх фільмів імені Олександра Довженка, м. Київ.
- Осика Леонід Михайлович[97] — режисер-постановник Національної кіностудії художніх фільмів імені Олександра Довженка, м. Київ.
- Романюк Сергій Дмитрович[98] — артист Івано-Франківського обласного українського музично-драматичного театру імені Івана Франка.
- Терпелюк Петро Іванович[98] — директор Коломийської дитячої музичної школи N 1, керівник народного оркестру «Гуцулія».
- Безано-Пірадова Елеонора Володимирівна[99] — концертмейстер-акомпаніатор Національної філармонії України, м. Київ.
- Ільїна Ольга Олексіївна[100] — артистка Чернівецького обласного українського музично-драматичного театру імені О.Кобилянської.
- Верета Григорій Степанович[101] — диригент Національної заслуженої капели бандуристів України імені Г. Г. Майбороди.
- Попічук Дмитро Георгійович[101] — диригент Національної заслуженої капели бандуристів України імені Г. Г. Майбороди.
- Злотник Олександр Йосипович[102] — композитор, м. Київ.
- Зимня Валентина Іванівна[103] — професор Київського державного інституту театрального мистецтва імені І. К. Карпенка-Карого.
- Бабенко Микола Андрійович[104] — артист Київського державного театру драми і комедії.
- Козаченко Валентин Васильович[105] — заступник директора Київського державного музичного театру для дітей та юнацтва.
- Дорошенко Ірина Євгенівна[106] — артистка Національного академічного драматичного театру імені Івана Франка, м. Київ.

### 1999 (64 особи)

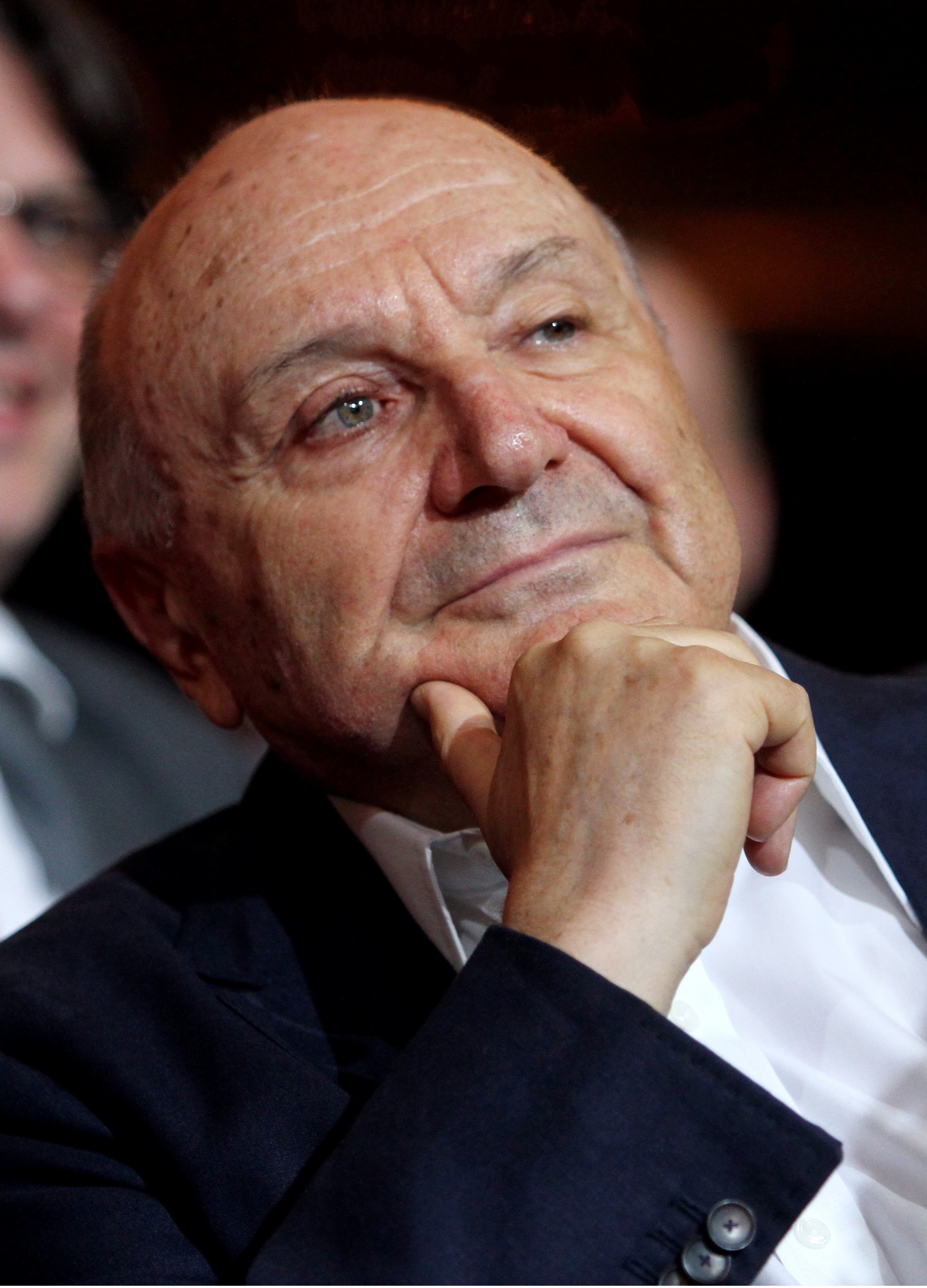
Михайло Жванецький

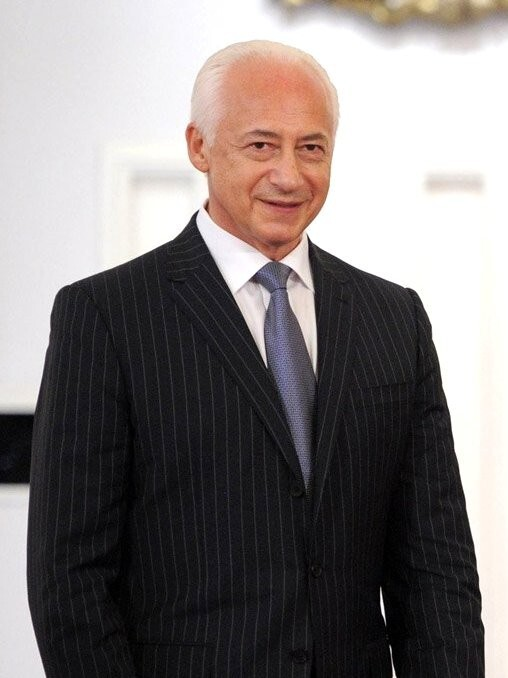
Володимир Співаков

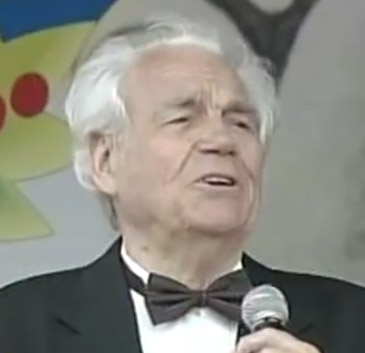
Дмитро Гнатюк

- Петренко Валерій Якович[107] — соліст-інструменталіст Національної філармонії України, м. Київ.
- Коляда Володимир Андрійович[108] — артист Національного академічного драматичного театру імені Івана Франка, м. Київ.
- Горбатенко Раїса Іванівна[109] — артистка тріо бандуристок «Українка» Національної філармонії, м. Київ.
- Колос-Криворотова Лідія Олексіївна[109] — артистка тріо бандуристок «Українка» Національної філармонії, м. Київ.
- Криворотова Любов Олексіївна[109] — артистка тріо бандуристок «Українка» Національної філармонії, м. Київ.
- Навроцький Віктор Миколайович[110] — артист Кримського академічного російського драматичного театру імені М.Горького.
- Пилатюк Ігор Михайлович[110] — старший викладач Національної музичної академії імені П. І. Чайковського, м. Київ.
- Рудник Зоя Іванівна[110] — солістка Кримської державної філармонії.
- Коцюлим Мирослав Петрович[111] — артист Тернопільського обласного українського драматичного театру імені Т. Г. Шевченка.
- Стебляк Елеонора Михайлівна[111] — балетмейстер-репетитор Національного академічного театру опери та балету України імені Т. Г. Шевченка.
- Гаденко Мар'ян Ілліч[112] — автор і виконавець пісень, полковник.
- Губа Володимир Петрович[113] — композитор, м. Київ
- Ярецький Валерій Володимирович[114] — диригент-хормейстер ансамблю пісні і танцю «Козаки Поділля» Хмельницької обласної філармонії.
- Гурець Олександр Васильович[115] — соліст опери Національного академічного театру опери та балету України імені Т. Г. Шевченка, м. Київ.
- Дідик Михайло Петрович[115] — соліст опери Національного академічного театру опери та балету України імені Т. Г. Шевченка, м. Київ.
- Дрозд Георгій Іванович[115] — артист опери Національного академічного театру опери та балету України імені Т. Г. Шевченка, м. Київ.
- Глазирін Анатолій Олексійович[116] — артист Національної заслуженої академічної капели України «Думка», м. Київ.
- Басалаєва Євгенія Олександрівна[117] — солістка Державного камерного ансамблю «Київські солісти».
- Камінська Ольга Іванівна[118] — артистка-вокалістка Київського державного театру оперети.
- Новак Вілен Захарович[119] — кінорежисер-постановник Одеської кіностудії художніх фільмів.
- Сидошенко Людмила Георгіївна[120] — балетмейстер-постановник ансамблю танцю «Веселі чобітки» Херсонського палацу дітей та юнацтва.
- Зайнчківська Лідія Іванівна[121] — артистці тріо бандуристок «Вербена» Черкаської обласної філармонії.
- Калина Ольга Іванівна[121] — артистці тріо бандуристок «Вербена» Черкаської обласної філармонії.
- Ларікова Людмила Анатоліївна[121] — артистці тріо бандуристок «Вербена» Черкаської обласної філармонії.
- Сокол Олександра Михайлівна[122] — артистка Сумського театру драми та музичної комедії імені М. С. Щепкіна.
- Васильєва Валентина Борисівна[123] — солістка опери Одеського державного академічного театру опери та балету.
- Матвіїшина Любов Вікторівна[124] — артистка Запорізького обласного українського музично-драматичного театру.
- Савченко Володимир Миколайович[125] — соліст-вокаліст Луганської обласної державної філармонії.
- Бабаєв-Кальницький Давид Вольфович[126] — артист Національного академічного театру російської драми імені Лесі Українки, м. Київ.
- Вознюк Борис Леонідович[126] — артист Національного академічного театру російської драми імені Лесі Українки, м. Київ.
- Довгань Людмила Михайлівна[126] — солістка-вокалістка Одеської обласної філармонії.
- Сташків Богдан Михайлович[126] — артист театру фольклору, народних свят і видовищ, м. Івано-Франківськ.
- Яремчук Лідія Григорівна[126] — артистка Національного академічного театру російської драми імені Лесі Українки, м. Київ.
- Хім'як В'ячеслав Антонович[127] — артист Тернопільського обласного українського драматичного театру імені Т. Г. Шевченка.
- Петриненко Тарас Гаринальдович[128] — соліст-вокаліст концертно-творчої організації «Київщина».
- Білоножко Світлана Григорівна[129] — співачка, м. Київ.
- Фролов Володимир Давидович[130] — соліст-вокаліст Одеського театру музичної комедії імені М.Водяного.
- Похиленко Віктор Федорович[131] — балетмейстер-постановник народного хореографічного ансамблю «Пролісок», м. Кіровоград.
- Кушплер Ігор Федорович[132] — соліст опери Львівського державного академічного театру опери та балету імені Івана Франка.
- Жванецький Михайло Михайлович[133] — письменник-сатирик, естрадний виконавець власних творів.
- Петренко Олексій Васильович[134] — російський актор.
- Зубанич Марія Іванівна[135] — солістка-вокалістка ансамблю «Гармонія» Закарпатської обласної філармонії.
- Сусліков Михайло Львович[136] — художній керівник заслуженого самодіяльного ансамблю танцю України «Юність Закарпаття» обласного Будинку культури профспілок.
- Нестеренко Володимир Михайлович[137] — художній керівник-директор театру фольклору, народних свят і видовищ, м. Івано-Франківськ.
- Коваленко Валентина Іванівна[138] — солістка опери Дніпропетровського державного театру опери та балету.
- Логвин Гаррі Борисович[139] — артист та концертмейстер оркестру Дніпропетровського державного театру опери та балету.
- Шалайкевич Марія Василівна[140] — солістка музичного гурту «Соколи», м. Львів.
- Антоненко Микола Іванович[141] — художній керівник Кримського державного камерного музичного театру.
- Вєшкіна Дар'я Іванівна[141] — солістка-вокалістка Кримського державного камерного музичного театру.
- Жигалкін Олег Анатолійович[141] — артист Кримської державної філармонії.
- Коваль Микола Петрович[142] — соліст опери Харківського державного академічного театру опери та балету імені М. В. Лисенка.
- Колногузенко Борис Миколайович[142] — художній керівник театру танцю «Заповіт» Харківської державної академії культури.
- Вантух Валентина Володимирівна[143] — художній керівник дитячої хореографічної школи при Національному заслуженому академічному ансамблі танцю України імені Павла Вірського.
- Павлінов Сергій Миколайович[144] — артист-вокаліст Київського державного театру оперети.
- Крайнєв Володимир Всеволодович[145] — професор Московської консерваторії імені П. І. Чайковського.
- Степова Валентина Анатоліївна[146] — солістка Національного академічного театру опери та балету України імені Т. Г. Шевченка, м. Київ.
- Подлесний Анатолій Гнатович[147] — артист Севастопольського російського драматичного театру імені А. В. Луначарського.
- Рунцова Світлана Федорівна[147] — артистка Севастопольського російського драматичного театру імені А. В. Луначарського.
- Співаков Володимир Теодорович[148] — художній керівник і диригент Державного камерного оркестру «Віртуози Москви».
- Дуда Анатолій Іванович[149] — викладач Одеської державної консерваторії імені А. В. Нежданової.
- Литвиненко Святослав Іванович[150] — художній керівник та головний диригент оркестру народних інструментів Національної радіокомпанії України.
- Безсмертний Олександр Миколайович[151] — артист Київського державного театру юного глядача на Липках.
- Гнатюк Дмитро Михайлович[152] — головний режисер Національного академічного театру опери та балету України імені Т. Г. Шевченка, м. Київ.
- Сабадаш Степан Олексійович[153] — композитор, м. Київ.

### 2000 (19 осіб)

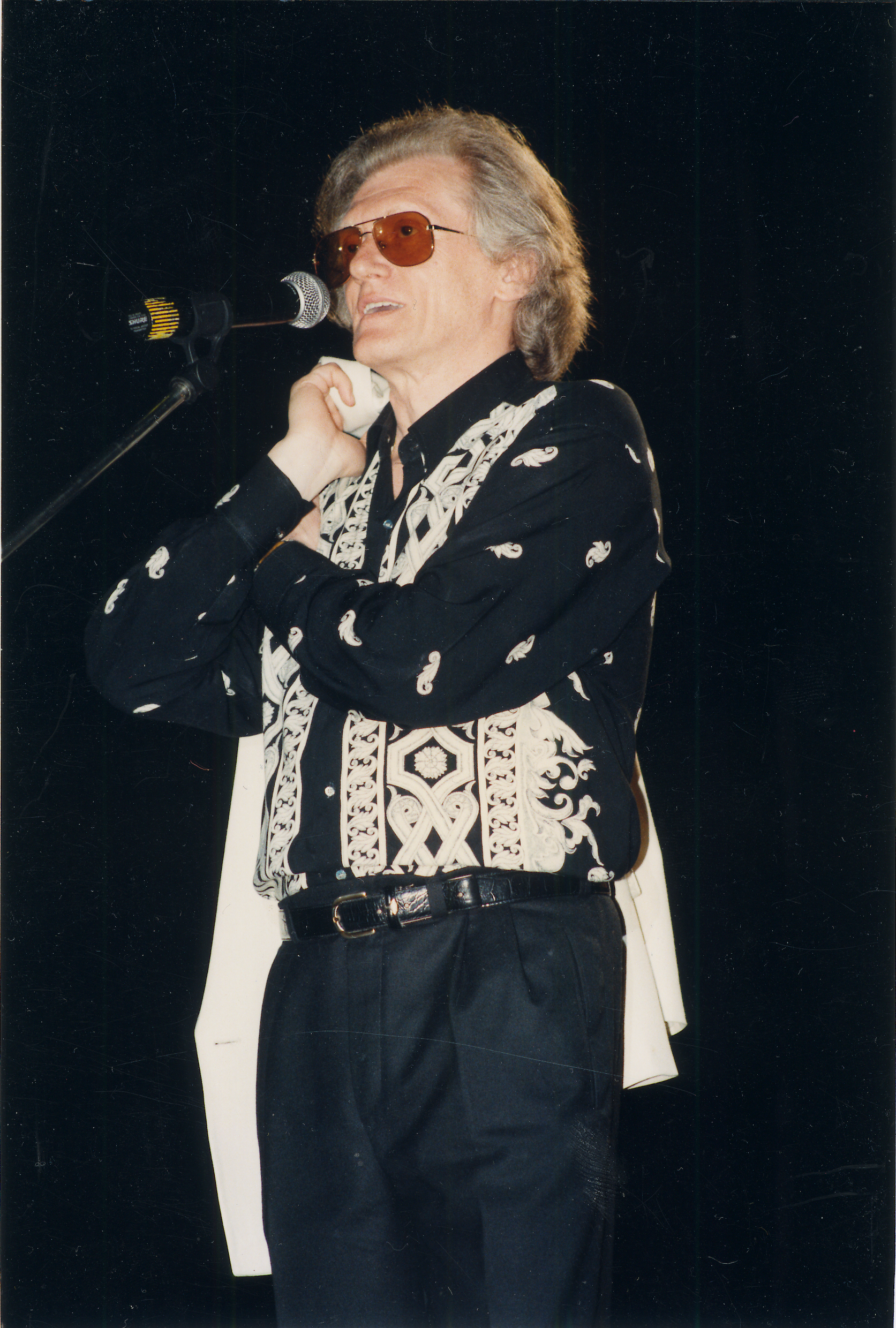
Юрій Рибчинський

- Кучеренко Світлана Павлівна[154] — артистка Кримського академічного російського драматичного театру імені М.Горького.
- Гресь Віктор Степанович[155] — кінорежисер Національної кіностудії художніх фільмів імені Олександра Довженка, м. Київ.
- Матвійчук Анатолій Миколайович[156] — президент Театру пісні «Анатолія», м. Київ.
- Бєліков Михайло Олександрович[157] — кінорежисер-постановник Національної кіностудії художніх фільмів імені Олександра Довженка, м. Київ.
- Стрельцова Людмила Семенівна[158] — головний хормейстер Донецького державного академічного російського театру опери та балету імені А. Б. Солов'яненка.
- Сандуленко Леонід Леонідович[159] — артист-вокаліст Ансамблю пісні і танцю внутрішніх військ МВС України.
- Крамар Михайло Полікарпович[160] — артист Національного академічного драматичного театру імені Івана Франка, м. Київ.
- Сумська Наталія В'ячеславівна[160] — артистка Національного академічного драматичного театру імені Івана Франка, м. Київ.
- Єфремов Сергій Іванович[161] — головний режисер Київського міського театру ляльок.
- Шаролапова Ніна Володимирівна[161] — артистка театру «Доміно», м. Київ.
- Чухрай Петро Павлович[162] — артист Національного оркестру народних інструментів України, м. Київ.
- Шептекіта Валерій Іванович[163] — артист Київського Молодого театру.
- Рибчинський Юрій Євгенович[164] — поет-пісняр, м. Київ.
- Степан Степан Васильович[165] — соліст Львівського державного академічного театру опери та балету імені Івана Франка.
- Курін Віктор Миколайович[166] — професор кафедри Національної музичної академії України імені П. І. Чайковського, м. Київ.
- Равицький Ігор Миколайович[167] — художній керівник Одеського українського музично-драматичного театру імені В.Василька.
- Дембська Євгенія Михайлівна[168] — солістка-вокалістка Одеського театру музичної комедії імені М.Водяного.
- Іллєнко Вадим Герасимович[169] — кінооператор Національної кіностудії імені Олександра Довженка, м. Київ.
- Власенко Аллін Григорович[170] — диригент, професор Національної музичної академії України імені Петра Чайковського.

## 2000-ні роки

### 2001 (17 осіб)

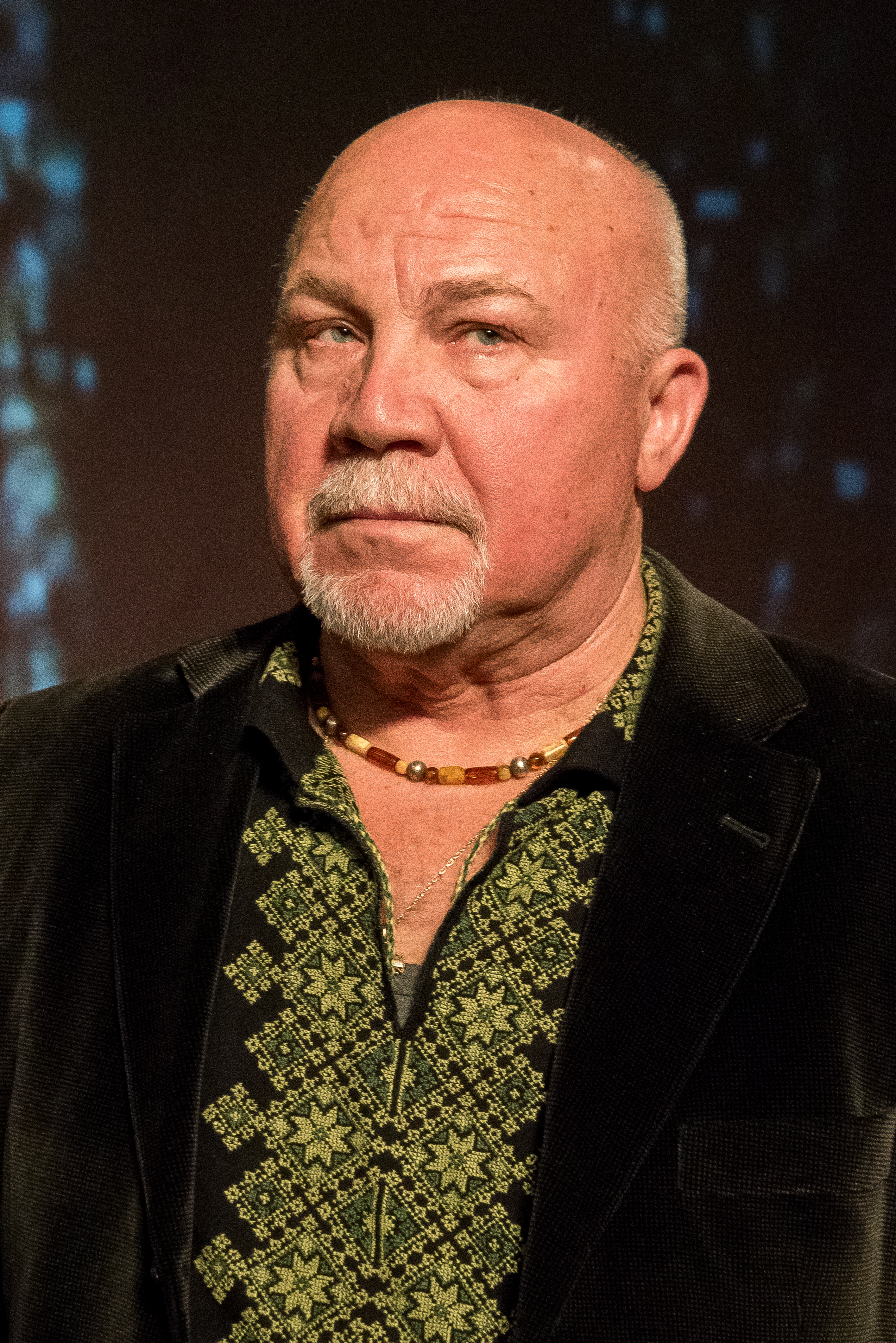
Валерій Невєдров

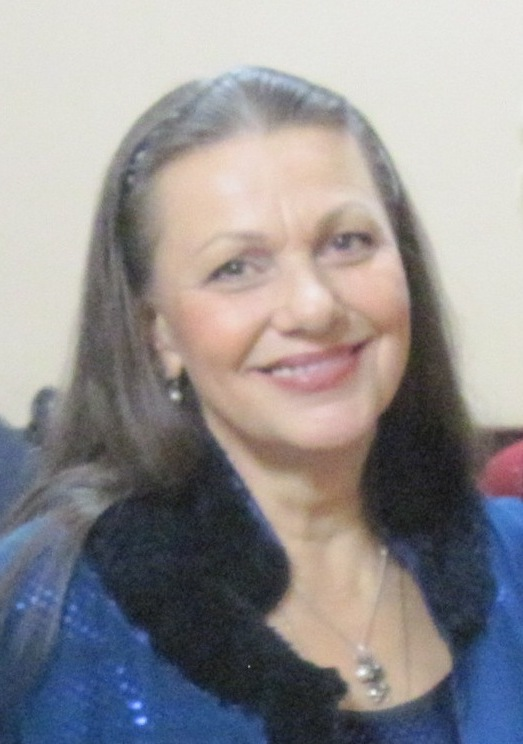
Лідія Михайленко

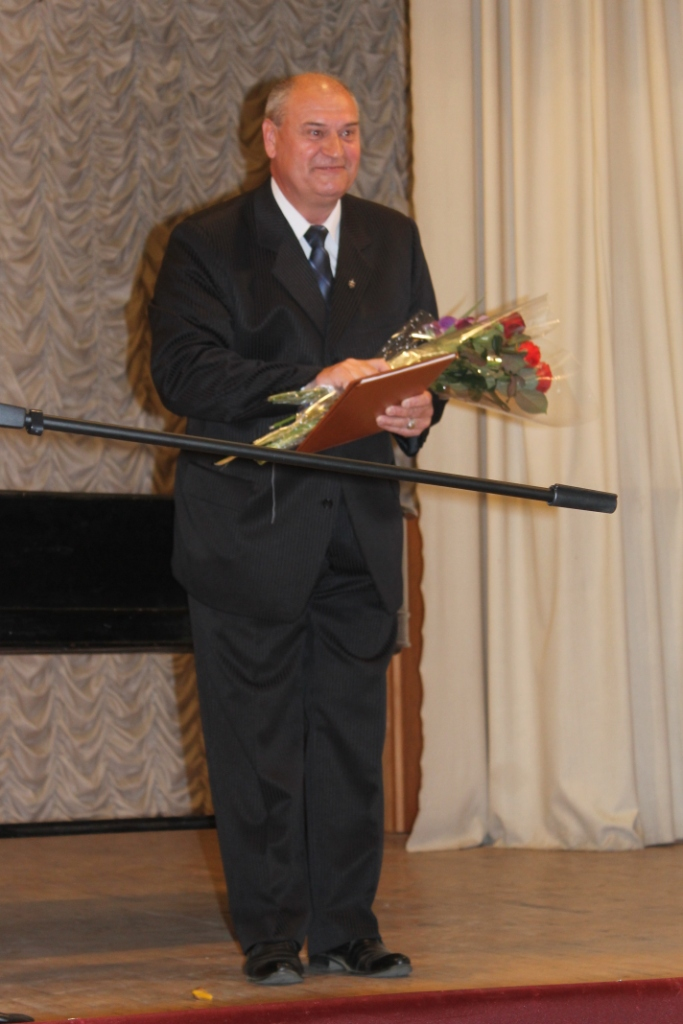
Микола Коваль

- Зайцев Олександр Михайлович[171] — головний режисер Національного цирку України.
- Резницький Марк Йосипович[171] — головний диригент оркестру Національного цирку України.
- Давидко Люся Степанівна[172] — артистка Тернопільського обласного драматичного театру імені Т. Г. Шевченка.
- Попов Юрій Васильович[173] — артист Полтавського обласного музично-драматичного театру імені М. В. Гоголя.
- Чорношкур Василь Андрійович[174] — артист Херсонського обласного українського музично-драматичного театру імені М.Куліша.
- Невєдров Валерій Миколайович[175] — артист, художній керівник — директор Спілки театральних продюсерів України.
- Михайленко Лідія Андріївна[176] — солістка-вокалістка, художній керівник жіночого вокального тріо «Либідь», м. Київ.
- Воєводін В'ячеслав Васильович[177] — ректор Донецької державної консерваторії імені С. С. Прокоф'єва.
- Коваль Микола Олексійович[178] — соліст опери Національного академічного театру опери та балету України імені Т. Г. Шевченка, м. Київ.
- Кравцов Іван Васильович[178] — артист Кіровоградського державного обласного музично-драматичного театру імені М. Кропивницького.
- Харабет Світлана Іванівна[178] — артистка Донецького обласного російського драматичного театру (м. Маріуполь).
- Білецька Тетяна Миколаївна[179] — артистка Національного академічного театру опери та балету України імені Т. Г. Шевченка.
- Дорош Ганна Аркадіївна[179] — артистка Національного академічного театру опери та балету України імені Т. Г. Шевченка.
- Лук'янець Вікторія Іванівна[179] — солістка Національного академічного театру опери та балету України імені Т. Г. Шевченка.
- Гольдштейн Ізраїль Цальович[180] — кінорежисер-кінооператор Української студії хронікально-документальних фільмів, м. Київ.
- Абелєва Алла Василівна[181] — артистка Чернігівського обласного українського музично-драматичного театру імені Т. Г. Шевченка.
- Биструшкін Олександр Павлович[182] — актор, режисер, поет, громадсько-культурний діяч.

### 2002 (19 осіб)
- Корницький Євген Петрович[183] — диригент Тернопільського обласного драматичного театру імені Т. Г. Шевченка.
- Громиш Олександр Якович[184] — соліст опери Львівського державного академічного театру опери та балету імені Соломії Крушельницької.
- Максимчук Святослав Васильович[184] — артист Національного академічного українського драматичного театру імені Марії Заньковецької.
- Заєць Петро Петрович[185] — соліст-вокаліст чоловічого вокального квартету «Гетьман», м. Київ.
- Кас'яненко Геннадій Жанович[185] — соліст-вокаліст чоловічого вокального квартету «Гетьман», м. Київ.
- Тищенко Сергій Михайлович[185] — соліст-вокаліст чоловічого вокального квартету «Гетьман», м. Київ.
- Головін Юрій Аркадійович[186] — артист Харківського державного академічного українського драматичного театру імені Т. Г. Шевченка.
- Мерзликін Микола Іванович[186] — головний режисер Київського державного музичного театру для дітей та юнацтва.
- Платонова Людмила Павлівна[186] — артистка Харківського державного академічного українського драматичного театру імені Т. Г. Шевченка.
- Ситник Алім Іванович[187] — художній керівник Черкаського обласного українського музично-драматичного театру імені Т. Г. Шевченка.
- Талашко Володимир Дмитрович[188] — кіноартист Національної кіностудії художніх фільмів імені Олександра Довженка, м. Київ
- Савельєв Володимир Олексійович[189] — кінорежисер Національної кіностудії художніх фільмів імені Олександра Довженка.
- Шкурин Віктор Георгійович[189] — кінорежисер-документаліст, м. Київ.
- Бурдик Василь Миколайович[190] — артист Миколаївського обласного академічного українського театру драми та музичної комедії.
- Кунцевич Микола Віталійович[джерело?] — Художній керівник ГКО «Рухконцерт»
- Мацялко Михайло Олексійович[191] — художній керівник музичного гурту «Соколи», м. Львів.
- Шепелєв Іван Васильович[192] — артист розмовного жанру Дніпропетровського будинку органної та камерної музики.
- Ткач Михайло Миколайович[193] — письменник.
- Гіга Степан Петрович

### 2003 (16 осіб)

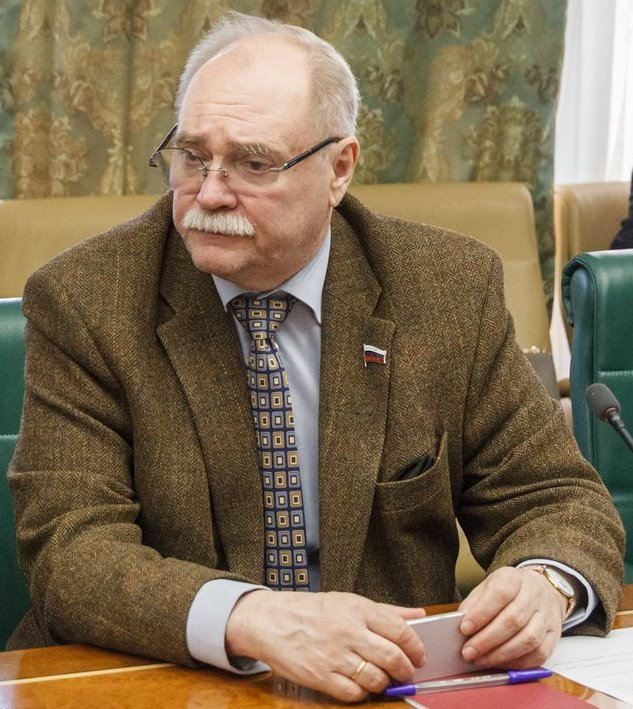
Володимир Бортко

- Маренич Антоніна Олександрівна[194] — заслужена артистка України, співачка, м. Луцьк.
- Маренич Світлана Олександрівна[194] — заслужена артистка України, співачка, м. Луцьк.
- Маренич Валерій Петрович[194] — заслужений артист України, співак, м. Луцьк.
- Дорошенко Іван Васильович[195] — директор — художній керівник Київського державного музичного театру для дітей та юнацтва.
- Кухарев Альфред В'ячеславович[196] — піаніст-концертмейстер Національної філармонії України, м. Київ.
- Добрянська Ольга Миколаївна[197] — співачка, заслужена артистка України, м. Чернівці.
- Мозгова Ніна Василівна[198] — артистка Національного академічного драматичного театру імені Івана Франка, м. Київ.
- Лавров Кирило Юрійович[199] — головний режисер Великого драматичного театру імені Г. О. Товстоногова (Росія), народний артист СРСР, Герой Соціалістичної Праці.
- Бортко Володимир Володимирович[199] — кінорежисер, народний артист Російської Федерації.
- Прудченко Михайло Петрович[200] — професор Київського національного університету культури і мистецтв.
- Кофман Роман (Аврам Ісаакович)[201] — професор кафедри Національної музичної академії України імені П. І. Чайковського, м. Київ.
- Остапенко Дмитро Іванович[202] — генеральний директор Національної філармонії України.
- Сидоренко Ольга Миколаївна[203] — артистка Харківського академічного російського драматичного театру імені О. С. Пушкіна.
- Клименко Людмила Миколаївна[204] — артистка Національного заслуженого академічного українського народного хору України імені Г. Г. Верьовки, м. Київ.
- Сафронов Анатолій Андрійович[204] — артист Національного заслуженого академічного українського народного хору України імені Г. Г. Верьовки, м. Київ.
- Ільїнський Микола Серафимович[205] — режисер-постановник, художній керівник Національної кіностудії художніх фільмів імені Олександра Довженка.

### 2004 (35 осіб)
Нижче поданий список народних артистів, щодо яких опубліковані укази Президента, а також про яких відомо з інших джерел про присвоєння звання. Список неповний.
Було нагороджено щонайменше 35 осіб, 2 з яких пізніше були позбавлені звання.

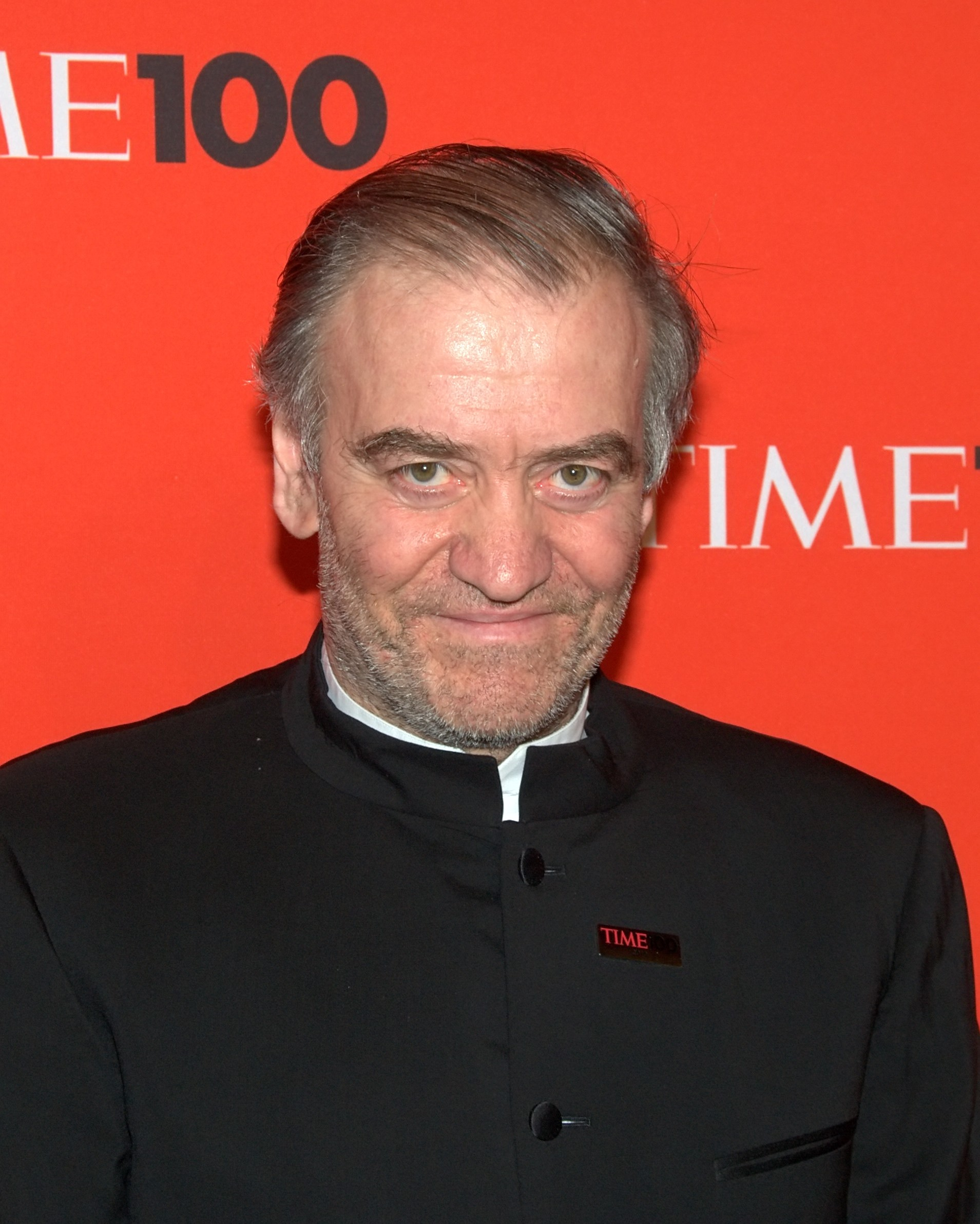
Валерій Гергієв

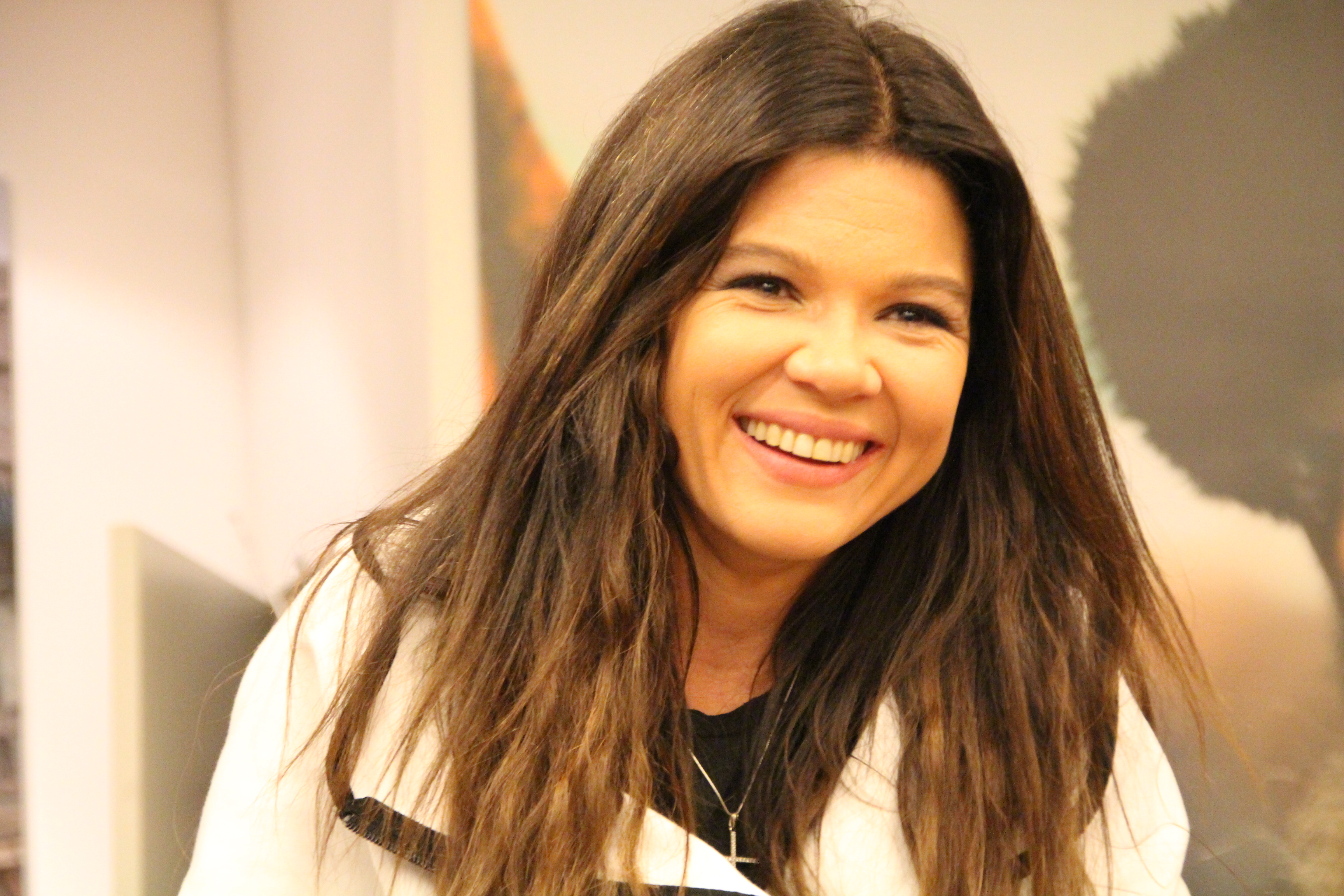
Руслана Лижичко

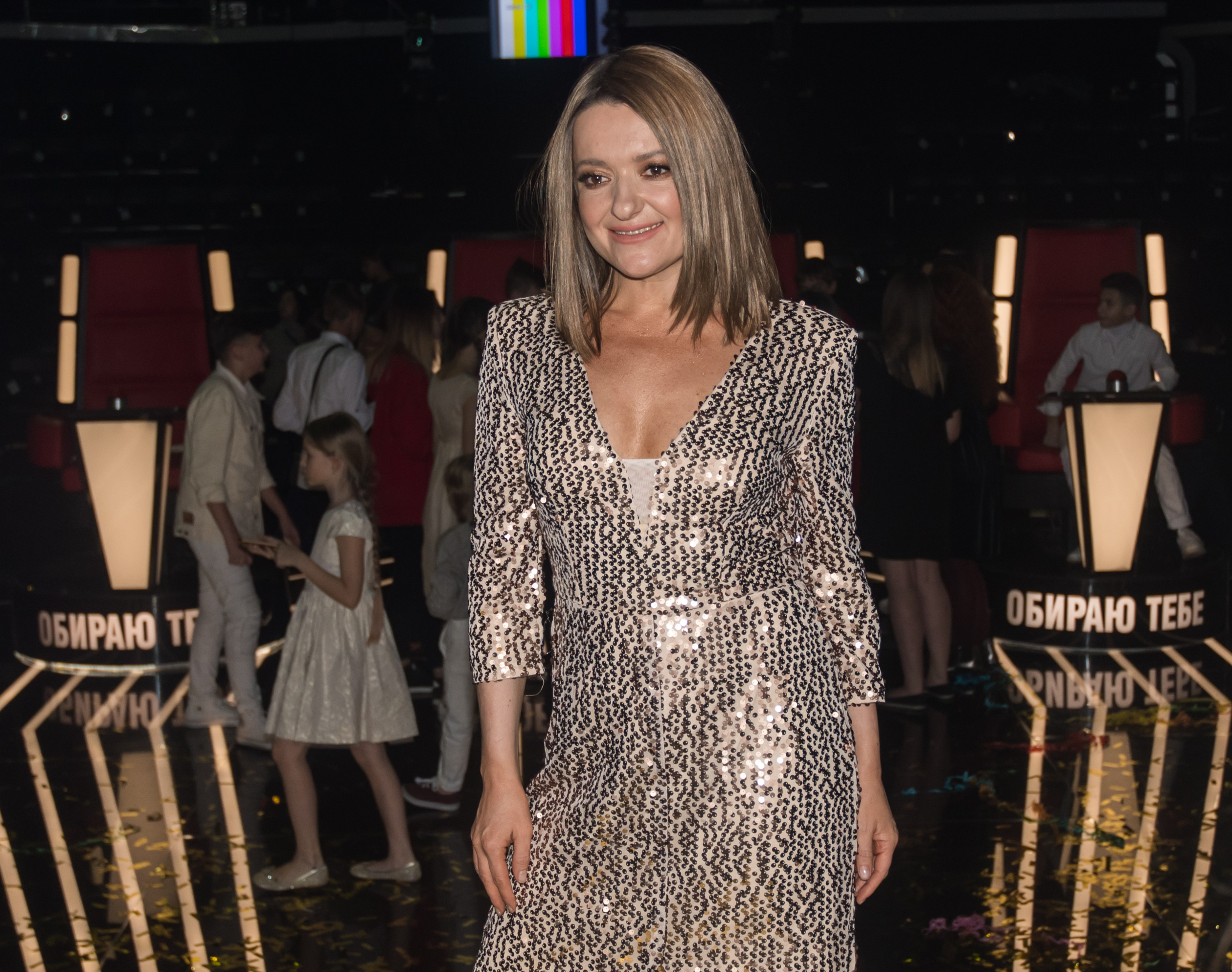
Наталія Могилевська

- Басков Микола Вікторович (позбавлений звання в 2024 році)
- Бучинська Наталія Любомирівна — співачка м. Київ, Майор МВС[206].
- Стадник Олександр Іванович[207] — композитор, м. Черкаси.
- Юрченко Валерій Іванович[208] — артист Кримського академічного російського драматичного театру імені М.Горького.
- Ковтуненко Валерій Іванович[209] — директор Дніпропетровського українського музично-драматичного театру імені Т. Г. Шевченка.
- Маслюк Григорій Андрійович[209] — артист Дніпропетровського українського музично-драматичного театру імені Т. Г. Шевченка.
- Вантух Галина Мирославівна[210] — солістка балету Національного заслуженого академічного ансамблю танцю України імені Павла Вірського.
- Семененко Людмила Федорівна[210] — солістка опери Національного академічного театру опери та балету України імені Т. Г. Шевченка, м. Київ.
- Білак Лариса Олексіївна[211] — артистка Закарпатського обласного українського музично-драматичного театру.
- Морозов Олександр Сергійович[212] — композитор-пісняр, м. Москва.
- Барил Клавдія Федорівна[213] — артистка Вінницького обласного українського академічного музично-драматичного театру імені М. К. Садовського.
- Могила-Васильєв Олександр Павлович[213] — артист Харківського академічного російського драматичного театру імені О. С. Пушкіна.
- Гергієв Валерій Абісалович[214] — головний диригент, художній керівник-директор Державного академічного Маріїнського театру, м. Санкт-Петербург.
- Єзепов В'ячеслав Іванович[214] — артист Державного академічного Малого театру Росії, м. Москва.
- Кац Аркадій Фрідріхович[214] — режисер-постановник Московського театру «У Никитских ворот».
- Кольцова Міра Михайлівна[214] — художній керівник Державного академічного хореографічного ансамблю «Березка» імені Н. С. Надеждіної, м. Москва.
- Посікіра Людмила Кузьмівна[215] — завідувач кафедри, професор Львівської державної музичної академії імені М. В. Лисенка.
- Лижичко Руслана Степанівна[216] — співачка, м. Київ.
- Петриченко Віктор Вікторович[217] — диригент Національної заслуженої академічної капели України «Думка», м. Київ.
- Вєркіна Тетяна Борисівна[218] — ректор Харківського державного університету мистецтв імені І. П. Котляревського.
- Гетманський Олександр Миколайович[219] — артист Національного академічного театру російської драми імені Лесі Українки, м. Київ.
- Захаревич Михайло Васильович[219] — генеральний директор Національного академічного драматичного театру імені Івана Франка, м. Київ.
- Озіряний Сергій Олександрович[219] — артист Національного академічного театру російської драми імені Лесі Українки, м. Київ.
- Петрушенко Вікторія Вікторівна[219] — співачка, м. Вінниця.
- Смолій Іван Ілліч[219] — артист Запорізького обласного українського музично-драматичного театру імені В. Г. Магара.
- Лупій Ярослав Васильович[220] — кінорежисер-постановник Одеської кіностудії художніх фільмів.
- Савченко Борис Іванович[220] — кінорежисер, президент Гільдії кінорежисерів «24/1», м. Київ.
- Мацялко Іван Олексійович[221] — соліст музичного гурту «Соколи», м. Львів.
- Матюхін Валерій Олександрович[222] — генеральний директор-художній керівник Національного ансамблю солістів «Київська камерата»
- Попович-Лабик Клара Ласлівна[222] — солістка заслуженого Закарпатського народного хору
- Юрченко Герман Юрійович[222] — директор-художній керівник Полтавської обласної державної філармонії
- Малінін Олександр Миколайович[223] — співак, народний артист Російської Федерації, м. Москва (позбавлений звання в 2024 році).
- Сребницький Едуард Михайлович[224] — соліст опери Дніпропетровського державного академічного театру опери та балету.
- Чернявський Михайло Олександрович[224] — артист Дніпропетровського українського музично-драматичного театру імені Т. Г. Шевченка.
- Могилевська Наталія Олексіївна[225] — співачка м. Київ.
- Анісімова Тетяна Валентинівна[226] — солістка Національного академічного театру опери та балету України імені Т. Г. Шевченка, м. Київ.

### 2005 (10 осіб)

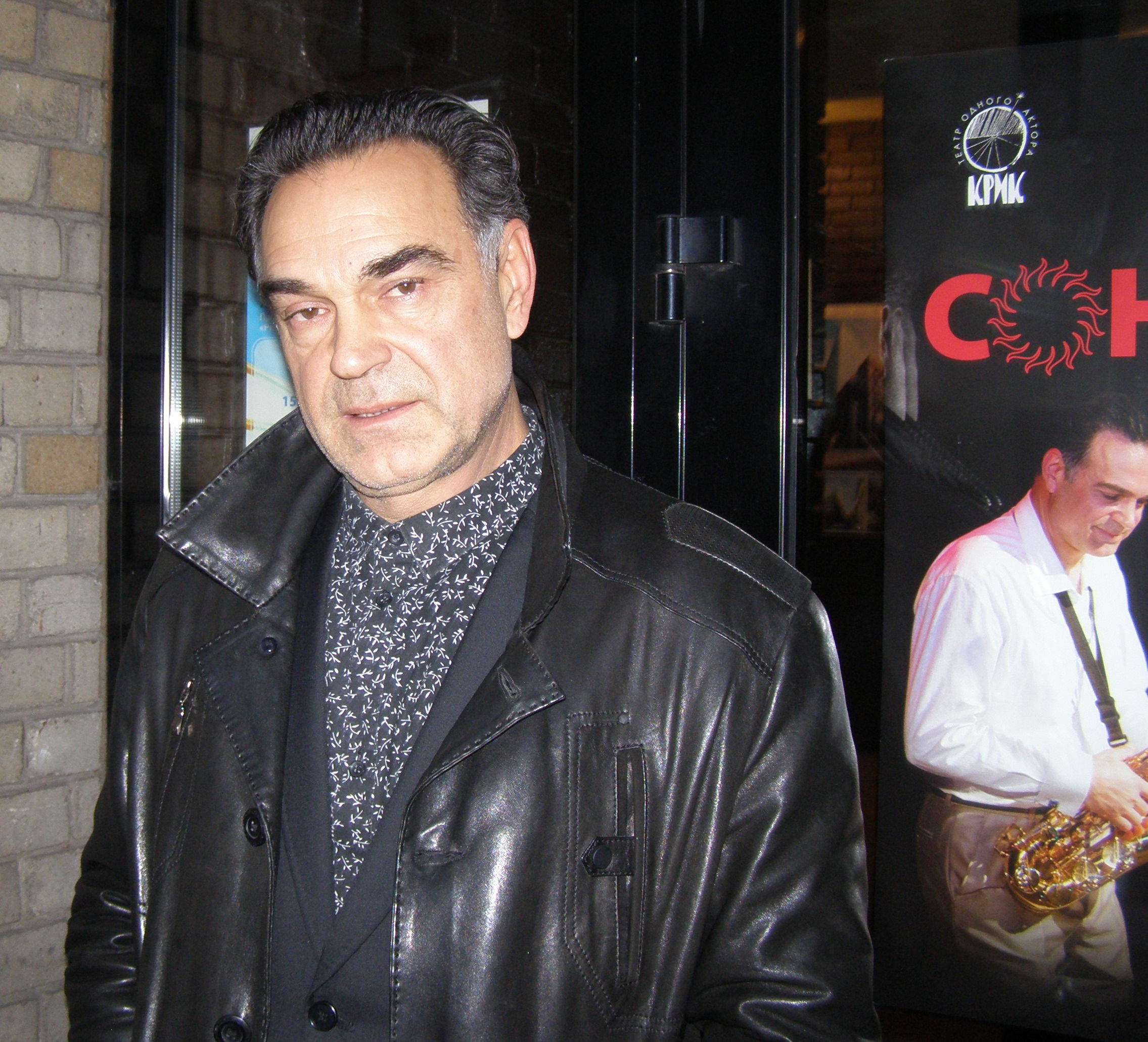
Михайло Мельник

- Коротя-Ковальська Валентина Павлівна[227] — солістка-вокалістка, м. Київ
- Миколайчук Марія Євгенівна[227] — солістка-вокалістка, м. Київ
- Шкондіна Алла В'ячеславівна[228] — артистка Львівського обласного музично-драматичного театру імені Юрія Дрогобича, м. Дрогобич
- Василенко Олександр Миколайович[229] — соліст-вокаліст Національного ансамблю солістів «Київська камерата»
- Вітченко Дмитро Іванович[229] — артист Луганського обласного російського драматичного театру
- Мельник Михайло Васильович[229] — директор, артист Дніпропетровського українського театру одного актора «Крик»
- Рубинський Олексій Юрійович[229] — артист Харківського державного академічного театру ляльок імені В. А. Афанасьєва
- Шаповалов Ігор Петрович[229] — концертмейстер симфонічного оркестру Харківської обласної філармонії
- Якимчук Олександр Павлович[229] — артист Волинського обласного українського музично-драматичного театру імені Т. Г. Шевченка
- Крушельницька Марія Тарасівна[230] — професор Львівської державної музичної академії імені М. В. Лисенка

### 2006 (21 особа)

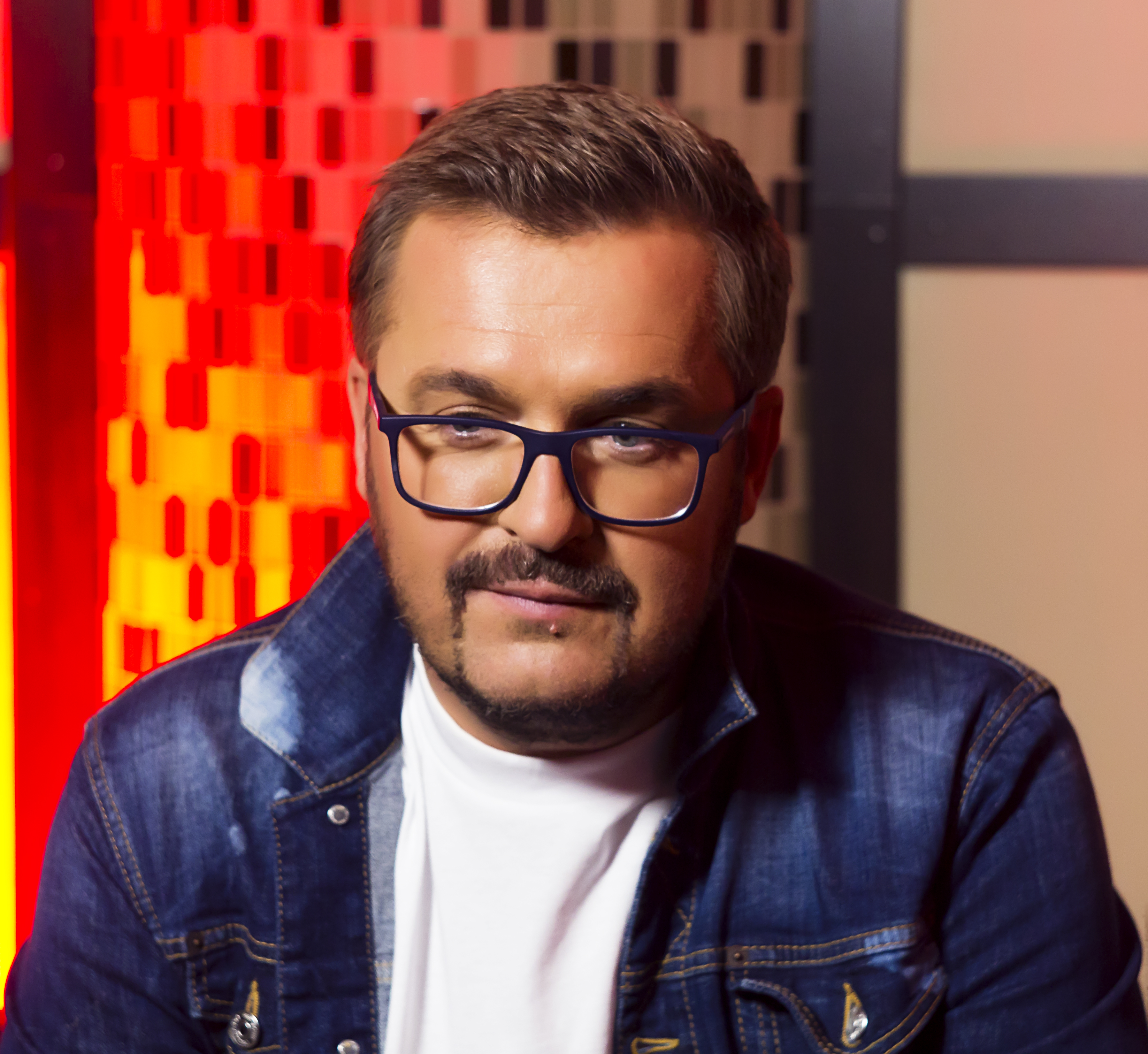
Олекандр Пономарьов

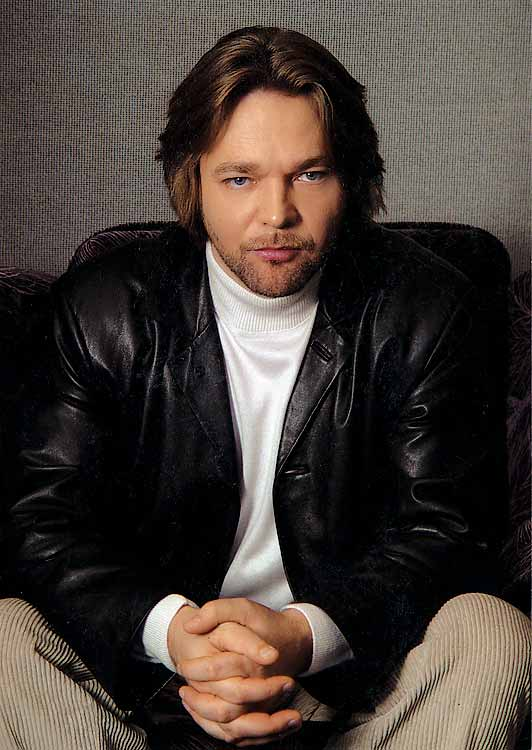
Олексій Богданович

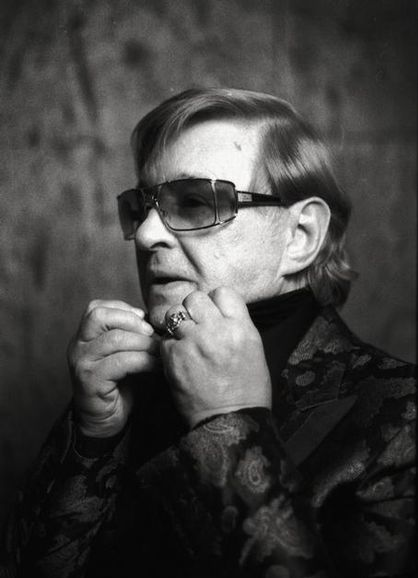
Роман Віктюк

- Липник Анатолій Миколайович — соліст опери Львівського державного академічного театру опери і балету імені С.Крушельницької.[231]
- Федорченко Євген Іванович — артист Національного академічного українського драматичного театру імені Марії Заньковецької, м. Львів.[231]
- Ізотова Любов Андріївна — солістка-вокалістка Тернопільської обласної філармонії.[232]
- Яковець Василь Васильович — артист Одеського українського музично-драматичного театру імені В.Василько.[233]
- Прусс Валерій Валентинович — артист Вінницького обласного українського академічного музично-драматичного театру імені Н. К. Садовського.[234]
- Єсипок Володимир Миколайович — голова Національної спілки кобзарів України, м. Київ.[235]
- П'ятничко Степан Васильович — соліст Львівського театру «Не журись».[235]
- Шах Євген Михайлович — артист Національного академічного драматичного театру імені Івана Франка, м. Київ.[235]
- Стебловська Тетяна Володимирівна — артистка Київського академічного Молодого театру.[236]
- Голуб Василь Григорович — артист Полтавського обласного українського музично-драматичного театру імені Н. В. Гоголя.[237]
- Гергієва Лариса Абісалівна — художній керівник Академії молодих співаків Державного академічного Маріїнського театру.[238]
- Кузьменко Володимир Миколайович — соліст опери Національного академічного театру опери та балету України імені Т. Г. Шевченка[239]
- Пономарьов Олександр Валерійович — співак[239]
- Богданович Олексій Володимирович — артист Національного академічного драматичного театру імені Івана Франко, м. Київ.[240]
- Микитка Артур Володимирович — завідувач кафедрою Львівської державної музичної академії імені Н. В. Лисенка.[241]
- Віктюк Роман Григорович — художній керівник «Театру Романа Віктюка», м. Москва.[242]
- Гаврилюк Ярослав Дмитрович — режисер, артист Київського академічного Молодого театру.[243]
- Карпов Валерій Вікторович — артист Кримського українського музичного театру, м. Сімферополь.[243]
- Гребельник Юрій Іванович — артист Національного академічного театру російської драми імені Леси Українки, м. Київ.[244]
- Кудря Наталія Іванівна — артистка Національного академічного театру російської драми імені Леси Українки, м. Київ.[244]
- Сарайкін Віктор Вікторович — артист Національного академічного театру російської драми імені Леси Українки, м. Київ.[244]

### 2007 (22 особи)

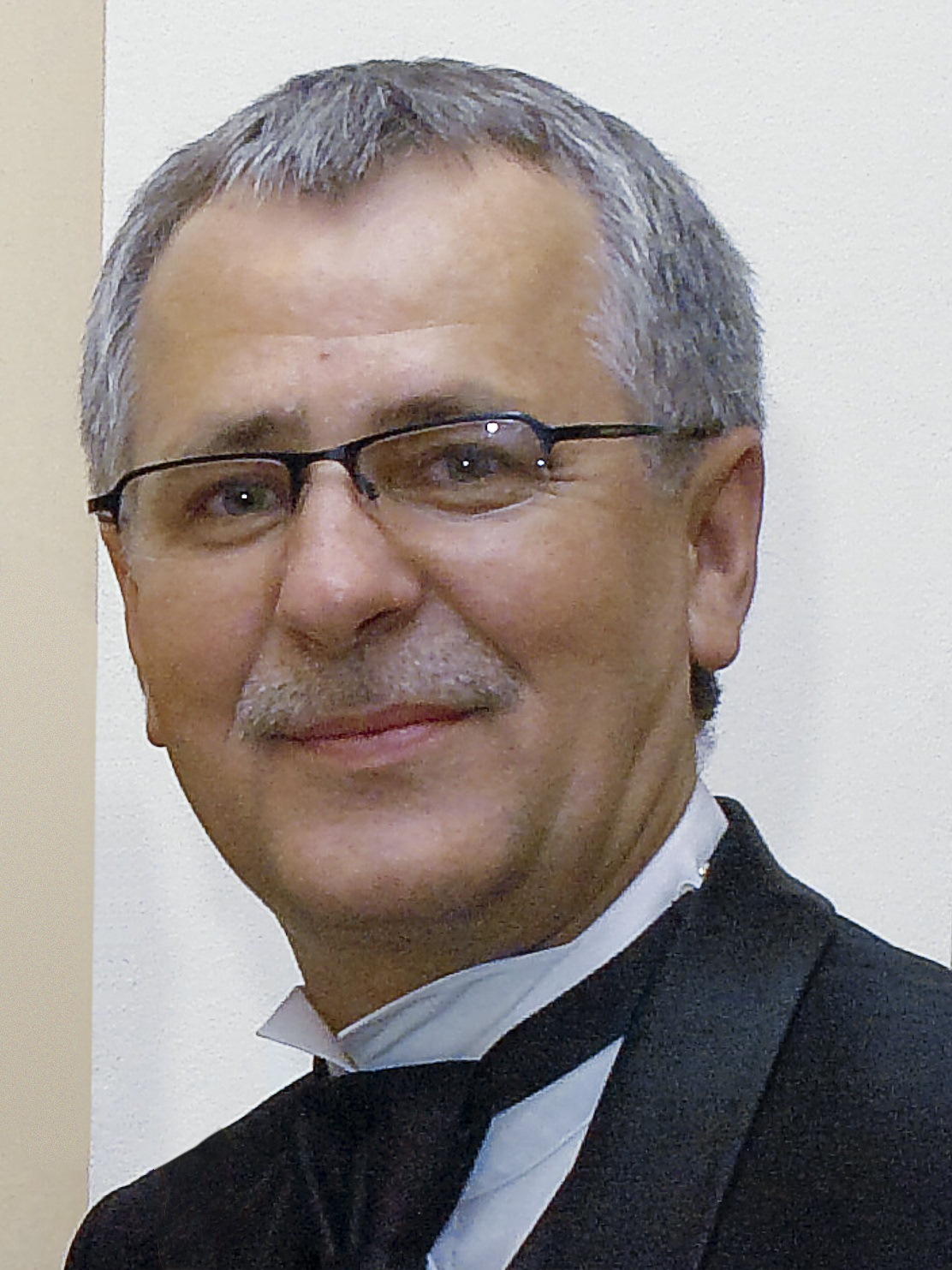
Василь Вовкун

- Артеменко Григорій Михайлович — художній керівник Житомирського обласного музично-драматичного театру імені Івана Кочерги[245][246]
- Даць Ірина Вільямівна — солістка опери Національного академічного театру опери та балету України імені Т. Г. Шевченка, м. Київ.[247]
- Мотков Максим Михайлович — соліст балету Національного академічного театру опери та балету України імені Т. Г. Шевченка, м. Київ.[247]
- Томашенко Зінаїда Яремівна — диктор — ведучий програм Дніпропетровської обласної державної телерадіокомпанії.[247]
- Рачинський Петро Болеславович — артист Харківського державного академічного українського драматичного театру імені Т. Г. Шевченко.[248]
- Шаша Костянтин Григорович — професор Харківської державної академії культури.[249]
- Семененко Віктор Миколайович — артист Черкаського академічного обласного українського музично-драматичного театру імені Т. Г. Шевченко.[250]
- Вовкун Василь Володимирович — художній керівник Державного підприємства "Державне концертне агентство «Україна», м. Київ.[251]
- Крикунов Ігор Миколайович — художній керівник — директор комунального театрально-концертного закладу культури "Циганський музично-драматичний театр «Романс», м. Київ.[252]
- Сокач Омелян Петрович — художній керівник камерного хору «Кантус», м. Ужгород, Закарпатська область.[252]
- Хасянова Євгенія Євгенівна — головний балетмейстер Донецького академічного державного театру опери та балету імені А. Б. Солов'яненка.[252]
- Смородина Людмила Геннадіївна — артистка Національного академічного драматичного театру імені Івана Франко, м. Київ.[253]
- Ілащук Василь Степанович — ведучий концертних програм Національного телебачення України.[254]
- Кошуба Володимир Вікторович — артист-соліст-інструменталіст Національного будинку органної та камерної музики України.[255]
- Ластовецький Микола Миколайович — артист Сумського обласного театру драми та музичної комедії імені М. С. Щепкіна.[251]
- Болдирєв Володимир Олександрович — соліст Харківського державного академічного театру опери та балету імені М. В. Лисенка.[251]
- Барчук Анатолій Трохимович — артист Театру-студії кіноактера державного підприємства «Національна кіностудія художніх фільмів імені Олександра Довженко», м. Київ.[256]
- Лазова Поліна Василівна — артистка Національного академічного драматичного театру імені Івана Франко, м. Київ.[257]
- Миронович Володимир Леонідович — артист Кіровоградського академічного обласного українського музично-драматичного театру імені М. Л. Кропивницького.[258]
- Чеберко Олександр Дмитрович — головний диригент Національного заслуженого академічного ансамблю танцю України імені Павла Вірського, м. Київ.[259]
- Глова Степан Іванович — артист Національного академічного українського драматичного театру імені Марії Заньковецької, м. Львів.[260]
- Рехвіашвілі Аніко Юріївна — головний балетмейстер-постановник Всеукраїнського телевізійного дитячого конкурсу «Крок до зірок».[261]

### 2008 (42 осіб)
Було нагороджено 42 особи, 2 з яких пізніше були позбавлені звання.

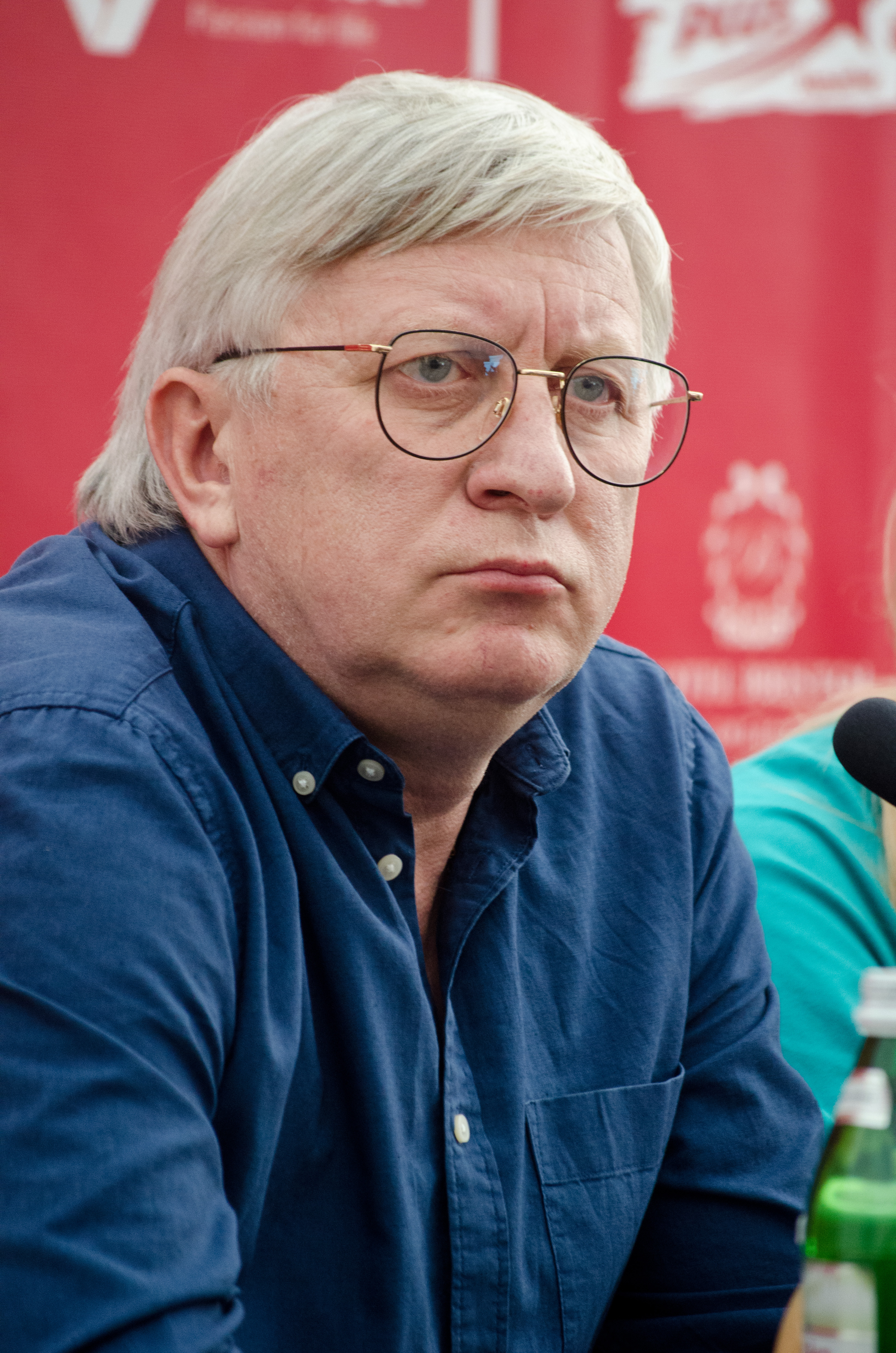
Володимир Горянський

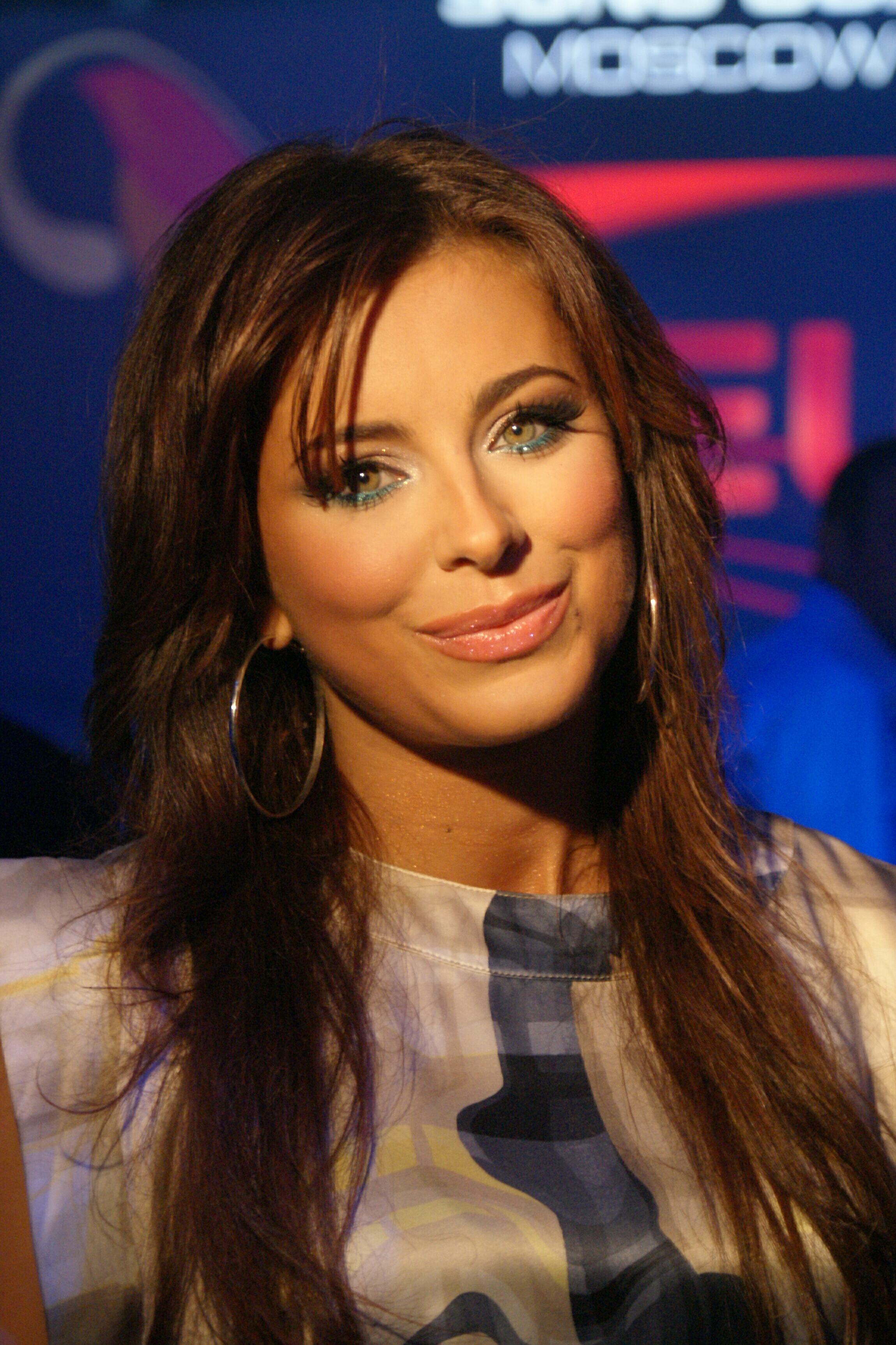
Ані Лорак

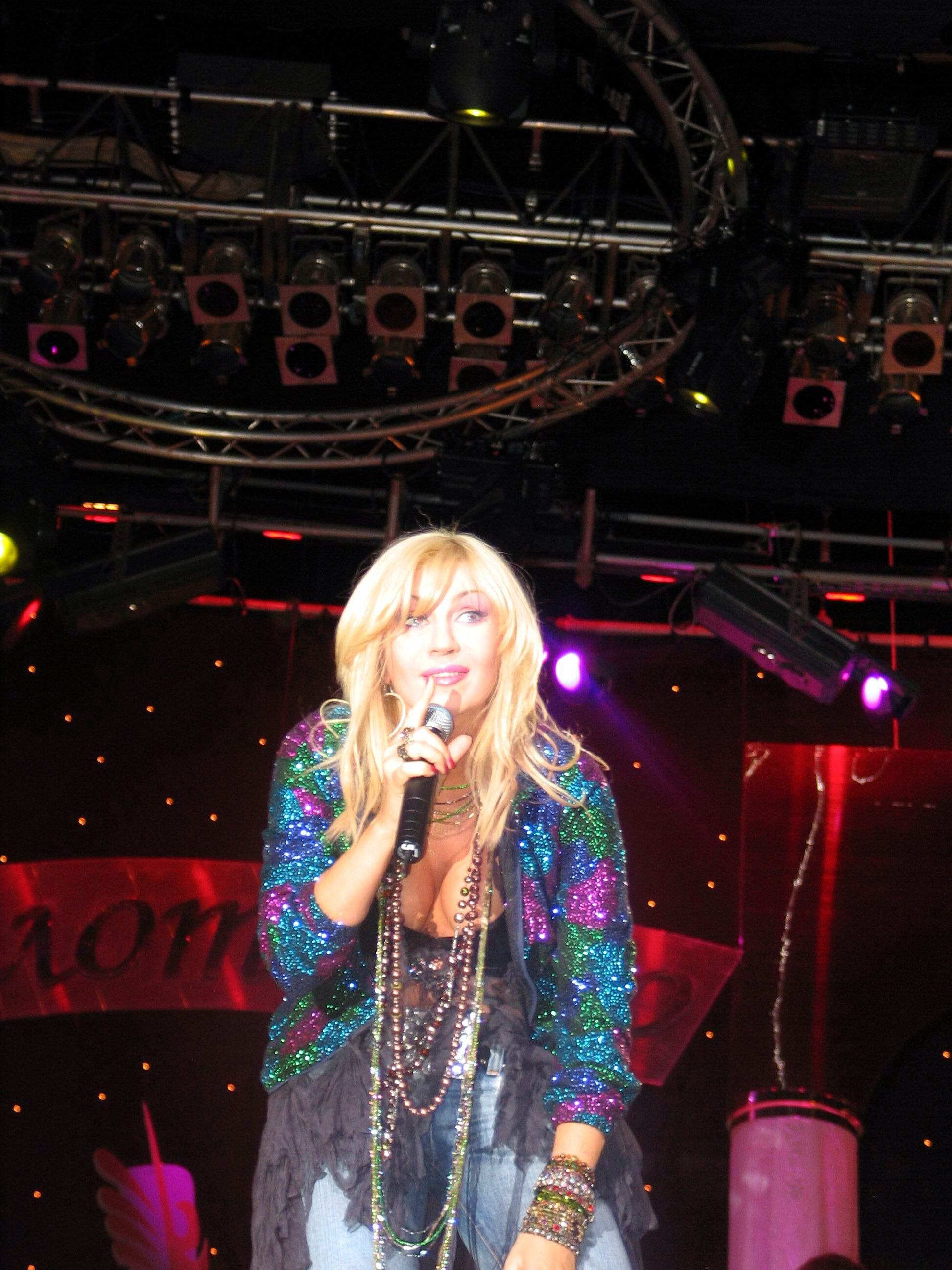
Ірина Білик

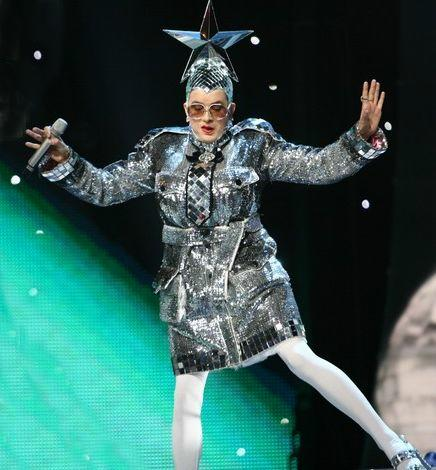
Андрій Данилко

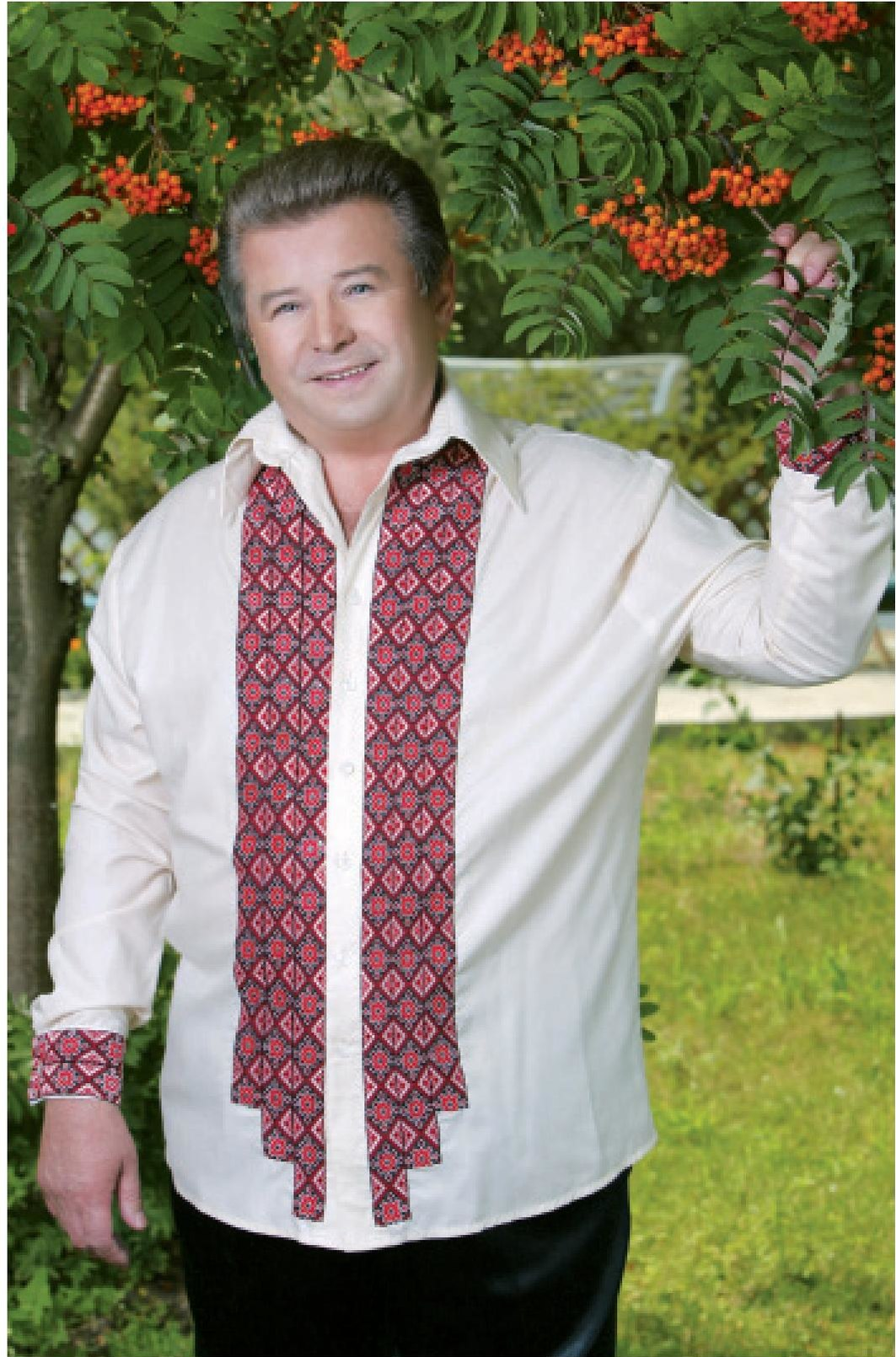
Михайло Поплавський

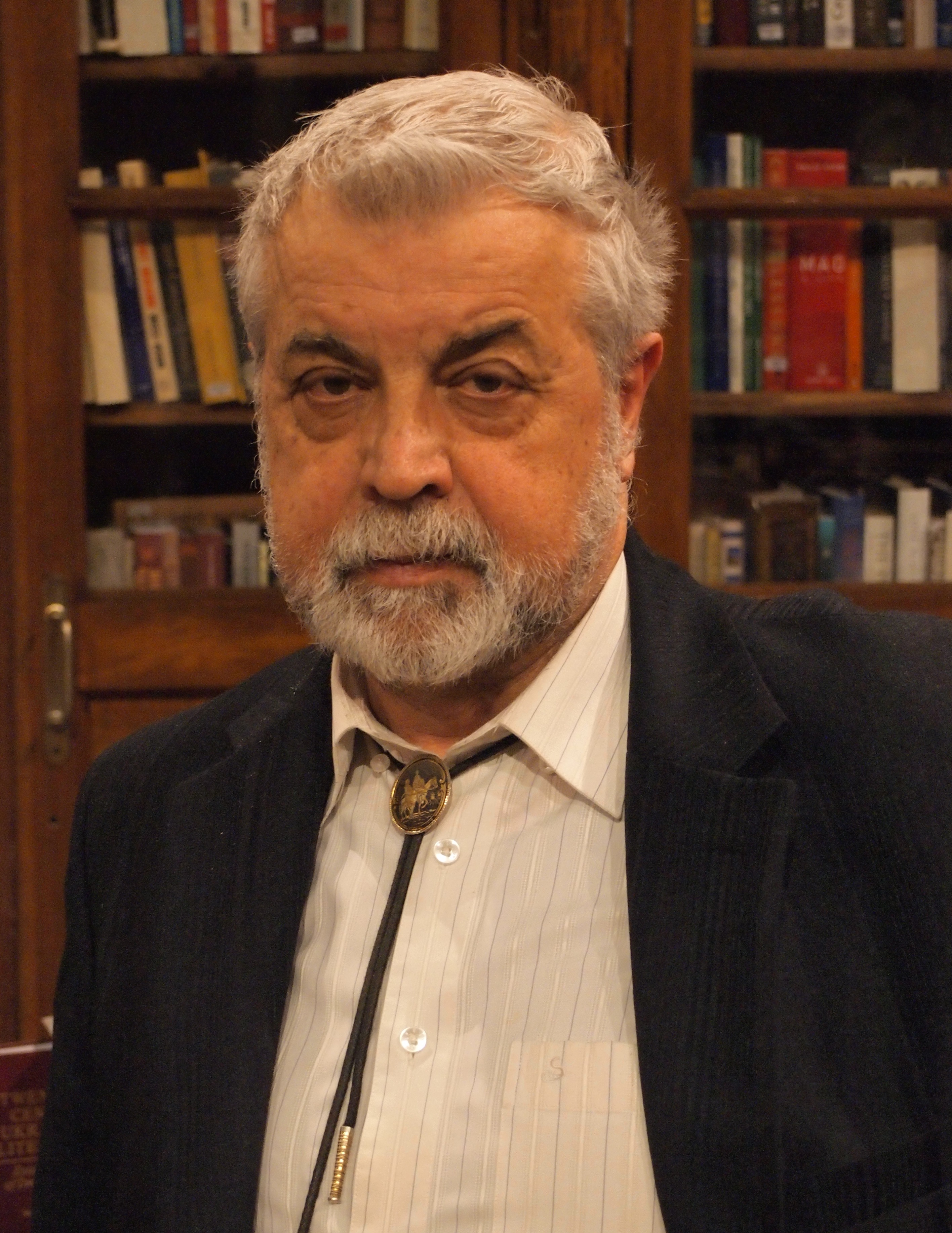
Лесь Танюк

- Штонда Тарас Борисович — соліст опери Національного академічного театру опери та балету України імені Т. Г. Шевченка, м. Київ.[262]
- Хохлаткіна Олена Анатоліївна — артистка комунального театрально-видовищного підприємства «Донецький обласний академічний український музично-драматичний театр».[263]
- Никончук Людмила Василівна — артистка Національного академічного українського драматичного театру імені Марії Заньковецької, м. Львів.[264]
- Равицька Ольга Василівна — артистка Одеського академічного українського музично-драматичного театру імені В. С. Василька.[264]
- Юхименко Віталій Дем'янович — художній керівник Київського вокально-хореографічного ансамблю «Україночка».[265]
- Горянський Володимир Вікторович — артист Київського академічного театру драми і комедії на Лівому березі Дніпра.[266]
- Легін Валерій Петрович — артист театрально-видовищного закладу культури «Київський академічний Молодий театр».[266]
- Солов'яненко Анатолій Анатолійович — головний режисер Національного академічного театру опери та балету України імені Т. Г. Шевченка, м. Київ.[266]
- Шулаков Віктор Олександрович — артист театру, доцент Київського національного державного університету театру і телебачення імені І. К. Карпенка-Карого.[266]
- Чайка Володимира Павлівна — професор Львівської державної музичної академії імені М. В. Лисенка.[267]
- Куєк Кароліна Мирославівна (Ані Лорак) — співачка, м. Київ.[268] (позбавлена звання в 2024 році)
- Кіркоров Пилип Бедросович — співак, м. Москва.[269] (позбавлений звання в 2024 році)
- Реца Валентина Миколаївна — артистка Національного академічного театру опери та балету України імені Т. Г. Шевченка.[270]
- Білик Ірина Миколаївна — співачка.[271]
- Данилко Андрій Михайлович — артист товариства «Театр Данилко».[271]
- Дядюра Микола Володимирович — головний диригент симфонічного оркестру Національної філармонії України.[271]
- Крищенко Вадим Дмитрович — поет-пісенник.[271]
- Малахов Віталій Єфимович — художній керівник — директор театрально-видовищного закладу культури «Київський академічний драматичний театр на Подолі».[271]
- Поплавський Михайло Михайлович — головний режисер дитячої телевізійної передачі «Крок до зірок».[271]
- Стебельська Христина Любомирівна — оглядач творчого об'єднання громадсько-політичних програм Національної телекомпанії України.[271]
- Шилова Інеса Володимирівна — професор Національної музичної академії України імені П. І. Чайковського.[271]
- Єфименко Людмила Пилипівна — артистка кіно, м. Київ.[272]
- Янчук Олександр Спиридонович — кінорежисер-постановник державного підприємства «Національна кіностудія художніх фільмів ім. Довженка», м. Київ.[272]
- Коваль Наталія Едуардівна — артистка Луганського обласного академічного українського музично-драматичного театру.[273]
- Солтис Ярослав Андрійович — соліст-вокаліст заслуженого академічного Буковинського ансамблю пісні і танцю Чернівецької обласної філармонії.[274]
- Сардаковський Микола Миколайович   — артист Вінницького обласного українського академічного музично-драматичного театру імені М. К. Садовського.[275]
- Гриньків Роман Дмитрович — бандурист, м. Київ.[276]
- Нечепа Василь Григорович — кобзар-лірник, старший науковий співробітник відділу культури Науково-дослідного інституту українознавства, м. Київ.[276]
- Корінець Зеновій Михайлович — головний режисер Національного заслуженого академічного українського народного хору України імені Г. Г. Верьовки, м. Київ.[277]
- Танюк Леонід Степанович — голова Національної спілки театральних діячів України, м. Київ.[278]
- Бокоч Василь Андрійович — артист-вокаліст Національної радіокомпанії України, м. Київ.[279]
- Кубанцев Анатолій Іванович — артист Харківського академічного російського драматичного театру імені О. С. Пушкіна.[280]
- Буковський Сергій Анатолійович — кінорежисер товариства «Листопад Фільм», м. Київ.[281]
- Романюк Анатолій Іванович — артист Волинського академічного обласного українського музично-драматичного театру імені Т. Г. Шевченка.[281]
- Ізмайлова Наталія Василівна — артистка Національного заслуженого академічного симфонічного оркестру України, м. Київ.[282]
- Сіренко Володимир Федорович — художній керівник Національного заслуженого академічного симфонічного оркестру України, м. Київ.[282]
- Кудряшов Олег Сергійович — професор кафедри духових інструментів Національної музичної академії України імені П. І. Чайковського, м. Київ.[283]
- Рожок Володимир Іванович — ректор Національної музичної академії України імені П. І. Чайковського, м. Київ.[283]
- Мужук Леонід Петрович — кінорежисер, член центрального правління Всеукраїнського товариства «Просвіта» імені Тараса Шевченка, м. Київ .[284]
- Богомаз Володимир Іванович — артист театрально-видовищного закладу культури «Київський академічний театр оперети».[285]
- Вовкун Лідія Сергіївна — артистка театрально-видовищного закладу культури «Київський академічний Молодий театр».[285]
- Мойсеєв Станіслав Анатолійович — художній керівник-директор театрально-видовищного закладу культури «Київський академічний Молодий театр».[285]

### 2009 (70 осіб)

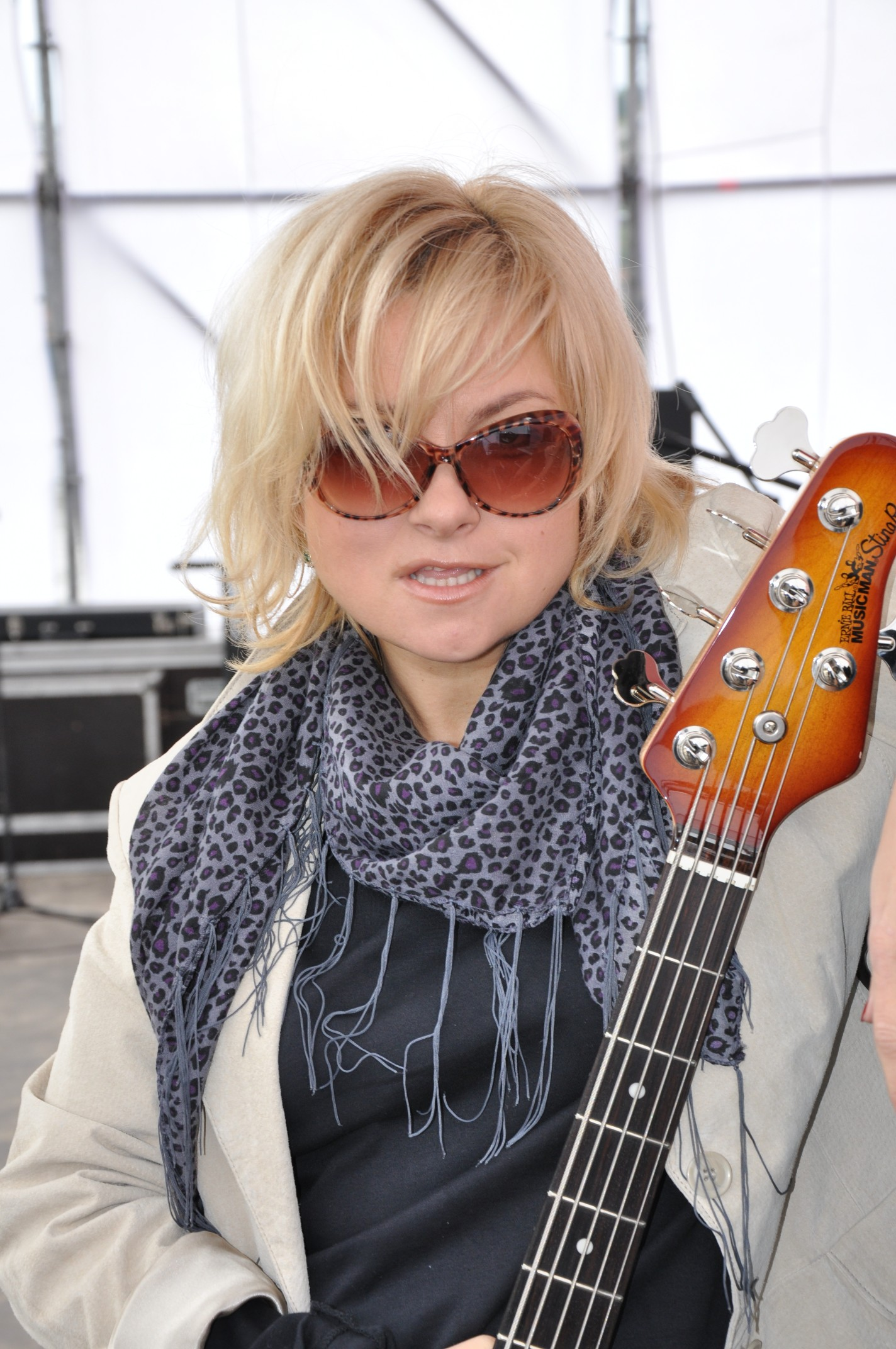
Марія Бурмака

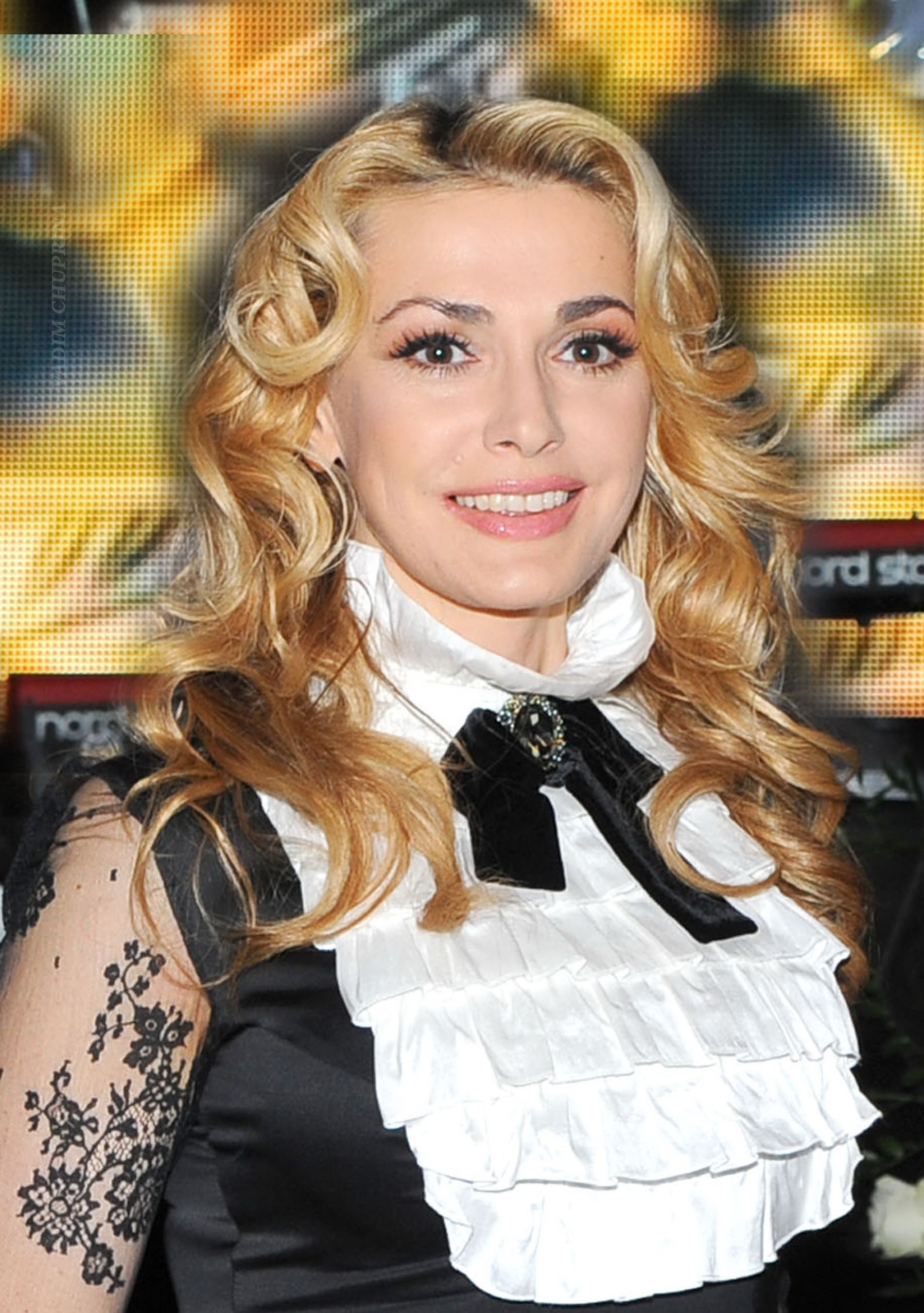
Ольга Сумська

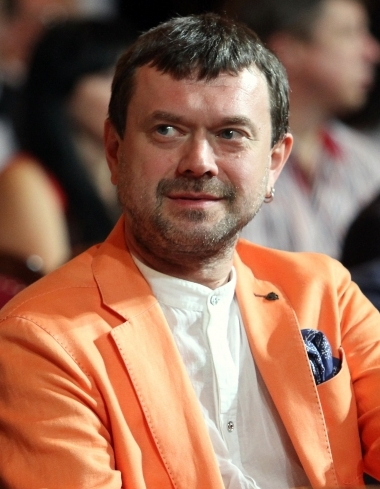
Остап Ступка

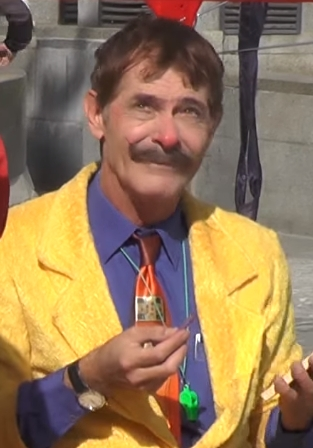
Борис Барський

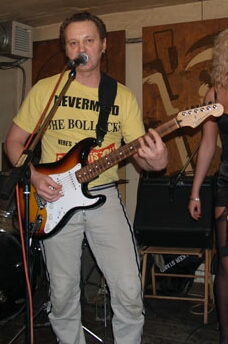
Георгій Делієв

- Абазопуло Володимир Костянтинович — артист державного підприємства «Національна кіностудія художніх фільмів імені Олександра Довженка», м. Київ.[286]
- Бурмака Марія Вікторівна — співачка, м. Київ.[286]
- Дашковський Володимир Анатолійович — начальник центру — художній керівник військово-музичного центру Сухопутних військ Збройних Сил України, підполковник.[287]
- Магера Сергій Ігорович — соліст опери Національного академічного театру опери та балету України імені Т. Г. Шевченка, м. Київ.[286]
- Сумська Ольга В'ячеславівна — артистка театру і кіно, м. Київ.[286]
- Ступка Остап Богданович — артист Національного академічного драматичного театру імені Івана Франка, м. Київ.[286]
- Колодуб Жанна Юхимівна — композитор, професор кафедри Національної музичної академії України імені П. І. Чайковського, м. Київ.[288]
- Ніжерадзе Ніна Георгіївна — артистка Національного академічного театру російської драми імені Лесі Українки, м. Київ.[288]
- Оганезова-Григоренко Ольга Вадимівна — солістка-вокалістка Одеського академічного театру музичної комедії імені М.Водяного.[288]
- Буркацька Тетяна Вікторівна — артистка вокального дуету «Доля», м. Одеса.[289]
- Стадниченко Лариса Леонідівна — артистка вокального дуету «Доля», м. Одеса.[289]
- Баклан Олексій Федорович — диригент Національного академічного театру опери та балету України імені Т. Г. Шевченка, м. Київ.[290]
- Василенко Василь Якович — головний диригент Донецького академічного державного театру опери та балету імені А. Б. Солов'яненка.[290]
- Завгородня Наталія Іванівна — солістка-вокалістка Одеського академічного театру музичної комедії імені М.Водяного.[290]
- Серебрякова Євгенія Климівна — артистка Сумського обласного театру драми та музичної комедії імені М. С. Щепкіна.[290]
- Сікало Юрій Іванович — головний режисер Київського академічного театру ляльок.[290]
- Чечот Василь Юхимович — артист Дніпропетровського українського музично-драматичного театру імені Т. Г. Шевченка.[290]
- Шумейко Григорій Григорович — артист Національного академічного українського драматичного театру імені Марії Заньковецької, м. Львів.[290]
- Драпак Григорій Миронович — артист розмовного жанру, м. Тернопіль.[291]
- Колобич Зенон Федорович — художній керівник та головний балетмейстер народного ансамблю танцю «Горицвіт» Львівського національного медичного університету імені Данила Галицького.[292]
- Юхницький Януш Володимирович — артист Національного академічного українського драматичного театру імені Марії Заньковецької.[292]
- Курилюк Іван Васильович — заступник директора по концертній роботі Івано-Франківської обласної філармонії, головний балетмейстер Державного академічного Гуцульського ансамблю пісні і танцю.[293]
- Родь Володимир Іванович — артист Івано-Франківського академічного обласного українського музично-драматичного театру імені Івана Франка.[293]
- Калиновська Ірина Миколаївна — артистка Національного будинку органної та камерної музики України.[294]
- Гізімчук Олена Олександрівна — артистка тріо бандуристок професійного театру-студії Палацу студентів Національної юридичної академії України імені Ярослава Мудрого, м. Харків.[295]
- Меліхова Юлія Анатоліївна — артистка тріо бандуристок професійного театру-студії Палацу студентів Національної юридичної академії України імені Ярослава Мудрого, м. Харків.[295]
- Слюсаренко Тетяна Олександрівна — артистка тріо бандуристок професійного театру-студії Палацу студентів Національної юридичної академії України імені Ярослава Мудрого, м. Харків.[295]
- Рівняк Ярослава Григорівна — викладач-методист Київської середньої спеціалізованої музичної школи-інтернату імені М. В. Лисенка.[296]
- Верес Андрій Миколайович — художній керівник ансамблю «Козацькі забави», заступник директора Українського академічного фольклорно-етнографічного ансамблю «Калина», м. Київ.[297]
- Литвинов Віктор Володимирович — балетмейстер-постановник Національного академічного театру опери та балету України імені Т. Г. Шевченка, м. Київ.[297]
- Бойко Петро Адольфович — директор Вінницького міського центру художньо-хореографічної освіти дітей та юнацтва «Барвінок».[297]
- Баран Тарас Михайлович — професор Львівської Національної музичної академії імені М. В. Лисенка.[297]
- Рівець Товій Михайлович — художній керівник камерного оркестру «Кантабіле» Волинської обласної філармонії.[297]
- Бакум Юрій Павлович — артист комунального закладу «Запорізький академічний обласний український музично-драматичний театр імені В. Г. Магара».[297]
- Барський Борис Володимирович — артист товариства "Комік-трупа «Маски», м. Одеса.[297]
- Делієв Георгій Вікторович — художній керівник, артист товариства "Комік-трупа «Маски», м. Одеса.[297]
- Тринько Ольга Іванівна — головний музичний редактор державного підприємства "Національний палац мистецтв «Україна».[298]
- Басаргіна Олена Георгіївна — артистка-вокалістка Кримської філармонії, м. Сімферополь.[299]
- Семенова Марина Вікторівна — артистка-вокалістка Ялтинського відділення Кримської філармонії.[299]
- Ізмайлов Енвер Серверович — артист-гітарист, смт Фонтани, Сімферопольський район.[299]
- Марущак Віктор Семенович — художній керівник заслуженого ансамблю танцю України «Полісянка», м. Рівне.[300]
- Мельничук Святослав Филимонович — професор кафедри народних інструментів Інституту мистецтв Рівненського державного гуманітарного університету.[300]
- Ясіновська Марія Іванівна — солістка-вокалістка Хмельницької обласної філармонії.[301]
- Скакун Віталій Михайлович — головний диригент оркестру Полтавського академічного обласного українського музично-драматичного театру імені М. В. Гоголя.[302]
- Птушкін Володимир Михайлович — композитор, м. Харків.[303]
- Чемеровський Юхим Аронович — головний режисер Харківського камерного театру.[303]
- Галл-Савальська Олена Ігорівна — артистка Херсонського обласного академічного музично-драматичного театру імені М. Куліша.[304]
- Чуприна Борис Володимирович — головний режисер Херсонського обласного театру ляльок.[304]
- Бурко Сергій Іванович — мистецький керівник — головний диригент академічного камерного оркестру «Віртуози Львова».[305]
- Кацал Микола Лукич — художньому керівникові Львівської державної чоловічої хорової капели «Дударик».[305]
- Юзюк Іван Семенович — професор Львівської національної музичної академії імені М. В. Лисенка.[305]
- Аббасов Гурбаналі Гасан Огли — керівник і соліст ансамблю «Азербайджан», м. Київ.[306]
- Берсон Микола Семенович — директор — художній керівник Миколаївського академічного українського театру драми та музичної комедії.[307]
- Тезіков Борис Борисович — директор — художній керівник Сімферопольського державного цирку імені Б.Тезікова.[308]
- Роговець Лариса Вікторівна — солістка-вокалістка Чернігівського обласного філармонійного центру фестивалів та концертних програм.[309]
- Гаркуша Володимир Григорович — головний диригент Дніпропетровського академічного театру опери та балету.[310]
- Крачковський Василь Йосипович — артист Дніпропетровського академічного українського музично-драматичного театру імені Т. Г. Шевченка.[310]
- Ширінський Харіс Ганеєвич — соліст-вокаліст Херсонської обласної філармонії.[311]
- Берлінський Юрій Григорович — артист Черкаського обласного українського музично-драматичного театру імені Т. Г. Шевченка.[312]
- Сас Василь Михайлович — соліст-вокаліст Заслуженого академічного Ансамблю пісні і танцю Збройних Сил України.[287]
- Личенко Олександр Валентинович — композитор-аранжувальник, м. Львів.[313]
- Петрів Володимир Юліанович — директор — художній керівник, артист драми комунального закладу «Рівненський обласний академічний український музично-драматичний театр».[314]
- Мосійчук Олег Петрович — режисер Тернопільського академічного обласного українського драматичного театру імені Т. Г. Шевченка.[315]
- Горобець Тетяна Кіндратівна — солістка-вокалістка концертно-творчої організації «Київщина».[316]
- Кімберська Валентина Григорівна — художній керівник — директор театрально-видовищного закладу культури «Український малий драматичний театр».[316]
- Кліщевська Ірина Яківна — директор — художній керівник театрально-видовищного закладу культури "Київський академічний театр «Колесо».[316]
- Рожков Валентин Федорович — артист-вокаліст Київського академічного театру оперети.[317]
- Гирич Віктор Сергійович — художній керівник Київського академічного театру юного глядача на Липках.[318]
- Перета Терезія Семенівна — артистка Івано-Франківського академічного обласного українського музично-драматичного театру імені Івана Франка.[319]
- Чуфус Богдан Дмитрович — ведучий програм редакції Одеської обласної державної телерадіокомпанії.[320]

### 2010 (29 осіб)

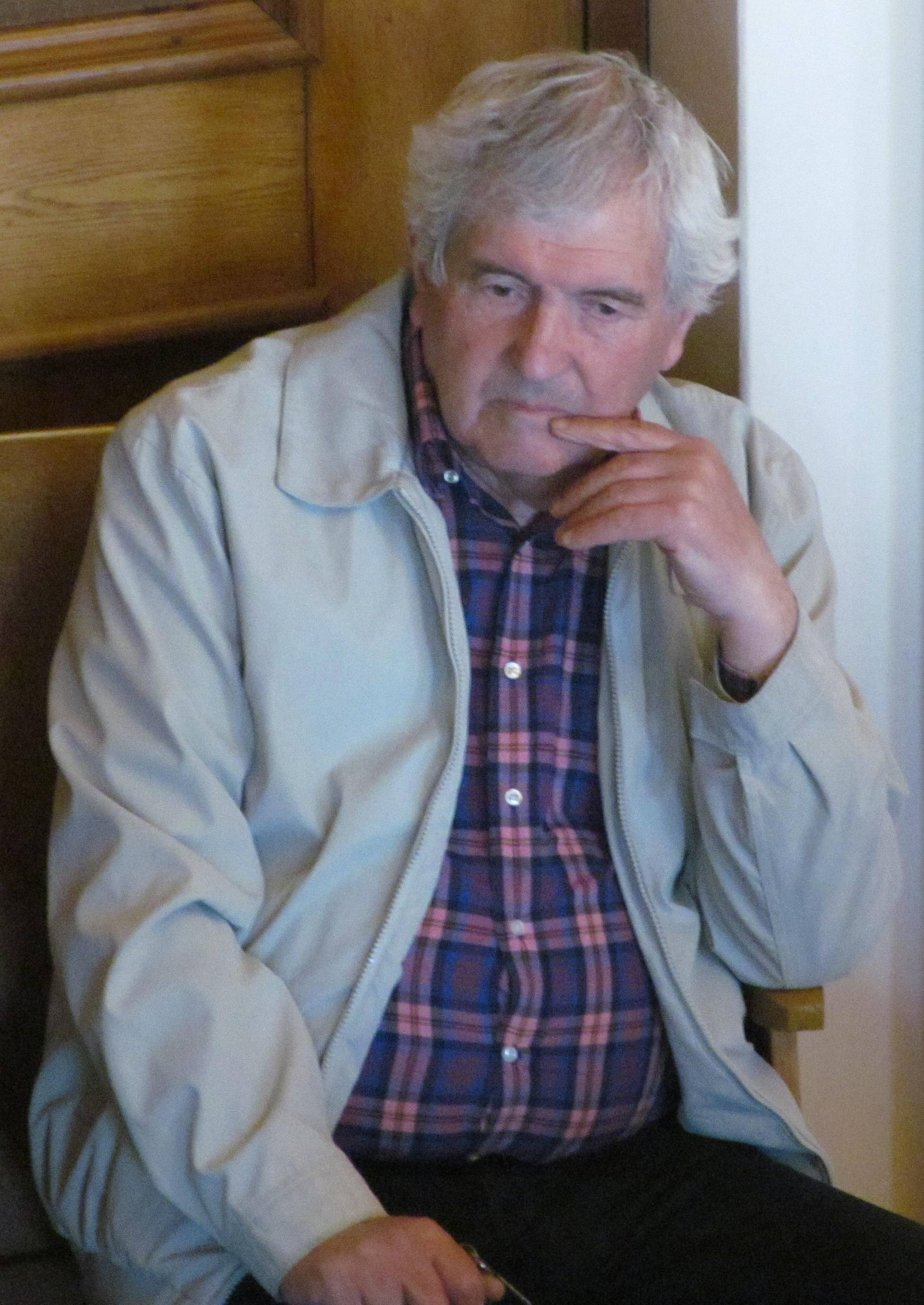
Гаррій Абаджян

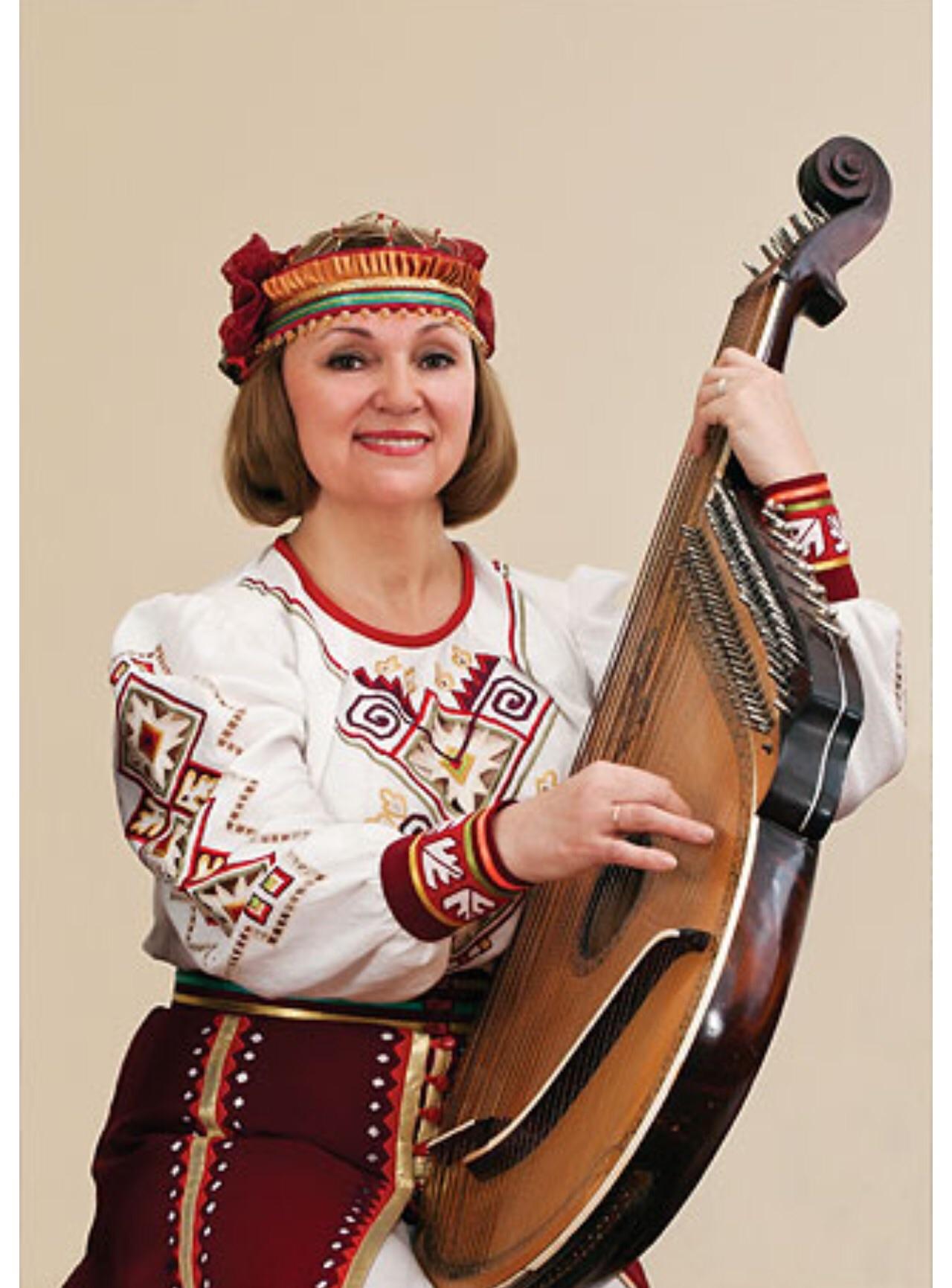
Тетяна Маломуж

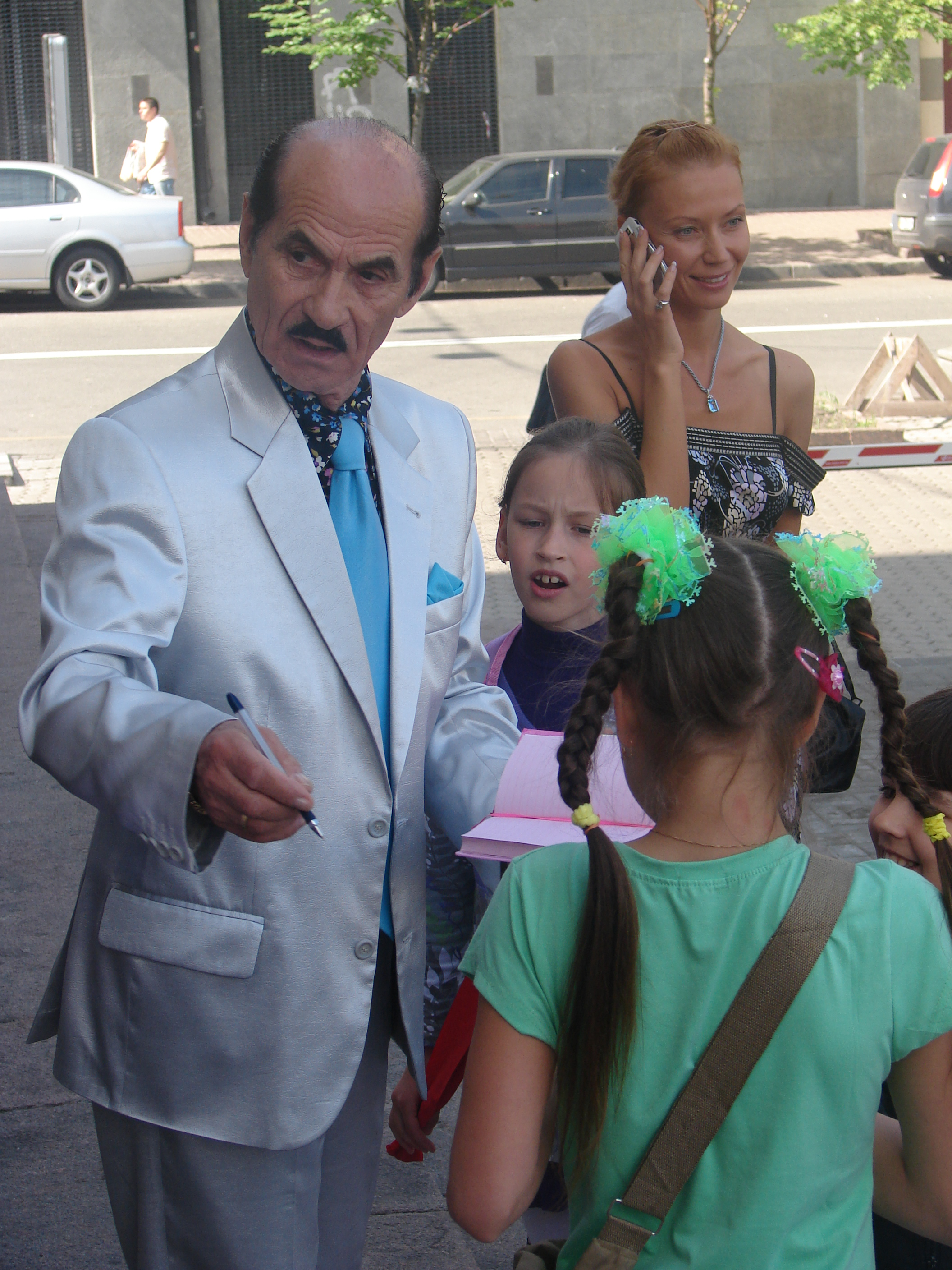
Григорій Чапкіс (ліворуч)

- Абаджян Гаррій Артушевич — художній керівник Молодіжного академічного симфонічного оркестру «Слобожанський», м. Харків[321]
- Бабич Тетяна Василівна — артистка пісенного дуету «Тетяна + Андрій», м. Дніпропетровськ[322]
- Бабич Андрій Федорович — артист пісенного дуету «Тетяна + Андрій», м. Дніпропетровськ[321]
- Бенч Ольга Григорівна — диригент, заступник Міністра культури і туризму України, м. Київ[322]
- Зелізна Дарія Іванівна — артистка Національного академічного українського драматичного театру імені Марії Заньковецької, м. Львів[322]
- Маломуж Тетяна Антонівна — керівник тріо бандуристок академічного оркестру народної та популярної музики Національної радіокомпанії України, м. Київ[322]
- Попова Алла Борисівна — солістка-вокалістка творчої спілки «Асоціація діячів естрадного мистецтва України», м. Київ[322]
- Потапов Валентин Олександрович — артист симфонічного оркестру Національного академічного театру опери та балету України імені Т. Г. Шевченка, м. Київ[321]
- Яциняк Василь Ількович — директор — художній керівник Галицького камерного хору, м. Львів[321]
- Дудник Валерій Миколайович — артист Національного академічного драматичного театру імені Івана Франка, м. Київ[323]
- Мазур Василь Степанович — артист Національного академічного драматичного театру імені Івана Франка, м. Київ[323]
- Пєтухов Олексій Васильович — артист Національного академічного драматичного театру імені Івана Франка, м. Київ[323]
- Черкаський Давид Янович — режисер Української кіностудії анімаційних фільмів, м. Київ[324].
- Клименко Іван Пилипович — артист Черкаського академічного обласного українського музично-драматичного театру імені Т. Г. Шевченка[325].
- Мука Ярослав Васильович — артист Національного академічного українського драматичного театру імені Марії Заньковецької, м. Львів[325].
- Чапкіс Григорій Миколайович — балетмейстер, м. Київ[325]
- Шуневич Мар'ян Васильович — соліст Львівської обласної філармонії[325]
- Барановська Олена Геннадіївна — артистка балету, солістка балету Одеського театру опери та балету[326].
- Вітченко Світлана Трохимівна — артистка Луганського обласного російського драматичного театру[326]
- Баша Василь Васильович — артист Національного академічного драматичного театру імені Івана Франка, м. Київ[327].
- Чеботов Павло Миколайович — художній керівник, диригент академічного камерного оркестру Чернівецької обласної філармонії[328].
- Бондаренко Олександр Вікторович — артист Національного академічного театру російської драми імені Лесі Українки, м. Київ[329].
- Марцинківський Олег Олександрович — соліст-вокаліст, керівник музичної студії «О.Марцинківський» (м. Київ)[329].
- Недельська-Табачнік Тетяна Володимирівна — артистка, солістка-вокалістка, м. Київ[329].
- Полубоярцев Володимир Кирилович — режисер-постановник комунального підприємства «Криворізький міський театр драми та музичної комедії імені Тараса Шевченка» (Дніпропетровська область)[329].
- Середенко Анна Михайлівна — доцент Національної музичної академії України імені П. І. Чайковського (м. Київ)[329].
- Ткаченко Євген Романович — головний режисер Луганського академічного обласного театру ляльок[329].
- Дзюба Олег Андрійович — соліст-вокаліст комунального підприємства «Харківська обласна філармонія»[330].
- Савчук Людмила Юріївна — солістка Львівського національного академічного театру опери та балету імені Соломії Крушельницької[331].

## 2010-ті роки

### 2011 (27 осіб)
Було нагороджено 27 осіб, 1 з яких пізніше була позбавлена звання.

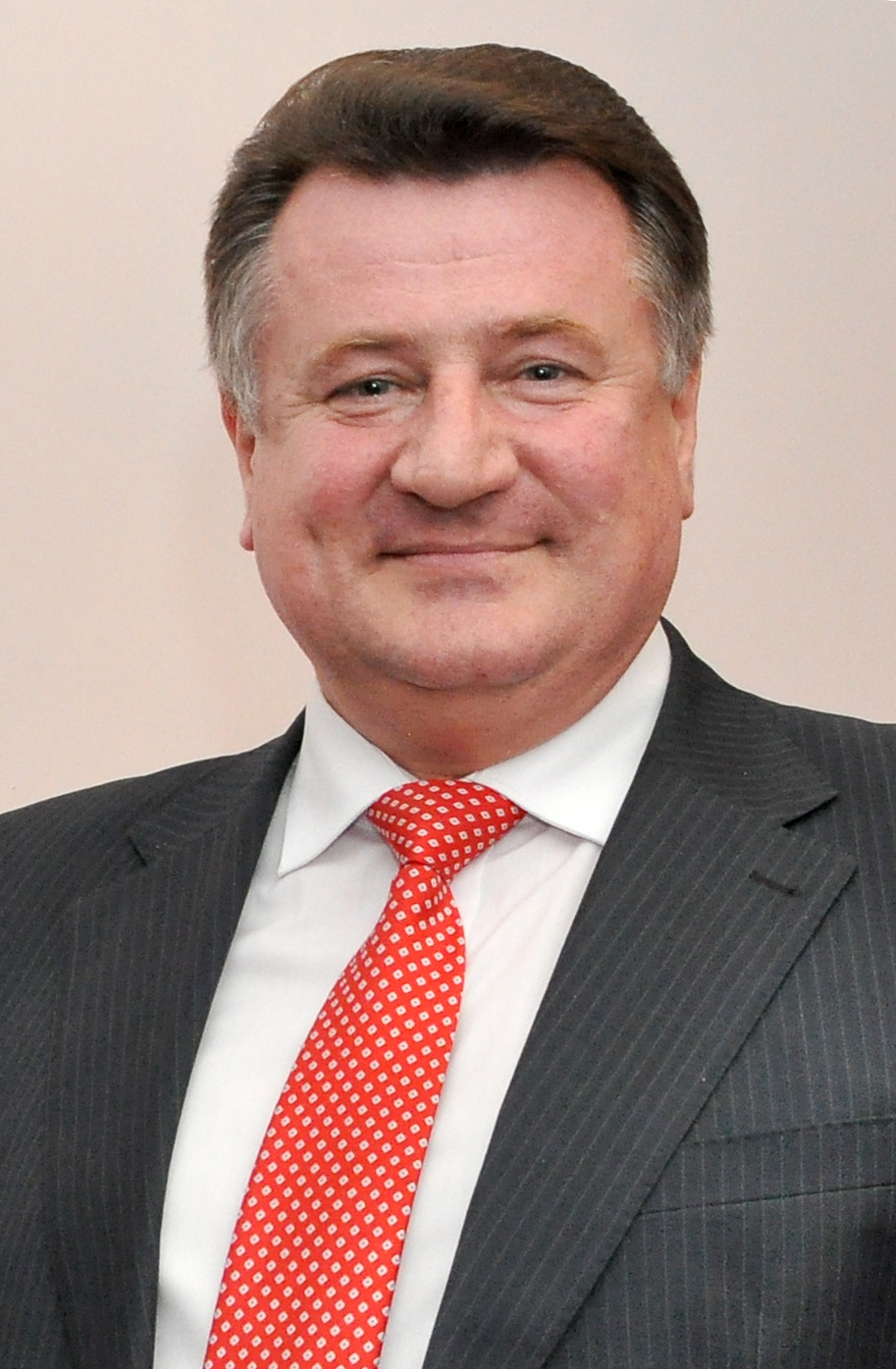
Ярослав Лемішка

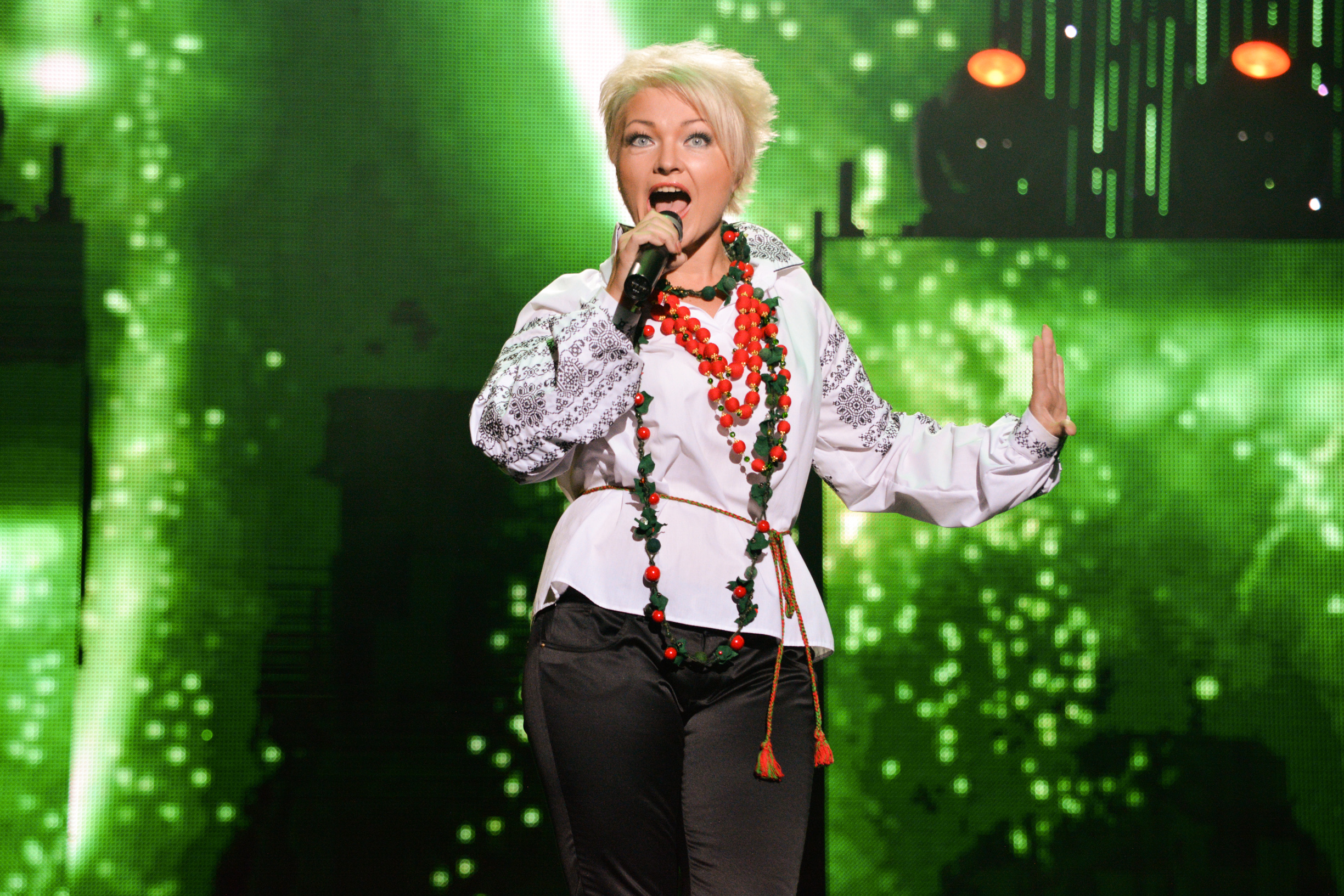
Оксана Пекун

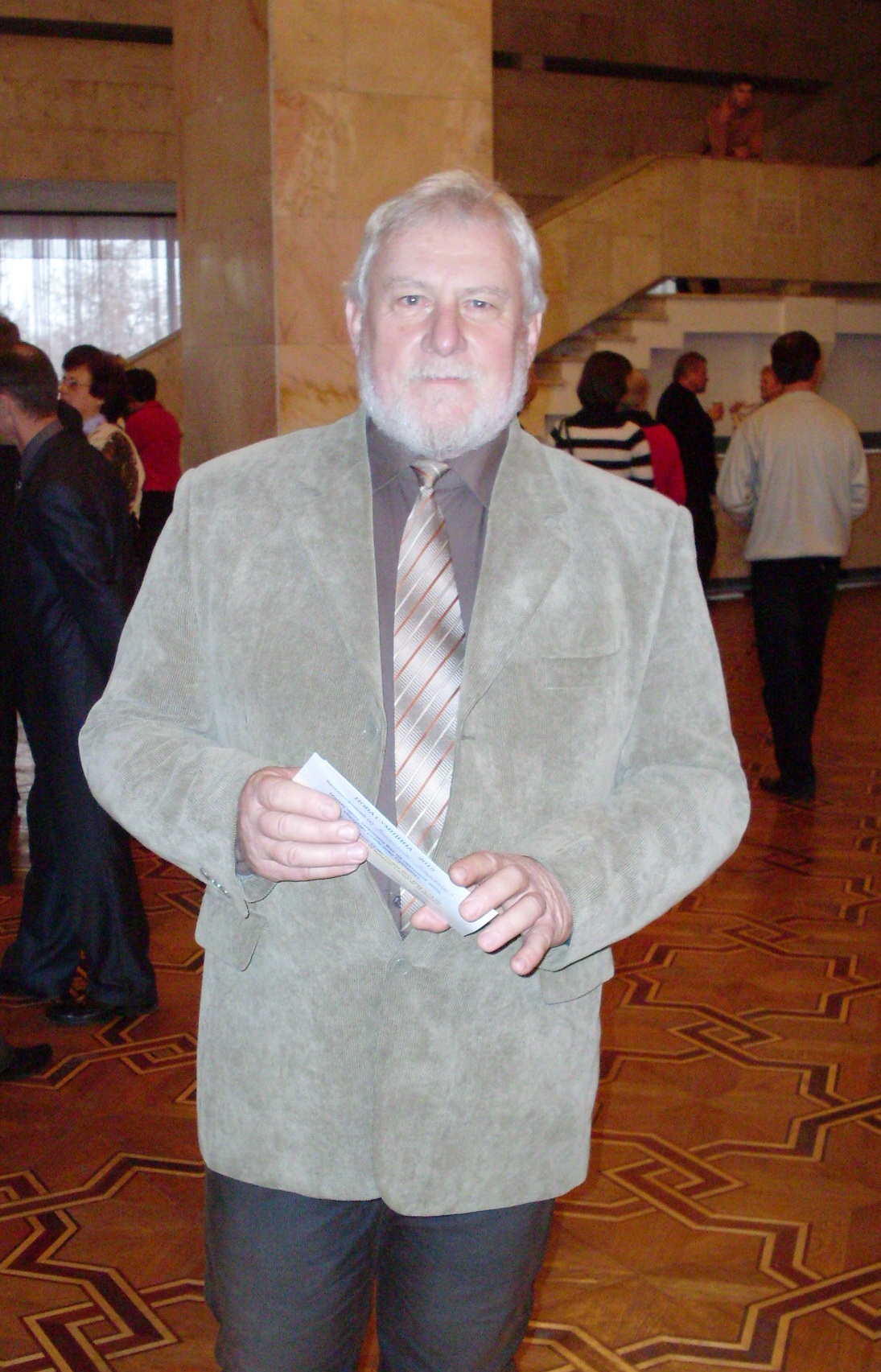
Володимир Хорунжний

- Градовський Юрій Григорович — художній керівник вокально-інструментального ансамблю «Древляни» (м. Житомир)[332].
- Комарук Зоя Василівна — солістка-вокалістка камерного оркестру «Кантабіле» Волинської обласної філармонії[332].
- Мельничук Ліна Тимофіївна — провідний майстер сцени комунального закладу «Рівненський обласний академічний український музично-драматичний театр»[333].
- Навроцький Василь Всеволодович — художній керівник Одеського національного академічного театру опери та балету[333].
- Пазич Майя Павлівна — актриса Київського академічного театру юного глядача на Липках[333].
- Савченко Дмитро Віталійович — артист драми Національного академічного театру російської драми імені Лесі Українки (м. Київ)[333].
- Цибульський Адам Миколайович — артист Львівського академічного обласного музично-драматичного театру імені Юрія Дрогобича[333].
- Бутковський Микола Юхимович — артист-вокаліст, провідний майстер сцени Київського національного академічного театру оперети[334].
- Кульчицька Ольга Валеріївна — артистка Національного академічного театру російської драми імені Лесі Українки (м. Київ)[334].
- Лелеко Наталя Віталіївна — солістка-вокалістка Херсонської обласної філармонії[334].
- Ясько Олексій Андрійович — соліст-інструменталіст, концертмейстер Національного ансамблю солістів «Київська камерата» (м. Київ)[334].
- Крутой Ігор Якович — композитор, продюсер (Російська Федерація)[335] (позбавлений звання в 2024 році)
- Кириченко Юрій Миколайович — скрипаль, концертмейстер академічного симфонічного оркестру Луганської обласної філармонії[336].
- Кільчицька Тамара Дмитрівна — актриса, провідний майстер сцени Чернівецького академічного обласного музично-драматичного театру імені Ольги Кобилянської[336].
- Лемішка Ярослав Петрович — соліст-вокаліст, провідний майстер сцени, директор Тернопільської обласної філармонії[336].
- Пекун Оксана Олександрівна — ведуча програми творчого об'єднання музичних програм Національної телекомпанії України (м. Київ)[336].
- Слободенко Олег Анатолійович — композитор, співак (м. Київ)[336].
- Треповський Олег Борисович — артист Національного академічного театру російської драми імені Лесі Українки (м. Київ)[336].
- Фарина Наталія Петрівна — солістка-вокалістка Рівненської обласної філармонії[336].
- Хоменко Наталія Сергіївна — солістка-вокалістка Полтавської обласної філармонії[336].
- Хорунжий Володимир Петрович — провідний майстер сцени Сумського обласного театру для дітей та юнацтва[336].
- Доля Наталя Костянтинівна — акторка Національного академічного театру російської драми імені Лесі Українки (м. Київ)[337].
- Кашліков Кирило Григорович — актор Національного академічного театру російської драми імені Лесі Українки (м. Київ)[337].
- Голякова Тетяна Федорівна — артистка балету — провідний майстер сцени Національного академічного театру опери та балету України імені Т. Г. Шевченка (м. Київ)[338].
- Кучер Іван Йосипович — артист-соліст-інструменталіст квартету імені Миколи Лисенка Національного будинку органної та камерної музики України (м. Київ)[338].
- Черказова Євгенія Іванівна — артистка камерного квартету «Джерело» Національної філармонії України (м. Київ)[338].
- Морозов Олександр Іванович — артист Луганського обласного академічного українського музично-драматичного театру[339].

### 2012 (9 осіб)

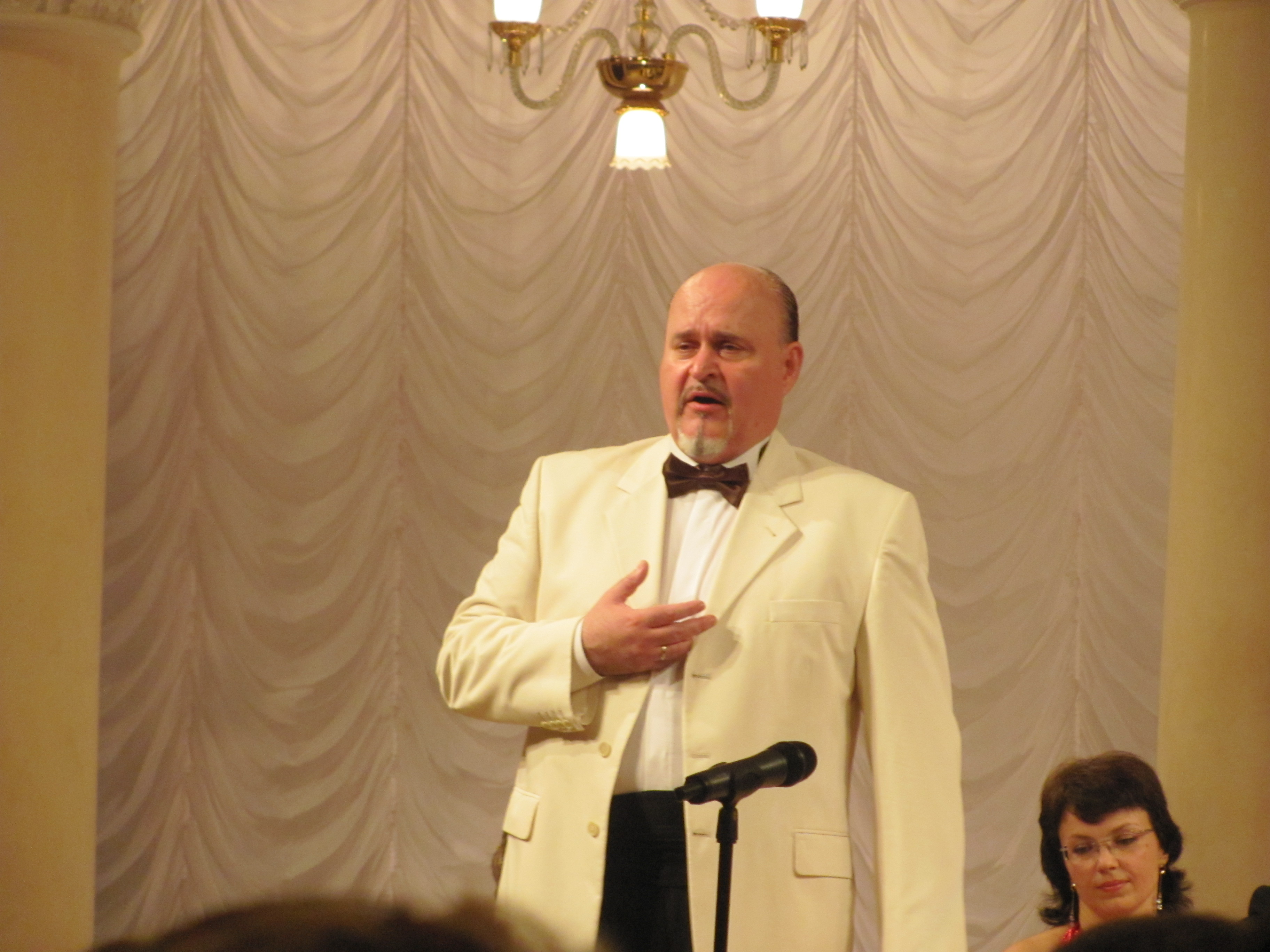
Ігор Борко

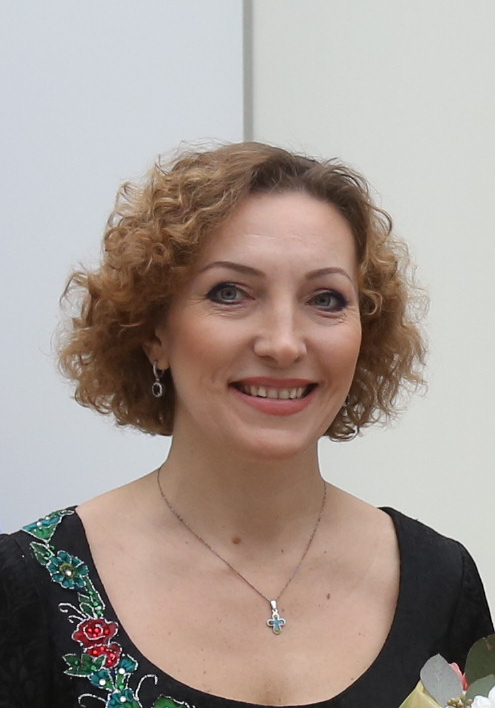
Анжеліка Швачка

- Борко Ігор Миколайович — соліст опери — провідний майстер сцени Національного академічного театру опери та балету України імені Т. Г. Шевченка (м. Київ)[340].
- Дудка Анатолій Свиридович — провідний майстер сцени Дніпропетровського академічного театру російської драми імені М.Горького[341].
- Захарченко Ганна Яношівна — солістка Національної філармонії України (м. Київ)[342].
- Бровун Марк Матвійович — художній керівник Донецького національного академічного українського музично-драматичного театру[343].
- Шиманський Олександр Георгійович — артист Івано-Франківського академічного обласного українського музично-драматичного театру імені Івана Франка[343].
- Самофалов В'ячеслав Михайлович — соліст-інструменталіст Національної філармонії України (м. Київ)[344].
- Туріянська Оксана Іванівна — артистка, провідний майстер сцени комунального закладу «Запорізький академічний обласний український музично-драматичний театр імені В. Г. Магара»[344].
- Швачка Анжеліна Олексіївна — солістка опери — провідний майстер сцени Національного академічного театру опери та балету України імені Т. Г. Шевченка (м. Київ)[344].
- Губанов Віктор Анатолійович — соліст тріо баяністів «Гармонія» (м. Житомир)[345].

### 2013 (10 осіб)

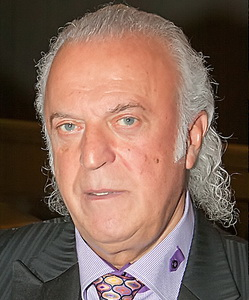
Ілля Рєзнік

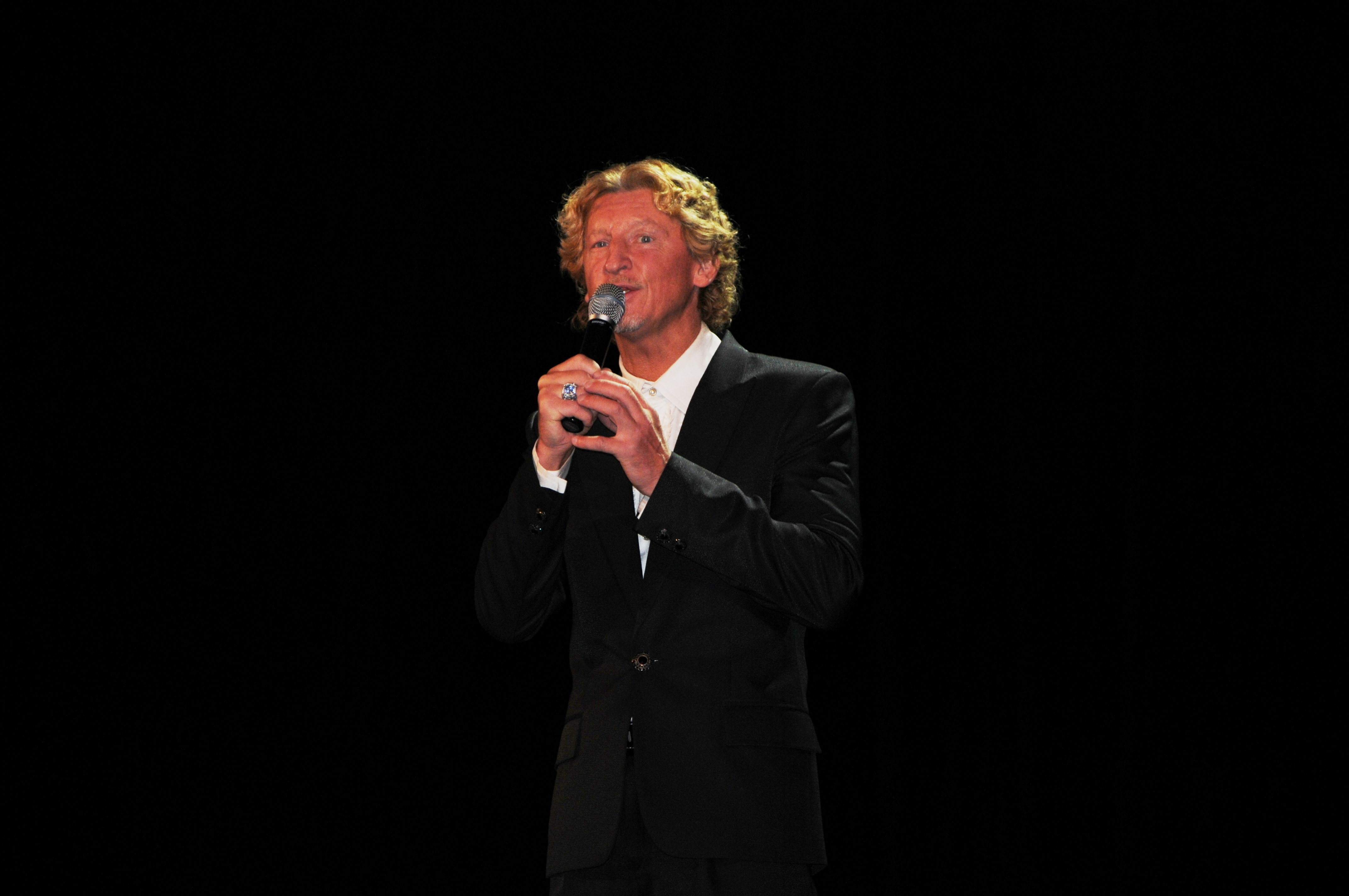
Олег Гаврилюк

- Бонковська Олександра Богданівна — артистка Національного академічного українського драматичного театру імені Марії Заньковецької (м. Львів)[346].
- Рєзнік Ілля Рахмієльович — поет (Російська Федерація)[347].
- Бурий Валентин Дмитрович — провідний майстер сцени Сумського обласного театру для дітей та юнацтва[348].
- Гаврилюк Олег Григорович — композитор, виконавець, поет (м. Київ)[349].
- Ерл Хобарт — головний диригент і художній керівник Національного одеського філармонічного оркестру[349].
- Романенко Андрій Вікторович — соліст опери — провідний майстер сцени Національного академічного театру опери та балету України імені Т. Г. Шевченка (м. Київ)[350]
- Судак Валентин Іванович — артист драми Чернігівського обласного академічного українського музично-драматичного театру імені Т. Г. Шевченка[350]
- Стаховська Олена Володимирівна — виконувач обов'язків професора кафедри сольного співу Одеської національної музичної академії імені А. В. Нежданової, солістка-вокалістка Одеської обласної філармонії[351]
- Бронєвой Леонід Сергійович — актор театру і кіно, м. Москва[352]
- Козачок Андрій Миколайович — диригент Національної заслуженої капели бандуристів України імені Г. І. Майбороди, м. Київ[352]

### 2014 (12 осіб)
- Завгородній Микола Володимирович — соліст-вокаліст Одеського академічного театру музичної комедії імені М.Водяного[353]
- Стахів Остап Миколайович — бандурист, м. Львів[353]
- Ященко Анатолій Федорович — провідний майстер сцени театрально-видовищного закладу культури «Київський академічний театр драми і комедії на лівому березі Дніпра»[353]
- Сомов Лев Миколайович — актор Київського академічного театру драми та комедії на лівому березі Дніпра, м. Київ[354]
- Фуштей Ірина Ярославівна — артистка-вокалістка хору Івано-Франківського національного академічного Гуцульського ансамблю пісні і танцю «Гуцулія»[354]
- Алдошин Віктор Павлович — актор державного підприємства «Національний академічний театр російської драми імені Лесі Українки», м. Київ[355]
- Лихач Олег Миколайович — провідний соліст опери Львівського національного академічного театру опери та балету імені Соломії Крушельницької[355]
- Осіїк Ольга Терентіївна — артистка драми Волинського академічного обласного українського музично-драматичного театру імені Т. Г. Шевченка[356]
- Бельська Людмила Василівна — артистка-вокалістка, провідний майстер сцени театрально-видовищного закладу культури «Київський національний академічний театр оперети»[357]
- Бондаренко Сергій Григорович — артист-вокаліст, провідний майстер сцени театрально-видовищного закладу культури «Київський національний академічний театр оперети»[357]
- Лапіна Ірина Іванівна — артистка-вокалістка, провідний майстер сцени театрально-видовищного закладу культури «Київський національний академічний театр оперети»[357]
- Добряк-Готв'янська Жанна Володимирівна — провідний майстер сцени Івано-Франківського академічного обласного українського музично-драматичного театру імені Івана Франка[358]

### 2015 (38 осіб)

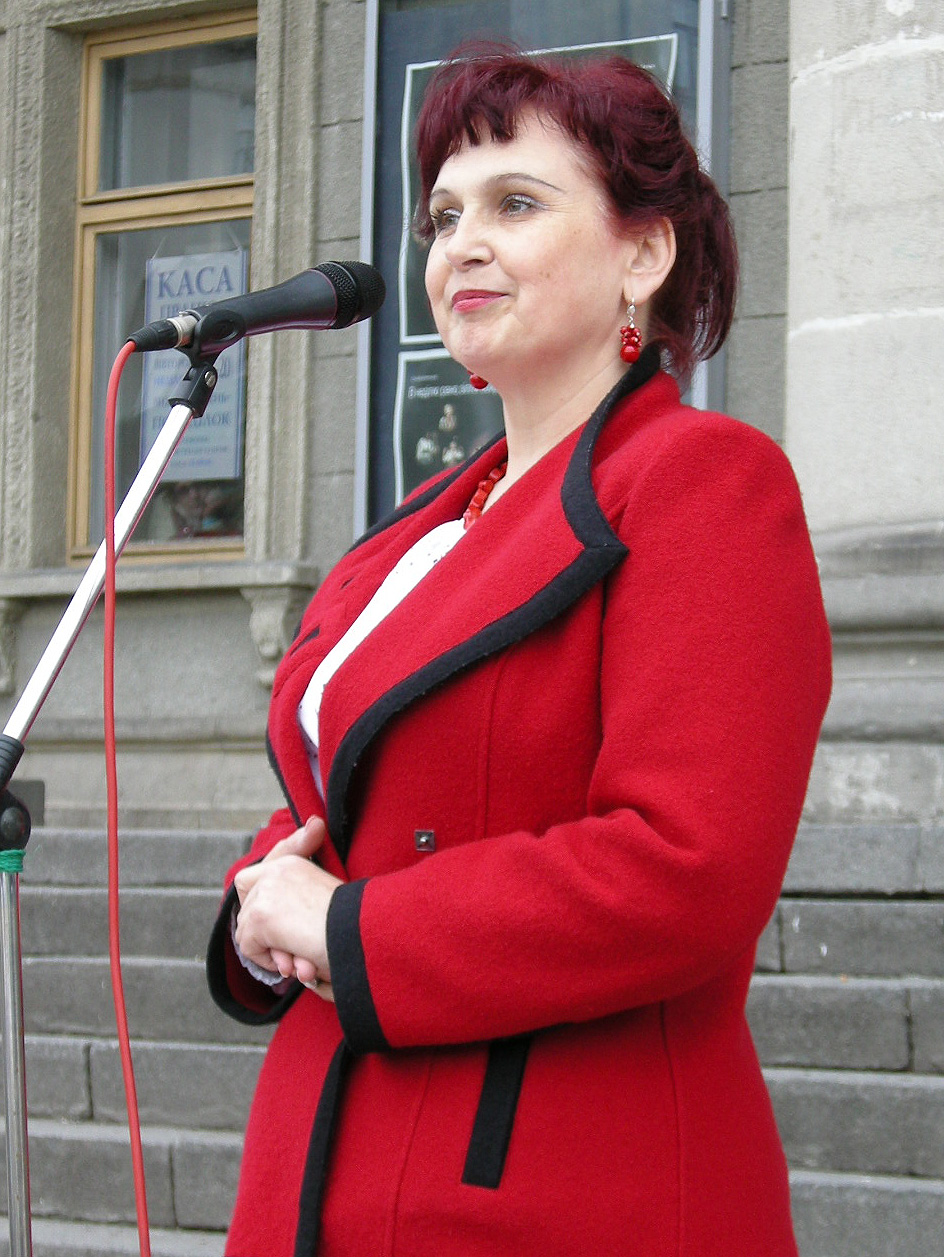
Наталія Лемішка

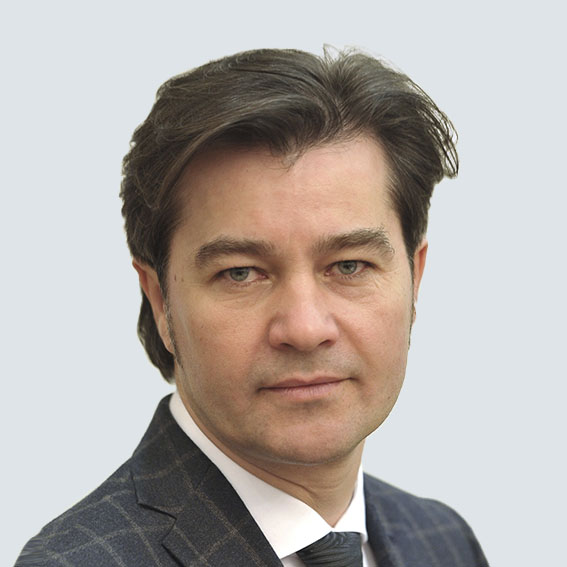
Євген Нищук

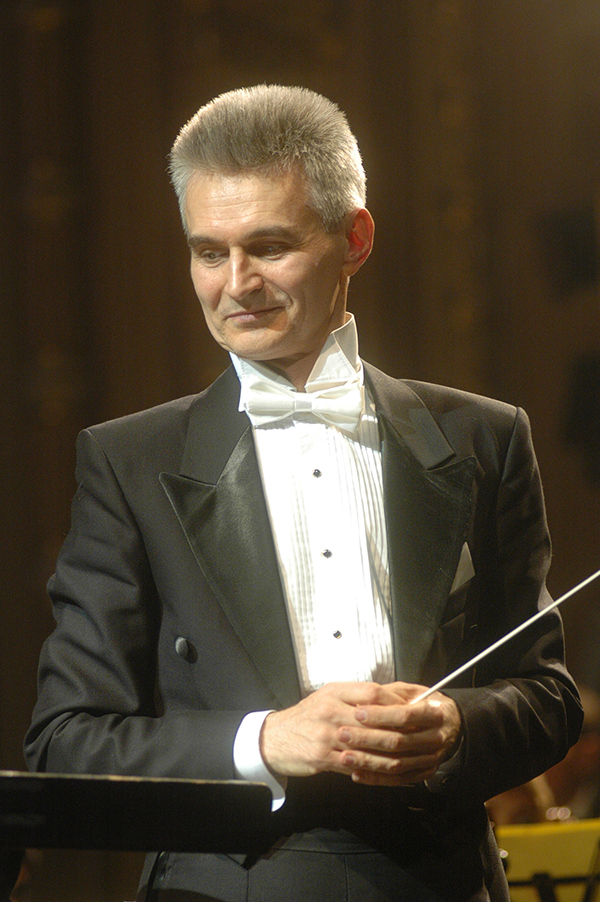
Герман Макаренко

- Лемішка Наталія Василівна — провідний майстер сцени комунальної установи Тернопільської обласної ради «Тернопільський академічний обласний український драматичний театр імені Т. Г. Шевченка»[359]
- Струтинський Богдан Дмитрович — художній керівник театрально-видовищного закладу культури «Київський національний академічний театр оперети»[359]
- Дяченко Лідія Олексіївна — провідний майстер сцени Київського академічного обласного музично-драматичного театру імені П. К. Саксаганського[360]
- Нагорна Ольга Василівна — солістка опери Національного академічного театру опери та балету України імені Т. Г. Шевченка, м. Київ[360]
- Вертинський Олексій Сергійович — актор театрально-видовищного закладу культури «Київський академічний Молодий театр»[361]
- Замятін Олег Семенович — актор державного підприємства «Національний академічний театр російської драми імені Лесі Українки», м. Київ[361]
- Петрик Олег Олегович — артист балету, провідний майстер сцени Львівського національного академічного театру опери та балету імені Соломії Крушельницької[361]
- Фролова Вікторія Миколаївна — солістка-вокалістка, провідний майстер сцени Одеського академічного театру музичної комедії імені М.Водяного[361]
- Гнатюк Анатолій Васильович — артист драми-провідний майстер сцени Національного академічного драматичного театру імені Івана Франка, м. Київ[362]
- Нищук Євген Миколайович — артист драми-провідний майстер сцени Національного академічного драматичного театру імені Івана Франка, м. Київ[362]
- Стальчук Олег Миколайович — артист драми-провідний майстер сцени Національного академічного драматичного театру імені Івана Франка, м. Київ[362]
- Боровська Любов Збігнівна — артистка Національного академічного українського драматичного театру імені Марії Заньковецької, м. Львів[363]
- Борсук Наталія Василівна — художній керівник дитячого народного художнього колективу «Спортивно-танцювальний ансамбль „Пульс“» Центру дитячої та юнацької творчості «Шевченківець», м. Київ[363]
- Борута Ярослав Йосипович — артист-вокаліст, композитор, м. Івано-Франківськ[363]
- Крижанівська Тетяна Миколаївна — актриса Черкаського академічного обласного українського музично-драматичного театру імені Т. Г. Шевченка Черкаської обласної ради[363]
- Макаренко Герман Георгійович — диригент Національного академічного театру опери та балету України імені Т. Г. Шевченка[363]
- Туягін Володимир Федорович — балетмейстер-постановник Національного заслуженого академічного ансамблю танцю України імені Павла Вірського, м. Київ[363]
- Чирипюк Дмитро Іванович — режисер-постановник Національного академічного драматичного театру імені Івана Франка, м. Київ[363]
- Швець Ірина Борисівна — солістка Вінницької обласної філармонії[363]
- Держипільський Ростислав Любомирович — директор — художній керівник Івано-Франківського академічного обласного українського музично-драматичного театру імені Івана Франка[364]
- Єргієв Іван Дмитрович — баяніст, виконувач обов'язків професора Одеської національної музичної академії імені А. В. Нежданової[364]
- Кавацюк Іван Михайлович — соліст-інструменталіст фольклорного дуету «Писанка» Чернівецької обласної філармонії[364]
- Мага Петро Петрович — режисер театру пісні Павла Зіброва, м. Київ[364]
- Москвін Станіслав Костянтинович — актор державного підприємства «Національний академічний театр російської драми імені Лесі Українки», м. Київ[364]
- Остафійчук Василь Георгійович — актор, провідний майстер сцени Миколаївського академічного художнього російського драматичного театру[364]
- Руснак Лариса Омелянівна — артистка драми — провідний майстер сцени Національного академічного драматичного театру імені Івана Франка, м. Київ[364]
- Савчук Оксана Василівна — солістка-вокалістка фольклорного дуету «Писанка» Чернівецької обласної філармонії[364]
- Славінська Таїсія Дмитрівна — режисер-постановник Вінницького обласного українського академічного музично-драматичного театру імені М. К. Садовського[364]
- Шелепницька-Говорун Наталія Михайлівна — співачка, м. Київ[364]
- Терада Нобухіро — соліст Національного академічного театру опери та балету імені Т. Г. Шевченка, художній керівник Київського державного хореографічного училища, Японія[365]
- Чубарева Ольга Олексіївна — солістка-вокалістка Національної філармонії України, м. Київ[366]
- Жигун Олександр Іванович — художній керівник та диригент хорової капели «Почайна»[367]
- Борисов Вадим Валерійович — концертмейстер оркестру (симфонічного) Національної філармонії України, м. Київ[368]
- Ботвінов Олексій Іванович — піаніст, соліст-інструменталіст Одеської обласної філармонії[368]
- Зюзькін Олександр Дмитрович — художній керівник та диригент Народної академічної хорової капели імені Павла Чубинського та Бориспільського народного муніципального камерного хору управління Бориспільської міської ради, Київська область[368]
- Панчук Петро Фадійович — артист драми — провідний майстер сцени Національного академічного драматичного театру імені Івана Франка, м. Київ[368]
- Шейко Володимир Олександрович — керівник художній, головний диригент Заслуженого академічного симфонічного оркестру Національної радіокомпанії України, м. Київ[368]
- Бужинська Катерина Володимирівна — солістка-вокалістка творчої спілки «Асоціація діячів естрадного мистецтва України», м. Київ[369]

### 2016 (29 осіб)

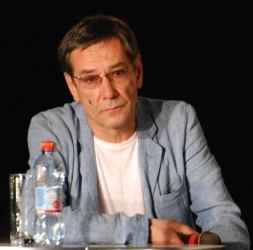
Олексій Горбунов

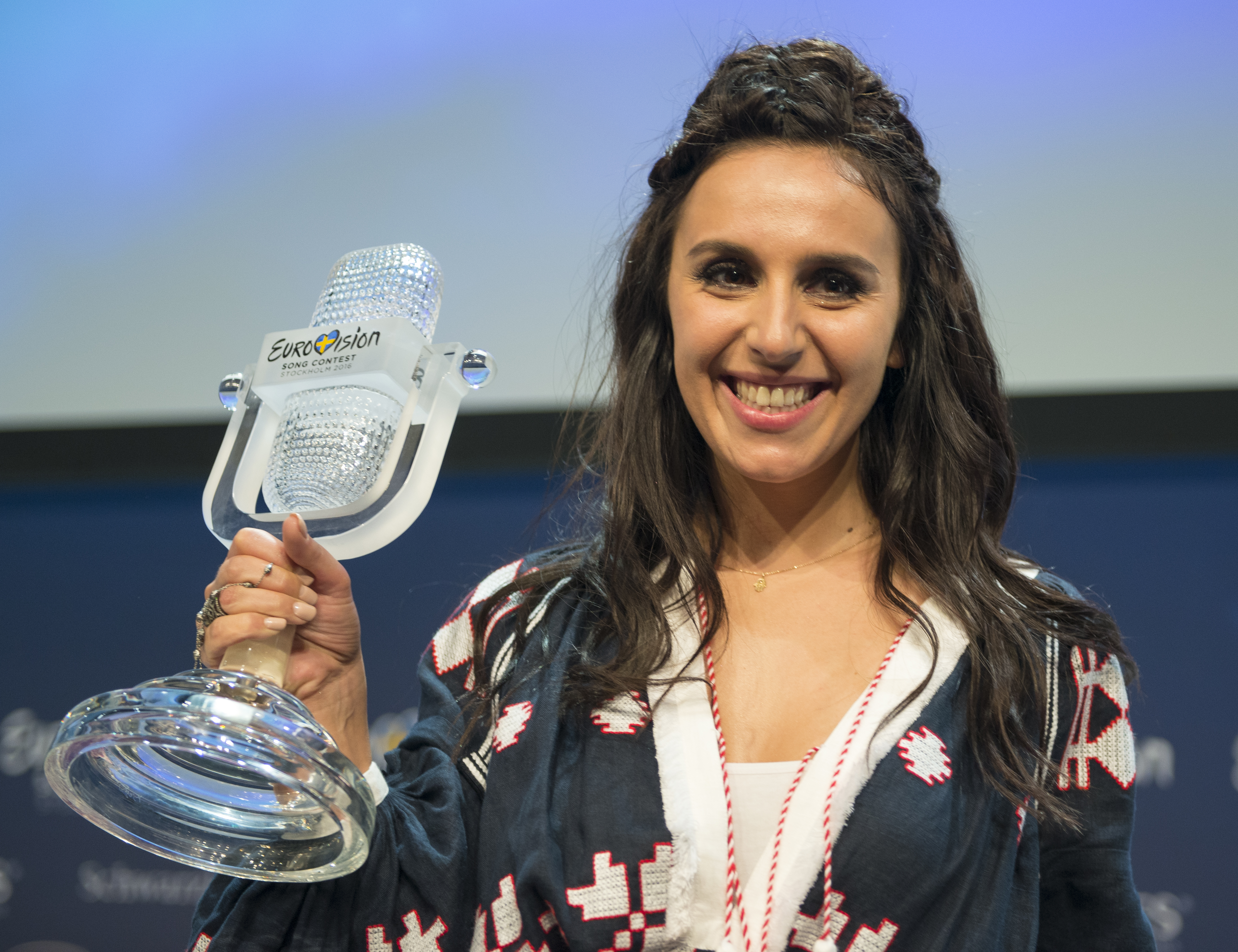
Сусана Джамаладінова

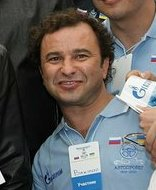
Віктор Павлик

- Боклан Станіслав Володимирович — актор театрально-видовищного закладу культури «Київський академічний Молодий театр»[370]
- Горбунов Олексій Сергійович — актор театру і кіно, м. Київ[370]
- Іваноньків Богдан Михайлович — головний диригент установи Тернопільської обласної ради «Тернопільська обласна філармонія»[370]
- Чайковська Валерія Вікторівна — артистка театрально-видовищного закладу культури «Київський академічний театр юного глядача на Липках»[370]
- Мосійчук Ярослава Володимирівна — актриса, провідний майстер сцени Тернопільського академічного обласного драматичного театру імені Т. Г. Шевченка[371]
- Чуприк-Котюк Етелла Олександрівна — піаністка, доцент кафедри Львівської національної музичної академії імені М.Лисенка[371]
- Гревцова Лілія Іванівна — солістка опери — провідний майстер сцени державного підприємства «Національний академічний театр опери та балету України імені Т. Г. Шевченка», м. Київ[372]
- Зуєнко Лариса Павлівна — солістка опери Одеського національного академічного театру опери та балету[372]
- Комаров Олег Васильович — актор державного підприємства «Національний академічний театр російської драми імені Лесі Українки», м. Київ[372]
- Ляховський Іван Григорович — актор комунальної установи Тернопільської обласної ради «Тернопільський академічний обласний український драматичний театр імені Т. Г. Шевченка»[372]
- Соколенко Алла Василівна — художній керівник Ніжинського академічного українського драматичного театру імені М. М. Коцюбинського, Чернігівська область[372]
- Цісельська Людмила Іванівна — художній керівник, режисер Чернівецького академічного обласного музично-драматичного театру імені Ольги Кобилянської[372]
- Джамаладінова Сусана Алімівна — співачка, м. Київ[373]
- Андрієвська-Боденчук Тетяна Михайлівна — артистка-солістка-інструменталістка Національної філармонії України, м. Київ[374]
- Кузьменко Олександр Федорович — артист драми Національного академічного українського драматичного театру імені Марії Заньковецької, м. Львів[374]
- Курач Юрій Володимирович — генеральний директор-художній керівник Національної заслуженої капели бандуристів України імені Г. І. Майбороди, м. Київ[374]
- Мальцев Віталій Володимирович — концертмейстер оркестру Національної філармонії України, м. Київ[374]
- Павлик Віктор Франкович — співак, викладач Київського національного університету культури і мистецтв[374]
- Павловська Наталія Валеріївна — солістка-цимбалістка концертного колективу «Горлиця-APT», м. Київ[374]
- Ревенко Віра Олексіївна — солістка-вокалістка творчої спілки «Асоціація діячів естрадного мистецтва України», м. Київ[374]
- Смотритель Володимир Петрович — актор, директор Хмельницького міського моно-театру «Кут»[374]
- Гончаренко Марина Анатоліївна — викладач комунального вищого навчального закладу «Чернігівське музичне училище імені Л. М. Ревуцького» Чернігівської обласної ради[375]
- Дьомін Сергій Петрович — соліст-вокаліст Кіровоградської обласної філармонії[375]
- Чиборак Дмитро Іванович — директор, художній керівник Коломийського академічного обласного українського драматичного театру імені Івана Озаркевича, Івано-Франківська область[375]
- Шумський Микола Олександрович — диригент, режисер, композитор, баяніст, Чернігівська область[375]
- Янченко Микола Олександрович — артист, автор і виконавцеві пісень, м. Вінниця[375]
- Кулик Олена Андріївна — співачка, режисер, генеральний директор комунального закладу «Київський академічний ансамбль української музики „Дніпро“»[376]
- Мирвода Світлана Іванівна — артистка Національної радіокомпанії України, м. Київ[376]
- Феленчак Василь Андрійович — художній керівник та диригент комунальної установи Тернопільської міської ради «Муніципальний Галицький камерний оркестр»[376]

### 2017 (29 осіб)

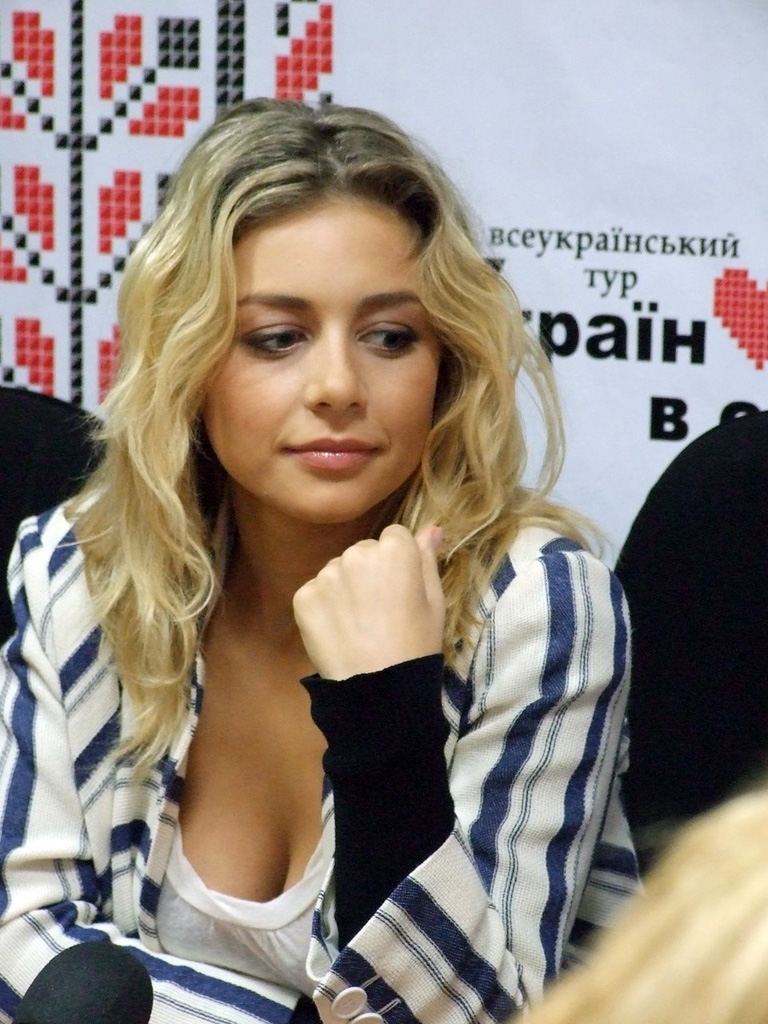
Тіна Кароль

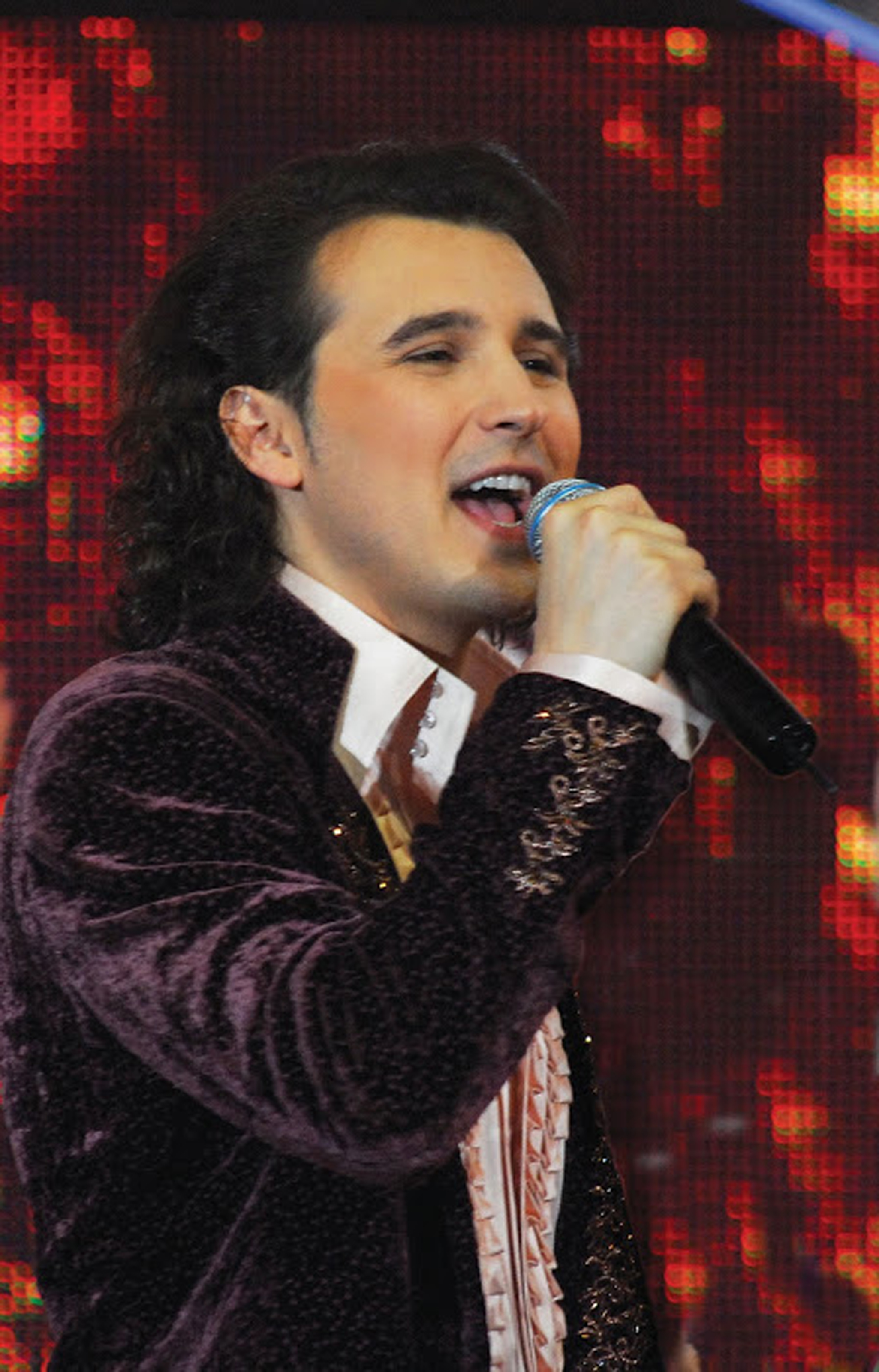
Дмитро Яремчук

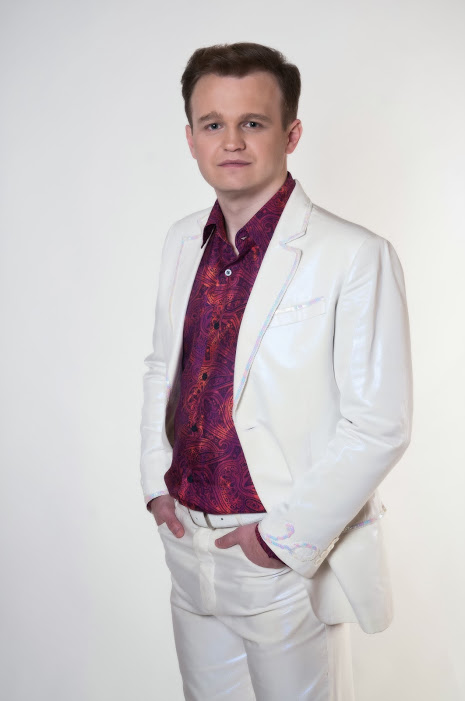
Назарій Яремчук-мол.

- Гуменецька Олександра Григорівна — артистка драми Національного академічного українського драматичного театру імені Марії Заньковецької, м. Львів[377]
- Засєєв-Руденко Микола Вікторович — кінорежисер-постановник державного підприємства «Національна кіностудія художніх фільмів імені О.Довженка», м. Київ[377]
- Кароль Тіна Григорівна — артистка, м. Київ[377]
- Горова Леся Володимирівна — співачка, композитор, викладач вищого мистецького коледжу Київської дитячої Академії мистецтв[378]
- Гарда Орест Павлович — артист Національного академічного українського драматичного театру імені Марії Заньковецької, м. Львів[379]
- Одинокий Юрій Дмитрович — режисер-постановник державного підприємства «Національний академічний драматичний театр імені Івана Франка», м. Київ[379]
- Храмов Ігор Валерійович — художній керівник балетної трупи Львівського національного академічного театру опери та балету імені Соломії Крушельницької[379]
- Куцевалов Валерій Віталійович — головний режисер Національного заслуженого академічного українського народного хору імені Г. Г. Верьовки, м. Київ[380]
- Книга Олександр Андрійович — генеральний директор — художній керівник Херсонського обласного академічного музично-драматичного театру імені М.Куліша[380]
- Мельниченко Сергій Григорович — артист-вокаліст театрально-видовищного закладу культури «Київський національний академічний театр оперети»[380]
- Євсюков Юрій Степанович — провідний майстер сцени обласного комунального закладу «Харківський державний академічний український драматичний театр імені Т. Г. Шевченка»[381]
- Задніпровський Назар Олександрович — артист драми — провідний майстер сцени державного підприємства «Національний академічний драматичний театр імені Івана Франка», м. Київ[381]
- Дутчак Михайло Михайлович — головний диригент Львівського національного академічного театру опери та балету імені Соломії Крушельницької[381]
- Карпенко-Боднарук Жанна Любомирівна — співачка, завідувач кафедри "Музичне мистецтво естради", професор, викладач естрадного вокалу Комунального закладу вищої освіти Київської обласної ради  "Академія мистецтв імені Павла Чубинського"[381]
- Чубай Тарас Григорович — керівник рок-гурту «Плач Єремії», м. Львів[381]
- Монастирська Людмила Вікторівна — солістка опери — провідному майстру сцени[382]
- Недак Денис Юрійович — артист балету — провідному майстру сцени[382]
- Шотт Сергій Львович — артист оркестру, концертмейстер[382]
- Щуцький Броніслав Стефанович — артист оркестру, концертмейстер[382]
- Демерташ Віктор Костянтинович — актор театру-студії державного підприємства «Національна кіностудія художніх фільмів імені О.Довженка», м. Київ[383]
- Лань Наталія Петрівна — артист державного підприємства «Національний академічний український драматичний театр імені Марії Заньковецької», м. Львів[383]
- Мазур Ірина Володимирівна — керівник модерн-балету «Життя», м. Львів[383]
- Мандрика Наталія Степанівна — художній керівник, концертмейстер академічного камерного оркестру Івано- Франківської обласної філармонії[383]
- Ніколаєва Ксенія Миколаївна — провідний майстер сцени театрально-видовищного закладу культури «Київський академічний театр драми і комедії на Лівому березі Дніпра»[383]
- Гирич Анжеліка Іванівна — артистка, провідний майстер сцени театрально-видовищного закладу культури «Київський академічний театр юного глядача на Липках»[384]
- Денисенко Володимир Андрійович — викладач-хореограф Київського державного хореографічного училища[384]
- Крет Зіновій Миколайович — головний диригент комунального закладу «Рівненський обласний академічний український музично-драматичний театр» Рівненської обласної ради[384]
- Яремчук Дмитро Назарович — соліст-вокаліст творчої спілки «Асоціація діячів естрадного мистецтва України», м. Київ[384]
- Яремчук Назарій Назарійович — соліст-вокаліст творчої спілки «Асоціація діячів естрадного мистецтва України», м. Київ[384]

### 2018 (27 осіб)

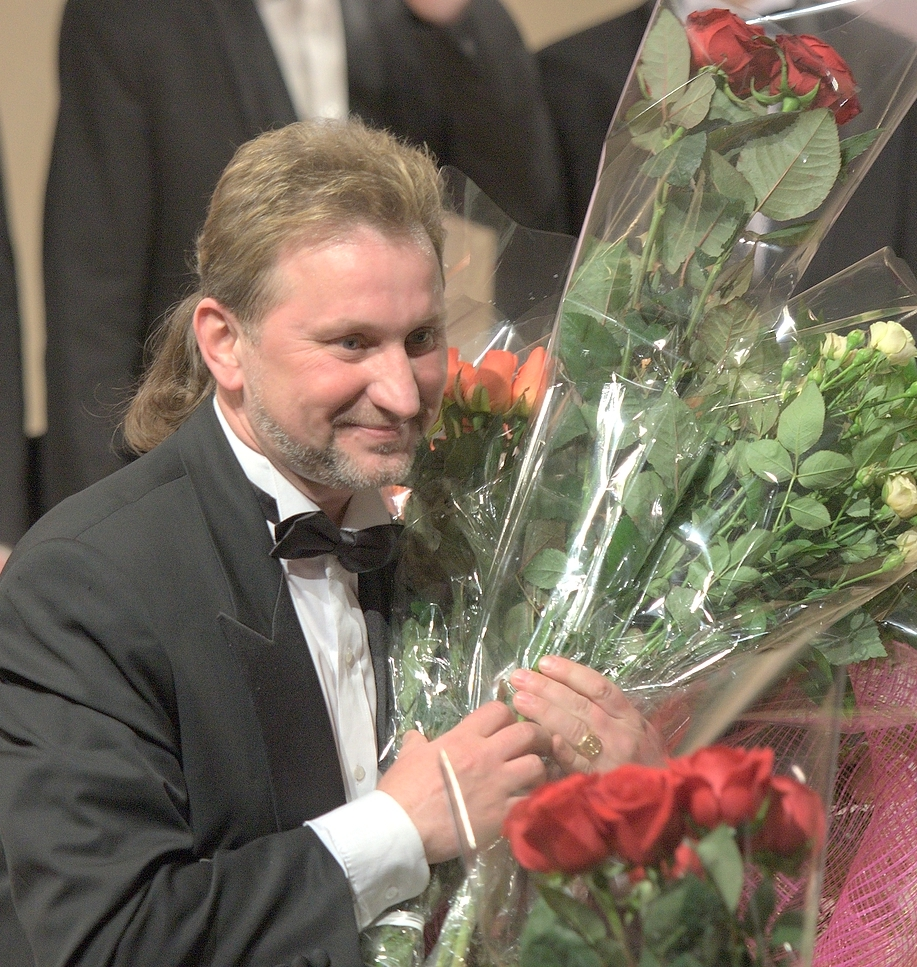
Микола Гобдич

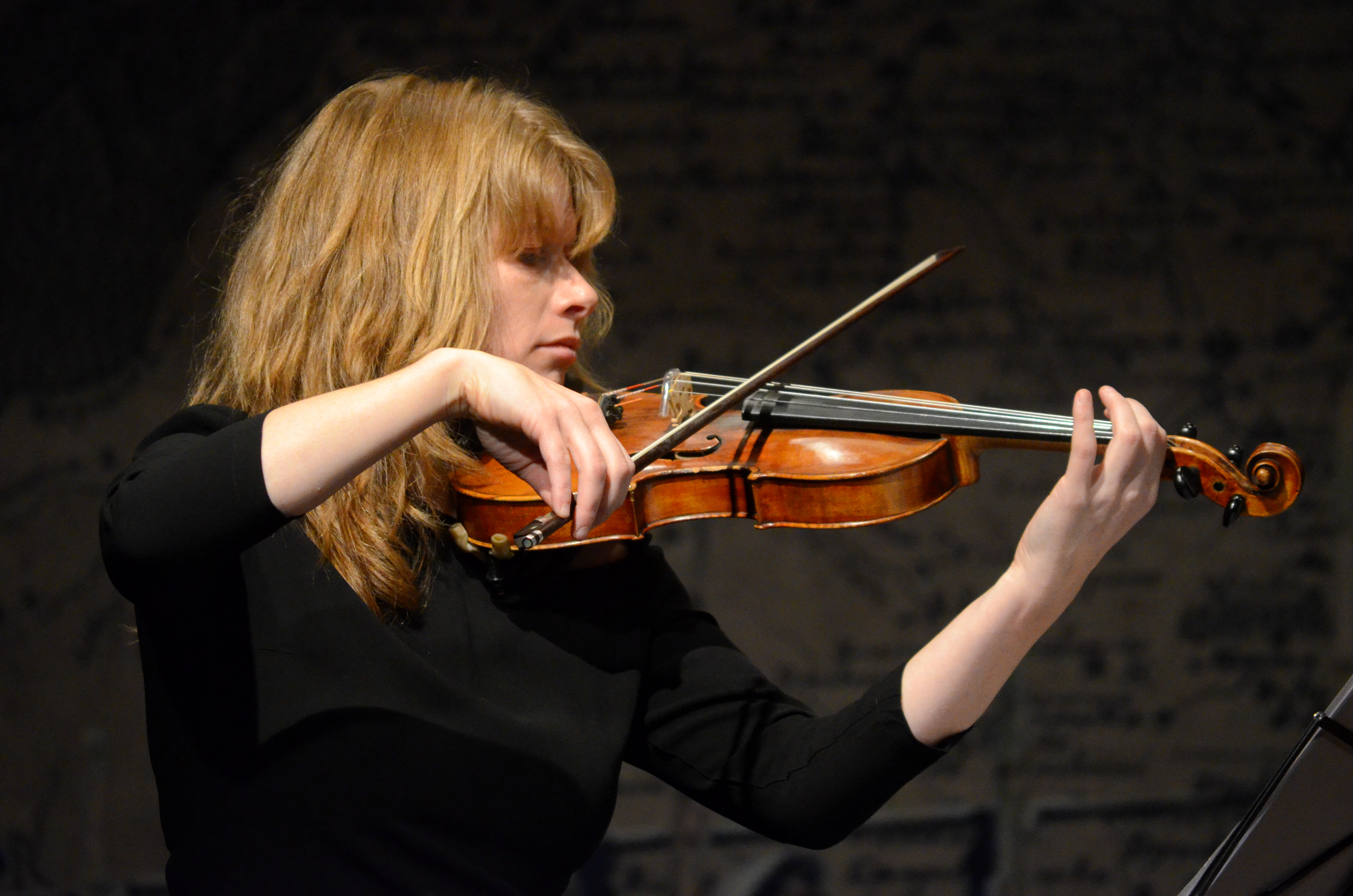
Богдана Півненко

- Горбатенко Галина Лукінічна — викладач Київського інституту музики імені Р. М. Глієра[385]
- Кульчицький Олег Володимирович — скрипаль, м. Львів[386]
- Шинкарук Ніна Петрівна — театральна акторка[387].
- Ганноченко Олександр Павлович — провідний майстер сцени театрально- видовищного закладу культури «Київський академічний театр драми і комедії на Лівому березі Дніпра»[388]
- Гунькін Віктор Володимирович — артист, провідний майстер сцени Дніпропетровського академічного українського музично-драматичного театру імені Т. Г. Шевченка[388]
- Жирко Тарас Володимирович — артист — провідний майстер сцени державного підприємства «Національний академічний драматичний театр імені Івана Франка», м. Київ[388]
- Кухар Катерина Ігорівна — артистка балету — провідний майстер сцени державного підприємства «Національний академічний театр опери та балету України імені Т. Г. Шевченка», м. Київ[388]
- Тягнієнко Михайло Іванович — провідний майстер сцени комунального закладу «Харківський академічний російський драматичний театр імені О. С. Пушкіна»[388]
- Андрієвський Ігор Михайлович — диригент Ансамблю класичної музики імені Б.Лятошинського, професор Національної музичної академії України імені П. І. Чайковського, м. Київ[389]
- Гобдич Микола Миколайович — директор-художній керівник концертного закладу культури "Муніципальний академічний камерний хор «Київ»[389]
- Клименко Інна Олександрівна — солістка-вокалістка, викладач комунального закладу «Запорізьке музичне училище імені П. І. Майбороди» Запорізької обласної ради[389]
- Сачко Ігор Павлович — актор Тернопільського академічного обласного українського драматичного театру імені Т. Г. Шевченка[389]
- Славинський Ігор Миколайович — режисер-постановник театрально-видовищного закладу культури «Київський академічний драматичний театр на Подолі»[389]
- Сотнікова Альбіна Валеріївна — артистка драми Національного академічного українського драматичного театру імені Марії Заньковецької, м. Львів[389]
- Гоноболін Олександр Чарльзович — композитор, м. Херсон[390]
- Мамчур Світлана Анатоліївна — солістка опери Львівського національного академічного театру опери та балету імені Соломії Крушельницької[390]
- Півненко Богдана Іванівна — артистка-солістка-вокалістка Національного ансамблю солістів «Київська камерата»[390]
- Бондарчук Володимир Іванович — соліст групи валторн Національного одеського філармонійного оркестру[391]
- Вольський Анатолій Миронович — провідний майстер сцени, артист драми Вінницького обласного українського академічного музично-драматичного театру імені М. К. Садовського[391]
- Городинський Станіслав Станіславович — співак, композитор, м. Вінниця[391]
- Дерда Іван Михайлович — соліст-вокаліст, доцент кафедри музики Чернівецького національного університету імені Ю.Федьковича[391]
- Логвин Дмитро Гаррійович — доцент кафедри Дніпропетровської академії музики імені М.Глінки Дніпропетровської обласної ради[391]
- Мала Діана Леонідівна — артистка Одеського академічного українського музично-драматичного театру імені В. С. Василька[391]
- Фоменко Сергій Миколайович — вокаліст, композитор, режисер, фронтмен гурту «Мандри», м. Київ[391]
- Кондратовська Надія Дмитрівна — актристка державного підприємства «Національний академічний театр російської драми імені Лесі Українки», м. Київ[392]
- Олійник Микола Дмитрович — кіноактор, м. Київ[392]
- Тетеря Віктор Михайлович — співак, доцент кафедри Інституту мистецтв Київського університету імені Бориса Грінченка[392]

### 2019 (36 осіб)

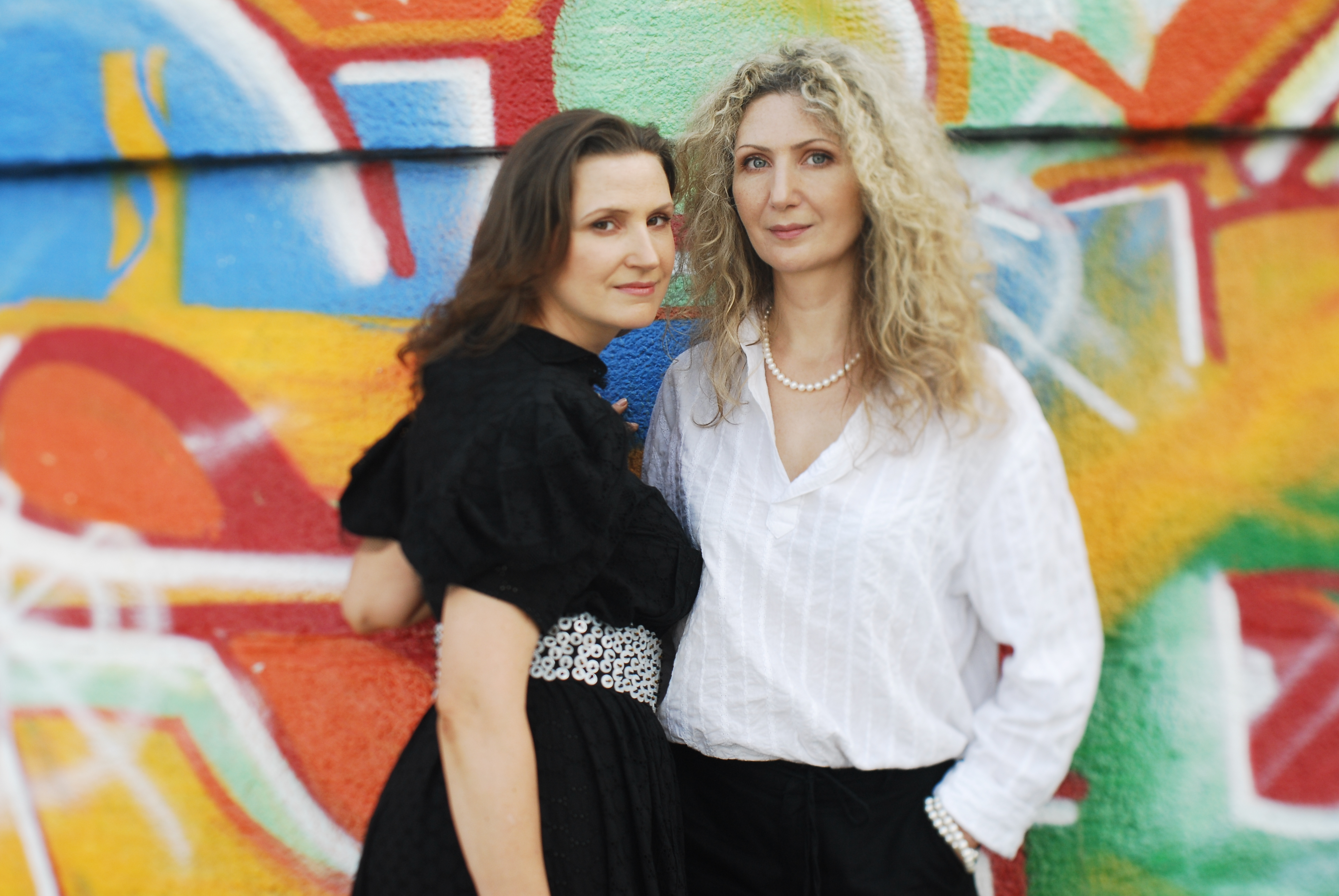
Галина Батьковська і Леся Репецька

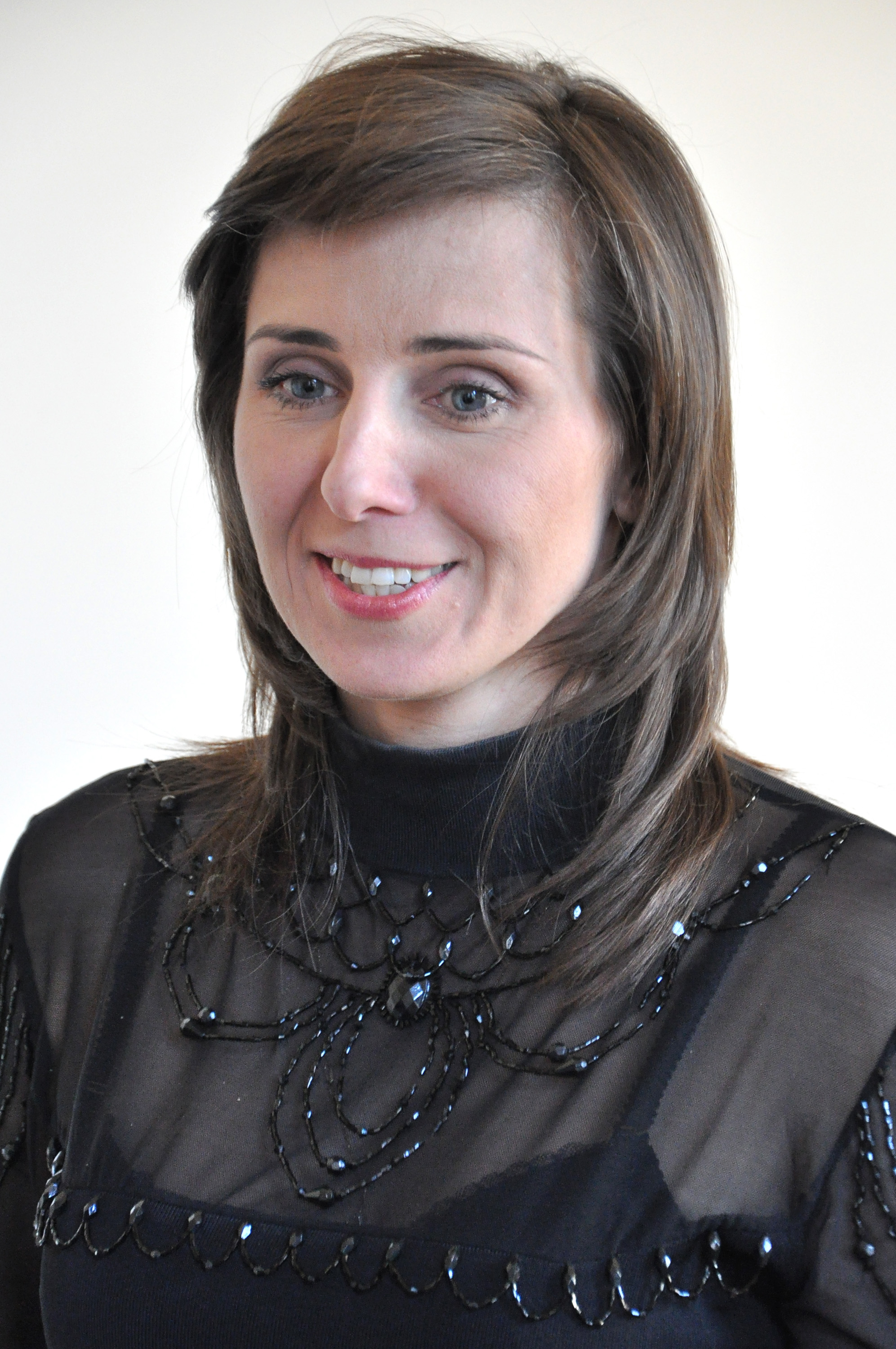
Ірина Шинкарук

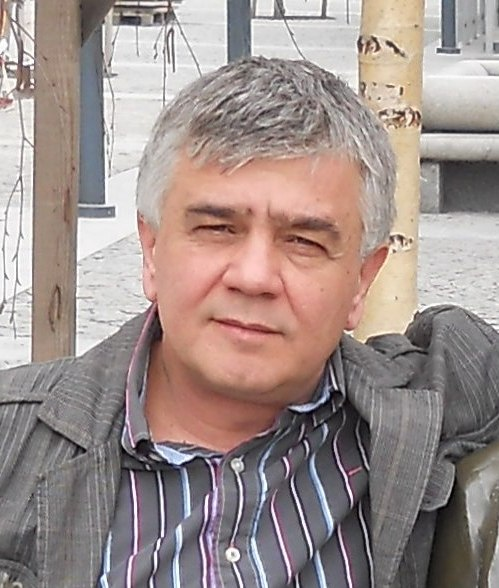
Дмитро Богомазов

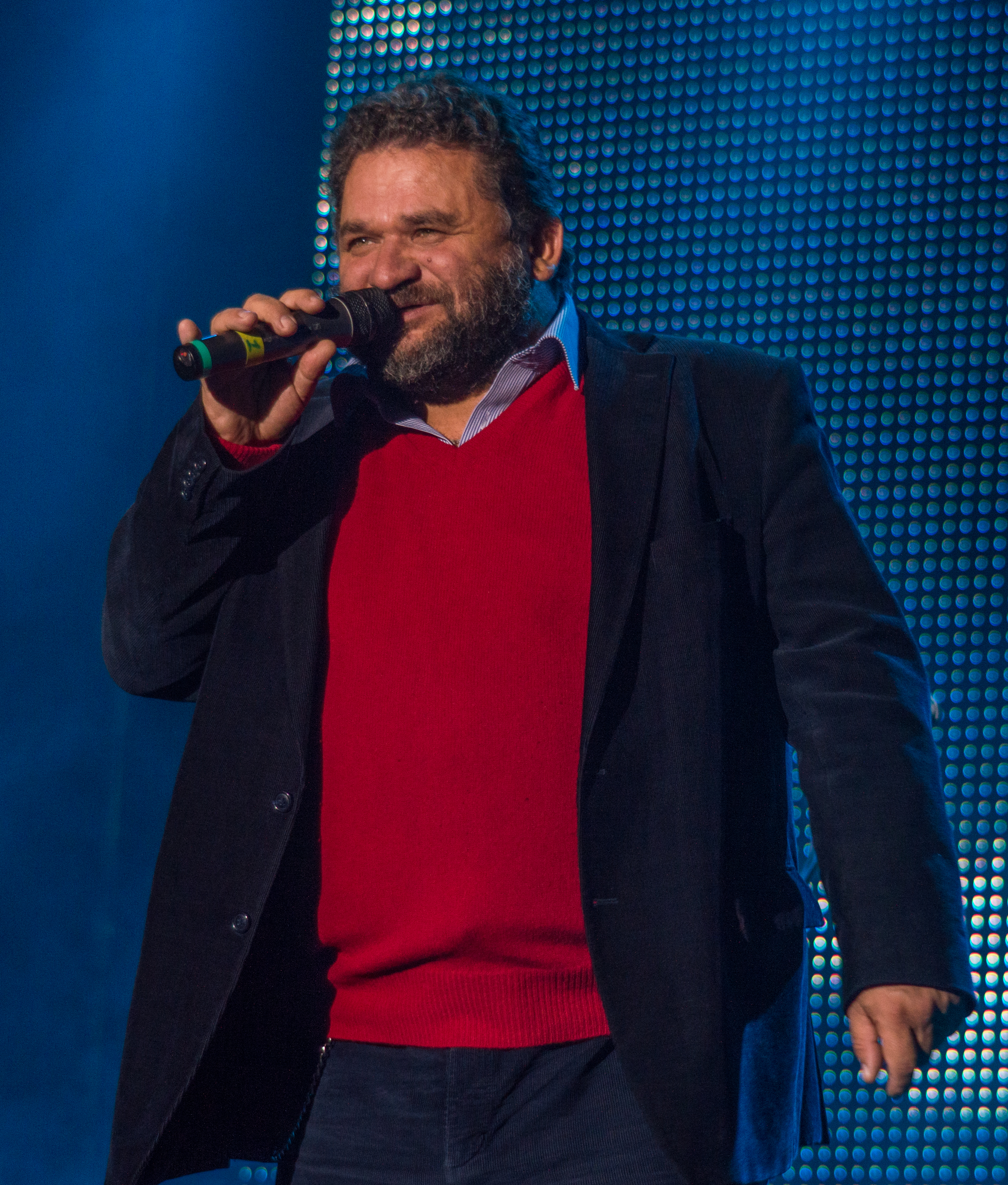
Валерій Чигляєв

- Батьковська Галина Станіславівна — співачка, учасниця дуету «Сестри Тельнюк», м. Київ[393]
- Брилинський Юрій Богданович — артист драми Національного академічного українського драматичного театру імені Марії Заньковецької, м. Львів[393]
- Компаніченко Тарас Вікторович — кобзар, м. Київ[393]
- Репецька Леся Станіславівна — співачка, учасниця дуету «Сестри Тельнюк», м. Київ[393]
- Кумановська Тетяна Миколаївна — артистка-вокалістка, провідний майстер сцени концертно-театрального закладу культури «Український академічний фольклорно-етнографічний ансамбль „КАЛИНА“», м. Київ[394]
- Остринська Лідія Анатоліївна — артистка драми Національного академічного українського драматичного театру імені Марії Заньковецької[394]
- Шинкарук Ірина Володимирівна — співачка, солістка Національного радіо України, м. Житомир[394]
- Клейн Костянтин Феліксович — артист Національної заслуженої академічної капели України «Думка»[395]
- Тищенко Михайло Петрович — артист Національної заслуженої академічної капели України «Думка»[395]
- Карпович Микола Іванович — артист драми Житомирського академічного українського музично-драматичного театру імені І. А. Кочерги[396]
- Лісовий Володимир Михайлович — головний режисер комунальної установи Тернопільської обласної ради «Тернопільський академічний обласний театр актора і ляльки»[396]
- Матейко Любомир Михайлович — керівник художнього комунального закладу "Київський академічний ансамбль української музики «Дніпро»[396]
- Чепурняк Євген Самойлович — головний режисер, актор, провідний майстер сцени комунального закладу культури «Дніпровський міський театр»[396]
- Богомазов Дмитро Михайлович — головний режисер державного підприємства «Національний академічний драматичний театр імені Івана Франка», м. Київ[397]
- Ворошилов Андрій Миколайович — диригент Національної заслуженої академічної капели України «Думка», м. Київ[397]
- Квеленков Юрій Олександрович — режисер-постановник, м. Київ[397]
- Коваленко Володимир Олексійович — соліст-вокаліст, м. Івано-Франківськ[397]
- Кучинський Володимир Степанович — художній керівник Львівського академічного молодіжного театру імені Леся Курбаса[397]
- Мітюшкін Віктор Анатолійович — соліст опери Одеського національного академічного театру опери та балету[397]
- Мурза Володимир Анатолійович — професор кафедри народних інструментів Одеської національної музичної академії імені А. В. Нежданової[397]
- Ротару Аурелія Михайлівна — солістка-вокалістка, м. Київ[397]
- Соляник Володимир Іванович — піаніст, м. Київ[397]
- Співак Володимир Григорович — художній керівник естрадно-духового оркестру Закарпатської обласної філармонії[397]
- Хавунка Андрій Васильович — соліст Львівського чоловічого вокального октету «Орфей»[398]
- Малганов Станіслав Давидович — актор державного підприємства «Національна кіностудія художніх фільмів імені Олександра Довженка», м. Київ[399]
- Олійник Олександр Леонідович — соліст Одеської обласної філармонії, диригент, професор кафедри народних інструментів, ректор Одеської національної музичної академії імені А. В. Нежданової[399]
- Стоянов Олександр Опанасович — артист балету — провідний майстер сцени державного підприємства «Національний академічний театр опери та балету України імені Т. Г. Шевченка», м. Київ[399]
- Чигляєв Валерій Іванович — артист, провідний майстер сцени комунального закладу «Театрально-видовищний заклад культури „Новий драматичний театр на Печерську“», м. Київ[399]
- Авдєєв Сергій Григорович — артист-вокаліст театрально-видовищного закладу культури «Київський національний академічний театр оперети»[400]
- Бабчук Мирослав Михайлович — артист академічного ансамблю народної музики «Візерунок» установи Тернопільської обласної ради «Тернопільська обласна філармонія»[400]
- Кульбаба Алла Анатоліївна — диригент симфонічного оркестру державного підприємства «Національний академічний театр опери та балету України імені Т. Г. Шевченка», м. Київ[400]
- Власенко Лариса Кирилівна — артистка драми, провідний майстер сцени Хмельницького обласного академічного музично-драматичного театру імені М.Старицького[401]
- Ермінь Йожеф Франтишкович — професор, завідувач кафедри спеціального фортепіано Львівської національної музичної академії імені М.Лисенка[401]
- Курилів Ігор Володимирович — диригент-хормейстер, м. Київ[401]
- Кот Юрій Миколайович — виконувач обов'язків професора спеціального фортепіано № 2[402]
- Левенець Ігор Анатолійович — артист-вокаліст, провідний майстер сцени Київського національного академічного театру оперети[403]
- Мадараш Оксана Степанівна — диригентка вищої категорії Київського національного академічного театру оперети[403]

## 2020-ті роки

### 2020 (14 осіб)

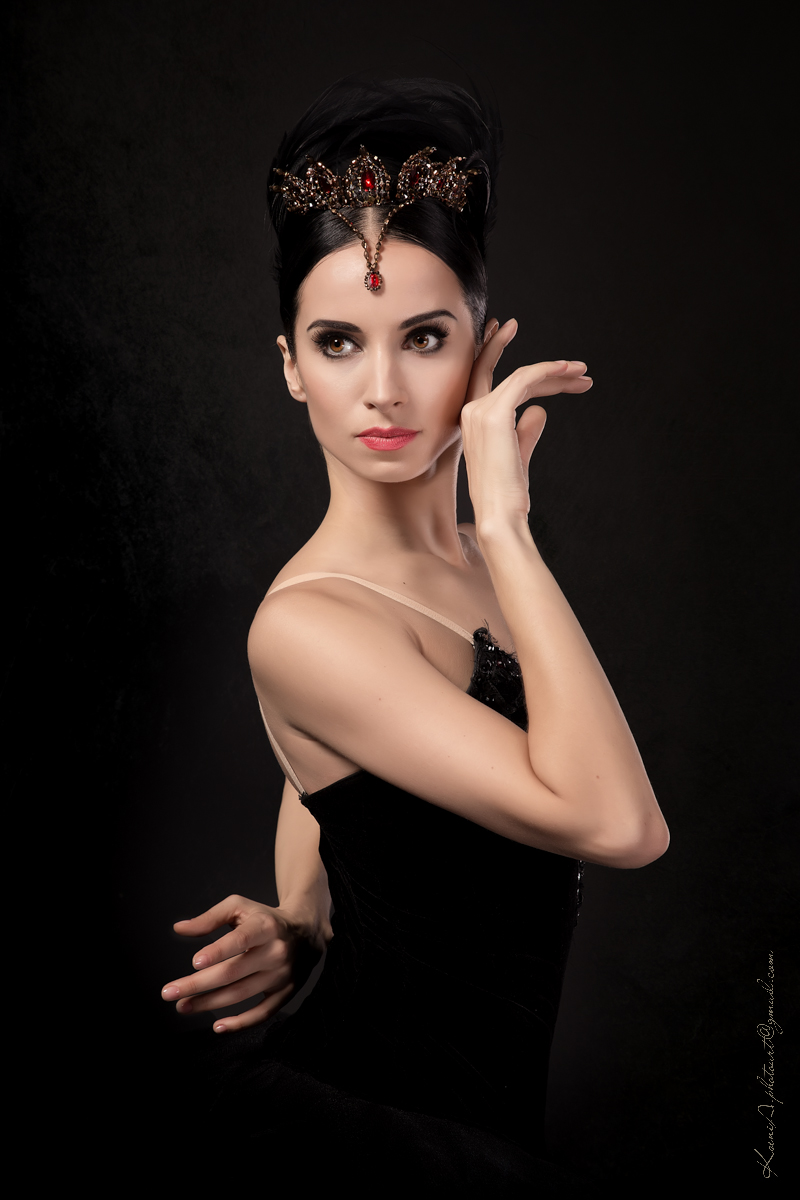
Наталія Мацак

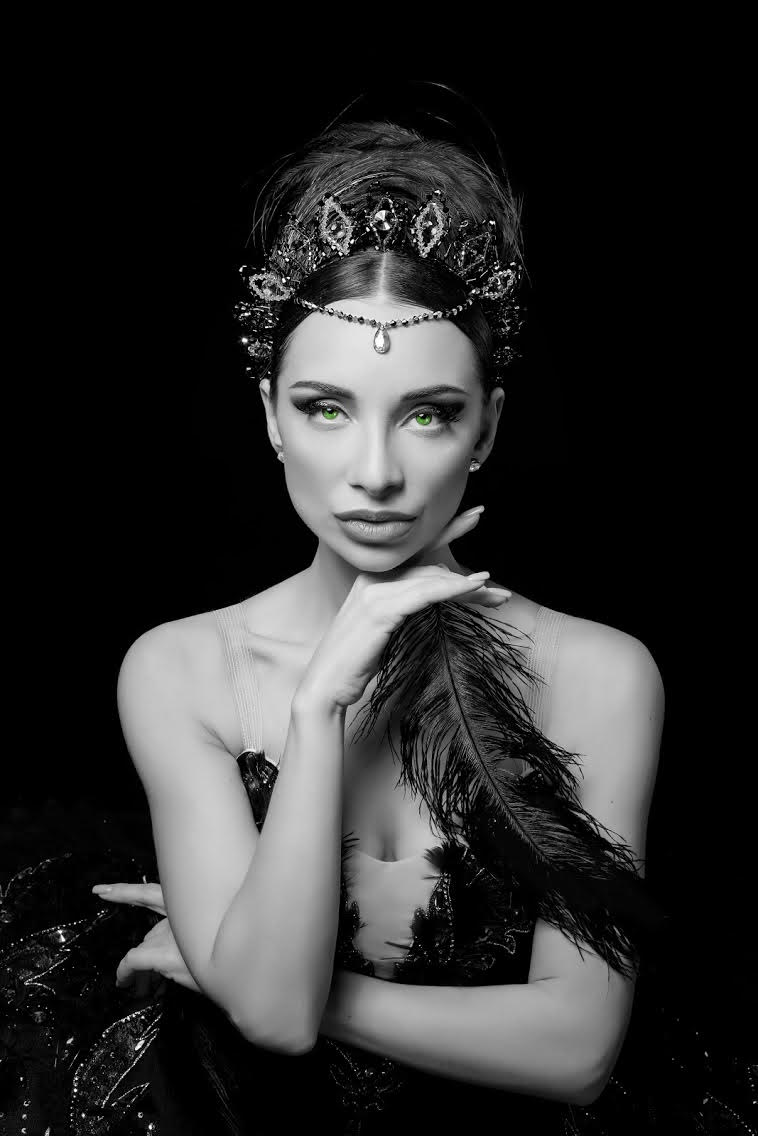
Христина Шишпор

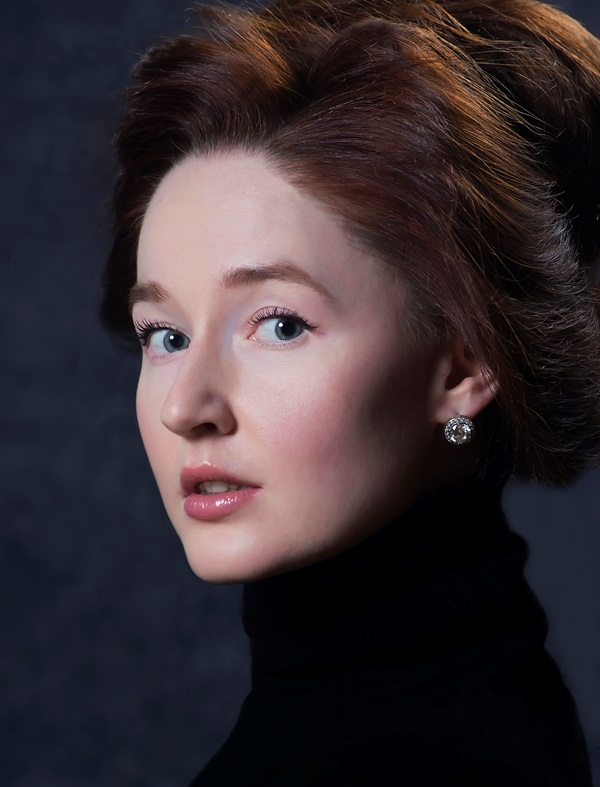
Анжеліка Савченко

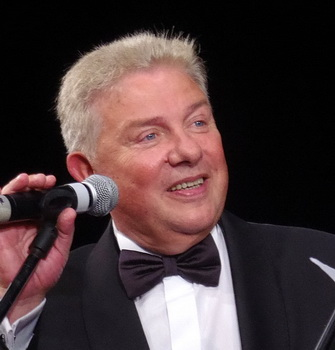
Олег Філімонов

- Антонюк Валентина Геніївна — професор, завідувач кафедри Національної музичної академії України імені П. І. Чайковського, м.Київ[404]
- Баша Олена Петрівна — провідний майстр сцени Першого академічного українського театру для дітей та юнацтва, м. Львів[405]
- Мацак Наталія Олександрівна — артистка балету — провідний майстер сцени державного підприємства «Національний академічний театр опери та балету України імені Т. Г. Шевченка», м. Київ[405]
- Бутковська Валентина Петрівна — артистка-вокалістка театрально-видовищного закладу культури «Київський національний академічний театр оперети»[406]
- Мочурад Богдан Іванович — головний диригент державного підприємства «Національний академічний український драматичний театр імені Марії Заньковецької», м. Львів[406]
- Єна Олександра Володимирівна — артистка державного підприємства «Національний академічний театр російської драми імені Лесі Українки», м. Київ[406]
- Шишпор Христина Віталіївна — артистка балету[406]
- Братущик Інеса Михайлівна — співачка, м. Київ[407]
- Гапа Ольга Євстахівна — артистка, режисерка та письменниця — провідна майстриня сцени Першого академічного українського театру для дітей та юнацтва, м. Львів[407]
- Процев'ят Марія Іванівна — співачка, громадська діячка та доцентка кафедри Львівської національної музичної академії імені М. В. Лисенка, м. Львів[407]
- Савченко Анжеліка Віталіївна — артистка драми — провідна майстриня сцени державного підприємства «Національний академічний драматичний театр імені Івана Франка», м. Київ[407]
- Філімонов Олег Миколайович — артист театру і кіно, м. Одеса[407]
- Ніколаєнко Володимир Іванович — артист Національного академічного драматичного театру імені Івана Франка, м. Київ[408]
- Кузьме́нко Андрі́й Вікторович - український співак, композитор, поет, письменник, телеведучий, продюсер, актор. Лідер гурту «Скрябін».

### 2021 (23 особи)

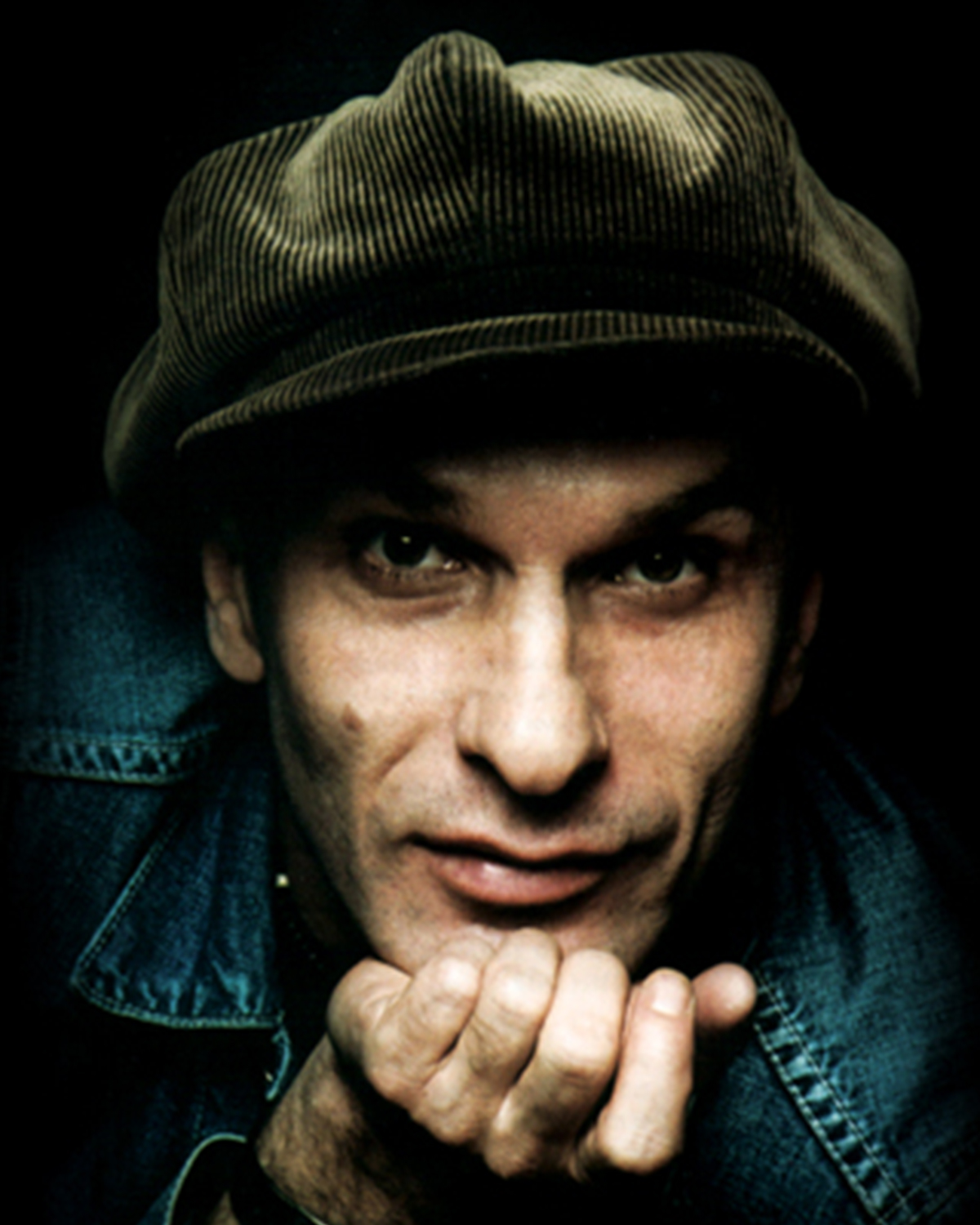
Олександр Білозуб

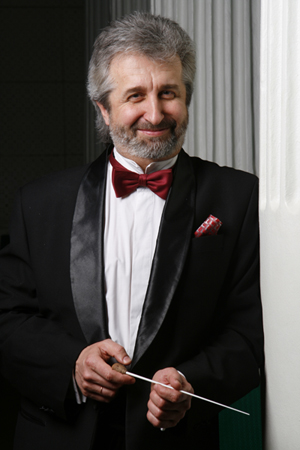
Юрій Янко

- Ільків Андрій Васильович — артист-соліст-інструменталіст державного підприємства «Національний будинок органної та камерної музики України», м. Київ[409]
- Шербул Іван Петрович — актор драми, актор Луганського обласного академічного українського музично-драматичного театру[409]
- Калінчук Оксана Василівна — художній керівник зразкового художнього колективу "Вокально-хорова студія «Диво калинове» Центру позашкільної роботи Святошинського району м. Києва[410]
- Куделя Надія Павлівна — артистка, професор кафедри факультету мистецтв імені Анатолія Авдієвського Національного педагогічного університету імені М. П. Драгоманова, м. Київ[410]
- Міхіна Тетяна Володимирівна — артистка драми, акторка Національного академічного драматичного театру імені Івана Франка, м. Київ[410]
- Білозуб Олександр Сергійович — головний художник театрально-видовищного закладу культури «Київський національний академічний театр оперети»[411]
- Боклан Микола Володимирович — актор, м. Київ[411]
- Золотько Світлана Григорівна — артистка, провідний майстер сцени театрально-видовищного закладу культури «Київський академічний театр драми і комедії на Лівому березі Дніпра»[411]
- Рубльова Ружена Анатоліївна — артистка-вокалістка Херсонського обласного академічного музично-драматичного театру імені М.Куліша[411]
- Свєтліця Євген Тарасович — артист балету, провідний майстер сцени Львівського національного академічного театру опери та балету імені Соломії Крушельницької[411]
- Цибульська Надія Андріївна — артистка комунального закладу Львівської обласної ради «Львівський академічний музично-драматичний театр імені Юрія Дрогобича»[411]
- Швайківська Ірина Йосипівна — артистка драми державного підприємства «Національний академічний український драматичний театр імені Марії Заньковецької», м. Львів[411]
- Каспрук Тетяна Андріївна — провідний майстер сцени Львівського академічного молодіжного театру імені Леся Курбаса[412]
- Книш Павло Петрович — генеральний директор державного підприємства «Дирекція пересувних циркових колективів України», м. Київ[412]
- Рудий Роман Антонович — співак-вокаліст, композитор, аранжувальник, м. Київ[412]
- Янко Юрій Володимирович — директор — головний диригент комунального підприємства «Харківська обласна філармонія»[412]
- Кріль Мирон Михайлович — головний диригент академічного симфонічного оркестру Тернопільської обласної філармонії[413]
- Пліш Богдан Йосипович — головний хормейстер державного підприємства «Національний академічний театр опери та балету України імені Т. Г. Шевченка», м. Київ[413]
- Сивохіп Володимир Степанович — генеральний директор Львівської національної філармонії[413]
- Тертичний Юрій Валентинович — артист-соліст-інструменталіст оркестру почесної варти окремого президентського полку імені гетьмана Богдана Хмельницького, м. Київ[413]
- Форманчук Олександр Іванович — артист драми — провідний майстер сцени державного підприємства «Національний академічний драматичний театр імені Івана Франка», м. Київ[413]
- Антонова Ніна Василівна — акторка театру і кіно[414]
- Скляр-Кондрашевська Валентина Анатоліївна — артистка інструментально-пісенного дуету "Неопалима купина", Київська область[415]

### 2022 (5 осіб)
- Бродська Ірина Володимирівна — репетитор з балету державного підприємства "Національний академічний театр опери та балету України імені Т.Г. Шевченка", м. Київ[416]
- Гурба Віктор Тихонович — соліст-вокаліст, доцент кафедри Херсонського державного університету[416]
- Зайцева Аїда Набіївна — диригент комунального закладу "Концертний заклад культури "Муніципальна академічна чоловіча хорова капела імені Л.М. Ревуцького", м. Київу[416]
- Олексієнко Олександр Васильович — декан факультету Національної музичної академії України імені П.І. Чайковського, м. Київ[416]
- Шеремет Олег Олександрович — провідний майстер сцени, артист Полтавського академічного обласного українського музично-драматичного театру імені М.В. Гоголя[416]

### 2023 (2 особи)
- Печериця Олександр Олександрович — актор Національного академічного драматичного театру імені Івана Франка, м.Київ[417]
- Пирогова Тетяна Іванівна — солістка Національного заслуженого академічного українського народного хору України імені Григорія Верьовки[418]

### 2024 (9 осіб )
- Ващенко Геннадій Іванович — соліст опери — провідний майстр сцени державного підприємства “Національний академічний театр опери та балету України імені Т.Г.Шевченка”, м.Київ[419]
- Цьона Олег Михайлович — директор — художній керівник Львівського академічного молодіжного театру імені Леся Курбаса[419]
- Ткач Юлія Сергіївна — художній керівник – головний диригент Академічного хору творчо-виробничого об’єднання «Музика» дирекції «Українське радіо» центральної дирекції акціонерного товариства «Національна суспільна телерадіокомпанія України»[420]
- Ченська Вікторія Станіславівна — солістка опери – провідна майстер сцени Державного підприємства Національний академічний театр опери та балету України імені Т.Г.Шевченка (м.Київ)[420]
- БОЙКО Сергій Валентинович — артист драми – провідний майстер сцени театрально-видовищного закладу культури «Київський академічний драматичний театр на Подолі»
- ВІЛКОВ Олександр В’ячеславович — актор, провідний майстер сцени театрально-видовищного закладу культури «Київський академічний театр юного глядача на Липках»
- КАЛАНТАЙ Сергій Гаврилович — актор театру і кіно, артист державного підприємства «Національний академічний драматичний театр імені Івана Франка», м.Київ
- ПОПОВ Леонід Петрович — професор кафедри Київського національного університету театру, кіно і телебачення імені І.К.Карпенка-Карого
- ФЕДОРИШИН Василь Ілліч — диригент та художній керівник камерного та симфонічного оркестрів Українського державного університету імені Михайла Драгоманова, м.Київ

## Позбавлені звання
- Кобзон Йосип Давидович (1991—2018) — позбавлений державних нагород відповідно до закону «Про санкції».[6][7]
- Басков Микола Вікторович (22.11.2024) — позбавлений державних нагород через підтримку російського вторгнення в Україну.[421][422]
- Кіркоров Пилип Бедросович (22.11.2024) — позбавлений звання через підтримку російського вторгнення в Україну.[421][422]
- Малінін Олександр Миколайович (22.11.2024)[421][422]
- Крутой Ігор Якович (22.11.2024)[421][422]
- Куєк Кароліна Мирославівна (22.11.2024)[421][422]
- Повалій Таїсія Миколаївна (22.11.2024)[421][422]